# Групповой этап хоккейной Лиги чемпионов 2014/2015
Групповой этап Хоккейной Лиги чемпионов 2014/2015 начался 21 августа и завершился 8 октября 2014 года. Всего в групповом этапе приняли участие 44 команды. 11 победителей групп и 5 лучших команд, занявших вторые места, вышли в плей-офф.

## Жеребьёвка
Составы одиннадцати групп были определены жеребьёвкой, которая прошла 21 мая 2014 года в Минске, Белоруссия 44 команды были распределены по 4-м корзинам, состоящим из 11 команд каждая, таким образом, что команды с наивысшим рейтингом попали в 1 корзину, следующие 11 команд — во 2-ю корзину и так далее, пока в 4-й корзине не оказались команды с наименьшим рейтингом. Для распределения команд по корзинам были использованы следующие критерии:
1. Чемпионы шести лиг-основателей,
2. Победители регулярного сезона шести лиг-основателей,
3. Оставшиеся команды с лицензиями A и B в соответствии с их местом в лиге,
4. Команды с «уайлд-кард», в соответствии с местом в их лиге.

Затем, команды были распределены по 11 группам по 4 команды в каждой, состоящим по одной команде из каждой корзины, при этом команды из одной страны не могли попасть друг с другом в одну группу.
Расписание матчей было определено после жеребьёвки и было представлено 2 июня 2014 года.

## Команды
Ниже представлены 44 команды, распределённые по корзинам в соответствии с их рейтингом. Если команды заняли одинаковые позиции в своих национальных чемпионатах, то они занимают места в соответствии с мировым рейтингом лиг ИИХФ.
| Условные цветовые обозначения в таблицах групп                  |
| --------------------------------------------------------------- |
| Победители групп и пять лучших вторых команд выходят в плей-офф |

| Команда            |
| ------------------ |
| Шеллефтео          |
| Кярпят             |
| Злин               |
| Цюрих Лайонс       |
| Ингольштадт        |
| Больцано           |
| Спарта Прага       |
| Гамбург Фризерс    |
| Ред Булл Зальцбург |
| Фрёлунда           |
| Таппара            |

| Команда          |
| ---------------- |
| Оцеларжи         |
| Фрибур-Готтерон  |
| Крефельд Пингвин |
| Ферьестад        |
| Клотен Флайерз   |
| Кёльнер Хайе     |
| Векшё Лейкерс    |
| Лукко            |
| Филлах           |
| Линчёпинг        |
| СайПа            |

| Команда             |
| ------------------- |
| Женева-Серветт      |
| Вена Кэпиталз       |
| Адлер Мангейм       |
| ЮИП                 |
| Лулео               |
| Пардубице           |
| Витковице Стил      |
| Айсберен Берлин     |
| ХИФК                |
| Били Тигржи Либерец |
| Берн                |

| Команда           |
| ----------------- |
| ХВ71              |
| Цуг               |
| ТПС               |
| КалПа             |
| Юргорден          |
| Ставангер Ойлерс  |
| Кошице            |
| Бриансон          |
| Сённерйюск        |
| Волеренга         |
| Ноттингем Пантерс |

## Формат
44 команды были поделены на 11 групп по четыре команды в каждой. В каждой группе команды играют друг против друга дома и на выезде по двухкруговой схеме, проводя в общей сложности шесть матчей каждая. Всего на групповом этапе проводится 132 игры. 11 победителей групп и пять лучших команд, занявших вторые места, попадают в плей-офф. Пять лучших команд, занявших вторые места, были определены при помощи распределения всех команд, занявших вторые места, по количеству набранных очков и разнице забитых и пропущенных голов. Подробнее о распределении сказано в разделе, посвящённом рейтингу вторых команд.
Матчи играются 30 минут (3 периода по 20 минут в каждом). Команда, победившая в основное время, получает три очка, проигравшая — ноль. В случае, если матч в основное время заканчивается вничью, обе команды получают по одному очку, и назначается пятиминутный овертайм, победитель которого получает дополнительное очко, при этом на площадке в составе каждой из команд должно находится не больше четырёх полевых игроков вместо пяти в основное время. Первая команда, забившая в овертайме, побеждает и получает дополнительное очко. В случае, если командам не удаётся забить в овертайме, для определения победителя назначается серия штрафных бросков — буллитов. Каждая команда делает по пять штрафных бросков, побеждает та, которая забьёт больше другой. В случае, если счёт после пяти бросков остаётся равным, для определения победителя серия штрафных бросков продолжается до первого промаха со стороны одной из команд.

### Определение положения команд в случае равенства очков
В случае, если две или более команд имеют равное количество очков после завершения групповых матчей, их положение определяется по следующим критериям:
1. Наибольшее количество очков, набранное в матчах между командами, имеющими равное количество очков;
2. Лучшая разница забитых и пропущенных голов в матчах между командами, имеющими равное количество очков;
3. Наибольшее количество голов, забитое в матчах между командами, имеющими равное количество очков;

Если какая-либо из команд покидает группу команд, имеющих равное количество очков, то остальные команды возвращаются к первому критерию.
Если ни одна из команд по-прежнему не получила преимущество над другой, а матчи между ними завершились в овертайме или серии штрафных бросков, то победа в овертайме будет иметь большее значение, чем победа в серии штрафных бросков. Если оба матча завершились серией штрафных бросков, преимущество получает команда, забившая большее количество голов в обеих сериях. Стоит заметить, что эти критерии применяются только если две команды имеют равное количество очков.
Если одна из двух или более команд не имеет преимущества над остальными, то команды распределяются в соответствии с позицией в их последнем национальном чемпионате (чемпион, финалист, оставшиеся два полуфиналиста, распределённые по положению в регулярном чемпионате, четыре оставшиеся четвертьфиналиста, распределённые по положению в регулярном чемпионате). Если они заняли одну и ту же позицию в соответствующих чемпионатах, то применяется клубный рейтинг Хоккейной Лиги чемпионов, который был применён для распределения команд по корзинам перед жеребьёвкой группового этапа.

## Группы
Групповой этап начался 21 августа и завершится 8 октября 2014 года. Для проведения матчей были выбраны следующие даты:
- 1-й игровой день: 21-22 августа;
- 2-й игровой день: 23-24 августа;
- 3-й игровой день: 4-5 сентября;
- 4-й игровой день: 6-7 сентября;
- 5-й игровой день: 23-24 сентября;
- 6-й игровой день: 7-8 октября.

Время начала матчей указано местное.
| Условные цветовые обозначения в таблицах групп                  |
| --------------------------------------------------------------- |
| Победители групп и пять лучших вторых команд выходят в плей-офф |

### Группа A
| Команда             | И | В | ОТВ | ОТП | П | ГЗ | ГП | РГ | О  |
| ------------------- | - | - | --- | --- | - | -- | -- | -- | -- |
| Кярпят              | 6 | 3 | 2   | 0   | 1 | 17 | 12 | +5 | 13 |
| Били Тигржи Либерец | 6 | 3 | 0   | 0   | 3 | 16 | 15 | +1 | 9  |
| Кошице              | 6 | 2 | 0   | 1   | 3 | 14 | 16 | –2 | 7  |
| Кёльнер Хайе        | 6 | 2 | 0   | 1   | 3 | 12 | 16 | –4 | 7  |

| 21 августа 2014 19:30 | Кёльнер Хайе | 2:1 (2:0, 0:1, 0:0) | Кошице | «Ланксесс-Арена», Кёльн Зрителей: 3774 |

| Отчёт                                                                | Отчёт                | Отчёт                      | Отчёт             | Отчёт                                                                                |
| -------------------------------------------------------------------- | -------------------- | -------------------------- | ----------------- | ------------------------------------------------------------------------------------ |
|                                                                      |                      |                            |                   |                                                                                      |
|                                                                      | Данни аус ден Биркен | Вратари                    | Марцел Мелихерчик | Судьи: Сёрен Перссон Маркус Кравинкель Линейные судьи: Беньямин Хоппе Кристоф Хуртик |
|                                                                      | Голы:                |                            |                   | Судьи: Сёрен Перссон Маркус Кравинкель Линейные судьи: Беньямин Хоппе Кристоф Хуртик |
| А.Зульцер (Д.Джонсон) — 12:39 А.Фальк (Ф.Гогулла, Э. Ранкин) — 34:34 | 1:0 2:0 2:1          | 18:43 — И.Бицек (М.Колена) |                   | Судьи: Сёрен Перссон Маркус Кравинкель Линейные судьи: Беньямин Хоппе Кристоф Хуртик |
|                                                                      |                      |                            |                   | Судьи: Сёрен Перссон Маркус Кравинкель Линейные судьи: Беньямин Хоппе Кристоф Хуртик |
|                                                                      |                      |                            |                   | Судьи: Сёрен Перссон Маркус Кравинкель Линейные судьи: Беньямин Хоппе Кристоф Хуртик |
|                                                                      |                      |                            |                   | Судьи: Сёрен Перссон Маркус Кравинкель Линейные судьи: Беньямин Хоппе Кристоф Хуртик |
| 8 мин                                                                | Штраф                | 4 мин                      |                   | Судьи: Сёрен Перссон Маркус Кравинкель Линейные судьи: Беньямин Хоппе Кристоф Хуртик |
|                                                                      |                      |                            |                   |                                                                                      |
|                                                                      | 30                   | Броски                     | 21                |                                                                                      |

| 21 августа 2014 20:00 | Били Тигржи Либерец | 3:4 (0:2, 2:2, 1:0) | Кярпят | «Типспорт Арена», Либерец Зрителей: 1449 |

| Отчёт                                                                                            | Отчёт                       | Отчёт | Отчёт         | Отчёт                                                                         |
| ------------------------------------------------------------------------------------------------ | --------------------------- | --- | ------------- | ----------------------------------------------------------------------------- |
|                                                                                                  |                             | |               |                                                                               |
|                                                                                                  | Марек Шварц Ян Лашак        | Вратари | Томи Кархунен | Судьи: Вольмер Эдквист Мартин Франьо Линейные судьи: Давид Елинек Томаш Пешек |
|                                                                                                  | Голы:                       | |               | Судьи: Вольмер Эдквист Мартин Франьо Линейные судьи: Давид Елинек Томаш Пешек |
| Т.Филиппи (М.Булирж) — 28:39 М.Булирж (Я.Валский) — 38:59 М.Бартек (Т.Филиппи, М.Булирж) — 45:37 | 0:1 0:2 0:3 0:4 1:4 2:4 3:4 | 02:56 — П.Дэвис (Н.Дешам) 19:39 — Ю.Юнттила (Й.Кемппайнен, Д.Спэнг) 23:04 — Д.Спэнг (И.Хумл, Й.Комулайнен) 27:09 — С.Суоранта (Р.Гленн) |               | Судьи: Вольмер Эдквист Мартин Франьо Линейные судьи: Давид Елинек Томаш Пешек |
|                                                                                                  |                             | |               | Судьи: Вольмер Эдквист Мартин Франьо Линейные судьи: Давид Елинек Томаш Пешек |
|                                                                                                  |                             | |               | Судьи: Вольмер Эдквист Мартин Франьо Линейные судьи: Давид Елинек Томаш Пешек |
|                                                                                                  |                             | |               | Судьи: Вольмер Эдквист Мартин Франьо Линейные судьи: Давид Елинек Томаш Пешек |
| 6 мин                                                                                            | Штраф                       | 8 мин |               | Судьи: Вольмер Эдквист Мартин Франьо Линейные судьи: Давид Елинек Томаш Пешек |
|                                                                                                  |                             | |               |                                                                               |
|                                                                                                  | 26                          | Броски | 24            |                                                                               |

| 23 августа 2014 17:30 | Кошице | 1:2 (1:2, 0:0, 0:0) | Кярпят | «Стил Арена», Кошице Зрителей: 6104 |

| Отчёт                                     | Отчёт             | Отчёт                                                                                | Отчёт         | Отчёт                                                                      |
| ----------------------------------------- | ----------------- | ------------------------------------------------------------------------------------ | ------------- | -------------------------------------------------------------------------- |
|                                           |                   |                                                                                      |               |                                                                            |
|                                           | Марцел Мелихерчик | Вратари                                                                              | Томи Кархунен | Судьи: Вольмер Эдквист Юрай Конц Линейные судьи: Мартин Корба Мартин Смрек |
|                                           | Голы:             |                                                                                      |               | Судьи: Вольмер Эдквист Юрай Конц Линейные судьи: Мартин Корба Мартин Смрек |
| М.Заграпан (М.Бартанус, А.Дргонь) — 10:26 | 0:1 :1 1:2        | 03:48 — П. Дэвис (Л. Кукконен, Н. Дешам) 10:49 — Ю. Керянен (А. Валлин, С. Маннинен) |               | Судьи: Вольмер Эдквист Юрай Конц Линейные судьи: Мартин Корба Мартин Смрек |
|                                           |                   |                                                                                      |               | Судьи: Вольмер Эдквист Юрай Конц Линейные судьи: Мартин Корба Мартин Смрек |
|                                           |                   |                                                                                      |               | Судьи: Вольмер Эдквист Юрай Конц Линейные судьи: Мартин Корба Мартин Смрек |
|                                           |                   |                                                                                      |               | Судьи: Вольмер Эдквист Юрай Конц Линейные судьи: Мартин Корба Мартин Смрек |
| 8 мин                                     | Штраф             | 6 мин                                                                                |               | Судьи: Вольмер Эдквист Юрай Конц Линейные судьи: Мартин Корба Мартин Смрек |
|                                           |                   |                                                                                      |               |                                                                            |
|                                           | 27                | Броски                                                                               | 25            |                                                                            |

| 23 августа 2014 17:45 | Кёльнер Хайе | 1:4 (1:1, 0:2, 0:1) | Били Тигржи Либерец | «Ланксесс-Арена», Кёльн Зрителей: 4088 |

| Отчёт                                      | Отчёт                | Отчёт | Отчёт       | Отчёт                                                                              |
| ------------------------------------------ | -------------------- | --- | ----------- | ---------------------------------------------------------------------------------- |
|                                            |                      | |             |                                                                                    |
|                                            | Дэнни аус ден Биркен | Вратари | Марек Шварц | Судьи: Петри Линдквист Даниэль Пехачек Линейные судьи: Андреас Коверт Андре Шрадер |
|                                            | Голы:                | |             | Судьи: Петри Линдквист Даниэль Пехачек Линейные судьи: Андреас Коверт Андре Шрадер |
| Ф. Риферс (Ш. Стивенс, М. Людеман) — 18:12 | 0:1 :1 1:2 1:3 1:4   | 12:10 — О. Виташек (М. Бартек) 29:53 — П. Вампола (Т. Филиппи, О. Виташек) 39:38 — П. Вампола (М. Шкоула, М.Бартек) 45:27 — М. Булирж (Я. Валский) |             | Судьи: Петри Линдквист Даниэль Пехачек Линейные судьи: Андреас Коверт Андре Шрадер |
|                                            |                      | |             | Судьи: Петри Линдквист Даниэль Пехачек Линейные судьи: Андреас Коверт Андре Шрадер |
|                                            |                      | |             | Судьи: Петри Линдквист Даниэль Пехачек Линейные судьи: Андреас Коверт Андре Шрадер |
|                                            |                      | |             | Судьи: Петри Линдквист Даниэль Пехачек Линейные судьи: Андреас Коверт Андре Шрадер |
| 6 мин                                      | Штраф                | 6 мин |             | Судьи: Петри Линдквист Даниэль Пехачек Линейные судьи: Андреас Коверт Андре Шрадер |
|                                            |                      | |             |                                                                                    |
|                                            | 41                   | Броски | 29          |                                                                                    |

| 4 сентября 2014 17:30 | Били Тигржи Либерец | 3:2 (1:0, 1:1, 1:1) | Кошице | «Типспорт Арена», Либерец Зрителей: 1693 |

| Отчёт                                                                               | Отчёт               | Отчёт                                                           | Отчёт             | Отчёт                                                                        |
| ----------------------------------------------------------------------------------- | ------------------- | --------------------------------------------------------------- | ----------------- | ---------------------------------------------------------------------------- |
|                                                                                     |                     |                                                                 |                   |                                                                              |
|                                                                                     | Ян Лашак            | Вратари                                                         | Марцел Мелихерчик | Судьи: Андреас Кох Владимир Шиндлер Линейные судьи: Давид Елинек Томаш Песек |
|                                                                                     | Голы:               |                                                                 |                   | Судьи: Андреас Кох Владимир Шиндлер Линейные судьи: Давид Елинек Томаш Песек |
| Т.Филиппи (М.Булирж) — 11:19 О.Виташек (П.Вампола) — 32:03 Я.Влах (Т.Урбан) — 46:40 | 1:0 1:1 2:1 3:1 3:2 | 25:06 — П.Бартош (Р.Филипп, Р.Енчик) 58:36 — Р.Енцик (Г.Спилар) |                   | Судьи: Андреас Кох Владимир Шиндлер Линейные судьи: Давид Елинек Томаш Песек |
|                                                                                     |                     |                                                                 |                   | Судьи: Андреас Кох Владимир Шиндлер Линейные судьи: Давид Елинек Томаш Песек |
|                                                                                     |                     |                                                                 |                   | Судьи: Андреас Кох Владимир Шиндлер Линейные судьи: Давид Елинек Томаш Песек |
|                                                                                     |                     |                                                                 |                   | Судьи: Андреас Кох Владимир Шиндлер Линейные судьи: Давид Елинек Томаш Песек |
| 10 мин                                                                              | Штраф               | 20 мин                                                          |                   | Судьи: Андреас Кох Владимир Шиндлер Линейные судьи: Давид Елинек Томаш Песек |
|                                                                                     |                     |                                                                 |                   |                                                                              |
|                                                                                     | 29                  | Броски                                                          | 21                |                                                                              |

| 5 сентября 2014 18:30 | Кярпят | 3:2 (0:0, 0:2, 2:0) (ОТ: 0:0) (Б 1:0) | Кёльнер Хайе | «Энергия Арена», Оулу Зрителей: 5012 |

| Отчёт | Отчёт                    | Отчёт | Отчёт                | Отчёт                                                                       |
| --- | ------------------------ | --- | -------------------- | --------------------------------------------------------------------------- |
| |                          | |                      |                                                                             |
| | Томи Кархунен            | Вратари | Дэнни аус ден Биркен | Судьи: Тобиас Бьорк Юсси Леппянен Линейные судьи: Хенри Нева Ханну Сормунен |
| | Голы:                    | |                      | Судьи: Тобиас Бьорк Юсси Леппянен Линейные судьи: Хенри Нева Ханну Сормунен |
| Й. Кемппайнен (Й. Донской, Ю. Юнттила) — 45:42 А. Мазур (Р. Гленн, И. Гумл) — 52:45 Й. Донской М. Пюёряля Й. Пульюярви Й. Кемппайнен П. Дэвис Й. Донской М.Пюёряля Й. Донской | 0:1 0:2 1:2 2:2 Буллиты: | 27:34 — Ф. Риферс (Ф. Пфоль, Ч. Стивенс) 30:24 — М. Оманн (Ф. Риферс) Д. Джонсон Д. Трипп Ф. Гогулла К. Минард А. Фальк М. Иггулден Д. Джонсон М. Иггулден |                      | Судьи: Тобиас Бьорк Юсси Леппянен Линейные судьи: Хенри Нева Ханну Сормунен |
| |                          | |                      | Судьи: Тобиас Бьорк Юсси Леппянен Линейные судьи: Хенри Нева Ханну Сормунен |
| |                          | |                      | Судьи: Тобиас Бьорк Юсси Леппянен Линейные судьи: Хенри Нева Ханну Сормунен |
| |                          | |                      | Судьи: Тобиас Бьорк Юсси Леппянен Линейные судьи: Хенри Нева Ханну Сормунен |
| 6 мин | Штраф                    | 24 мин |                      | Судьи: Тобиас Бьорк Юсси Леппянен Линейные судьи: Хенри Нева Ханну Сормунен |
| |                          | |                      |                                                                             |
| | 35                       | Броски | 27                   |                                                                             |

| 6 сентября 2014 17:30 | Кошице | 4:3 (0:1, 3:2, 1:0) | Били Тигржи Либерец | «Стил Арена», Кошице Зрителей: 4144 |

| Отчёт | Отчёт                     | Отчёт                                                                                           | Отчёт    | Отчёт                                                                       |
| --- | ------------------------- | ----------------------------------------------------------------------------------------------- | -------- | --------------------------------------------------------------------------- |
| |                           |                                                                                                 |          |                                                                             |
| | Александр Гыляк           | Вратари                                                                                         | Ян Лашак | Судьи: Петер Гебай Йозеф Кубус Линейные судьи: Мартин Корба Тибор Ровенский |
| | Голы:                     |                                                                                                 |          | Судьи: Петер Гебай Йозеф Кубус Линейные судьи: Мартин Корба Тибор Ровенский |
| А.Лапшанский (Р.Филипп) — 23:43 А.Лапшанский — 28:25 М.Чешик (М.Колена) — 37:22 П.Бартош (Г.Спилар) — 48:35 | 0:1 :1 2:1 2:2 2:3 :3 4:3 | 07:13 — М.Булирж (Т.Булик, Я.Валский) 34:12 — М.Бартек (Т.Ворачек) 37:01 — М.Булирж (Я.Валский) |          | Судьи: Петер Гебай Йозеф Кубус Линейные судьи: Мартин Корба Тибор Ровенский |
| |                           |                                                                                                 |          | Судьи: Петер Гебай Йозеф Кубус Линейные судьи: Мартин Корба Тибор Ровенский |
| |                           |                                                                                                 |          | Судьи: Петер Гебай Йозеф Кубус Линейные судьи: Мартин Корба Тибор Ровенский |
| |                           |                                                                                                 |          | Судьи: Петер Гебай Йозеф Кубус Линейные судьи: Мартин Корба Тибор Ровенский |
| 14 мин | Штраф                     | 20 мин                                                                                          |          | Судьи: Петер Гебай Йозеф Кубус Линейные судьи: Мартин Корба Тибор Ровенский |
| |                           |                                                                                                 |          |                                                                             |
| | 27                        | Броски                                                                                          | 19       |                                                                             |

| 7 сентября 2014 17:45 | Кёльнер Хайе | 3:2 (0:2, 1:0, 2:0) | Кярпят | «Ланксесс-Арена», Кёльн Зрителей: 4090 |

| Отчёт | Отчёт                | Отчёт                                                                           | Отчёт         | Отчёт                                                                        |
| --- | -------------------- | ------------------------------------------------------------------------------- | ------------- | ---------------------------------------------------------------------------- |
| |                      |                                                                                 |               |                                                                              |
| | Дэнни аус ден Биркен | Вратари                                                                         | Томи Кархунен | Судьи: Марк Виганд Маркус Брилль Линейные судьи: Ойген Бергер Андреас Коверт |
| | Голы:                |                                                                                 |               | Судьи: Марк Виганд Маркус Брилль Линейные судьи: Ойген Бергер Андреас Коверт |
| Ф.Риферс (Ч.Стивенс, Д.Трипп) — 29:13 К.Минар (Д.Джонсон, Д.Чернквист) — 50:21 К.Минар (Д.Джонсон, Ч.Стивенс) — 53:55 | 0:1 0:2 1:2 2:2 3:2  | 02:22 — М.Пюёряля (И.Гумл, Н.Дешам) 10:01 — Й.Донской (Ю.Юнттиля, Й.Кемппайнен) |               | Судьи: Марк Виганд Маркус Брилль Линейные судьи: Ойген Бергер Андреас Коверт |
| |                      |                                                                                 |               | Судьи: Марк Виганд Маркус Брилль Линейные судьи: Ойген Бергер Андреас Коверт |
| |                      |                                                                                 |               | Судьи: Марк Виганд Маркус Брилль Линейные судьи: Ойген Бергер Андреас Коверт |
| |                      |                                                                                 |               | Судьи: Марк Виганд Маркус Брилль Линейные судьи: Ойген Бергер Андреас Коверт |
| 14 мин | Штраф                | 12 мин                                                                          |               | Судьи: Марк Виганд Маркус Брилль Линейные судьи: Ойген Бергер Андреас Коверт |
| |                      |                                                                                 |               |                                                                              |
| | 27                   | Броски                                                                          | 36            |                                                                              |

| 24 сентября 2014 17:30 | Били Тигржи Либерец | 2:1 (1:0, 1:1, 0:0) | Кёльнер Хайе | «Типспорт Арена», Либерец Зрителей: 2203 |

| Отчёт                                                                               | Отчёт       | Отчёт                                     | Отчёт                | Отчёт                                                                      |
| ----------------------------------------------------------------------------------- | ----------- | ----------------------------------------- | -------------------- | -------------------------------------------------------------------------- |
|                                                                                     |             |                                           |                      |                                                                            |
|                                                                                     | Марек Шварц | Вратари                                   | Себастьян Стефанисин | Судьи: Евгений Ромасько Робин Шир Линейные судьи: Томаш Пешек Давид Елинек |
|                                                                                     | Голы:       |                                           |                      | Судьи: Евгений Ромасько Робин Шир Линейные судьи: Томаш Пешек Давид Елинек |
| П. Елинек (П. Грегорек, Т. Булик) — 08:59 Т. Булик (П. Елинек, П. Грегорек) — 31:52 | 1:0 2:0 2:1 | 39:53 — А. Зульцер (М. Оманн, Д. Джонсон) |                      | Судьи: Евгений Ромасько Робин Шир Линейные судьи: Томаш Пешек Давид Елинек |
|                                                                                     |             |                                           |                      | Судьи: Евгений Ромасько Робин Шир Линейные судьи: Томаш Пешек Давид Елинек |
|                                                                                     |             |                                           |                      | Судьи: Евгений Ромасько Робин Шир Линейные судьи: Томаш Пешек Давид Елинек |
|                                                                                     |             |                                           |                      | Судьи: Евгений Ромасько Робин Шир Линейные судьи: Томаш Пешек Давид Елинек |
| 10 мин                                                                              | Штраф       | 14 мин                                    |                      | Судьи: Евгений Ромасько Робин Шир Линейные судьи: Томаш Пешек Давид Елинек |
|                                                                                     |             |                                           |                      |                                                                            |
|                                                                                     | 17          | Броски                                    | 33                   |                                                                            |

| 24 сентября 2014 18:30 | Кярпят | 3:2 (1:1, 1:1, 0:0) (ОТ: 1:0) | Кошице | «Энергия Арена», Оулу Зрителей: 2674 |

| Отчёт                                                                                                 | Отчёт              | Отчёт                                      | Отчёт           | Отчёт                                                                           |
| --- | ------------------ | ------------------------------------------ | --------------- | ------------------------------------------------------------------------------- |
| |                    |                                            |                 |                                                                                 |
| | Ииро Таркки        | Вратари                                    | Александр Гыляк | Судьи: Алеш Владыка Петри Линдквист Линейные судьи: Самули Орава Харри Перямяки |
| | Голы:              |                                            |                 | Судьи: Алеш Владыка Петри Линдквист Линейные судьи: Самули Орава Харри Перямяки |
| Й.Донской — 00:15 Ю.Юнттила (Й.Кемппайнен, Й.Донской) — 31:36 А.Мазур (Й.Донской, Л.Кукконен) — 64:55 | 1:0 1:1 1:2 :2 3:2 | 19:24 — П.Сойцик 29:10 — М.Седа (Г.Спилар) |                 | Судьи: Алеш Владыка Петри Линдквист Линейные судьи: Самули Орава Харри Перямяки |
| |                    |                                            |                 | Судьи: Алеш Владыка Петри Линдквист Линейные судьи: Самули Орава Харри Перямяки |
| |                    |                                            |                 | Судьи: Алеш Владыка Петри Линдквист Линейные судьи: Самули Орава Харри Перямяки |
| |                    |                                            |                 | Судьи: Алеш Владыка Петри Линдквист Линейные судьи: Самули Орава Харри Перямяки |
| 4 мин                                                                                                 | Штраф              | 8 мин                                      |                 | Судьи: Алеш Владыка Петри Линдквист Линейные судьи: Самули Орава Харри Перямяки |
| |                    |                                            |                 |                                                                                 |
| | 31                 | Броски                                     | 20              |                                                                                 |

| 8 октября 2014 17:30 | Кошице | 4:3 (2:1, 2:1, 0:1) | Кёльнер Хайе | «Стил Арена», Кошице Зрителей: 3847 |

| Отчёт | Отчёт                       | Отчёт | Отчёт                | Отчёт |
| --- | --------------------------- | --- | -------------------- | ----- |
| |                             | |                      |       |
| | Марцел Мелихерчик           | Вратари | Себастьян Стефанишин |       |
| | Голы:                       | |                      |       |
| Richard Jencik (Gabriel Spilar) — 04:22 Gabriel Spilar (Peter Bartos, Richard Jencik) — 16:10 Marek Bartanus (Radek Philipp, Erik Cernak) — 29:41 Tomas Hrnka (Matus Chovan) — 35:52 | 1:0 1:1 2:1 2:2 3:2 4:2 4:3 | 06:08 — Christopher Minard (Evan Rankin, Daniel Tjernqvist) 22:57 — Evan Rankin (Charles Stephens) 54:12 — Daniel Tjernqvist (John Tripp, Jamie Johnson) |                      |       |
| |                             | |                      |       |
| |                             | |                      |       |
| |                             | |                      |       |
| 10 мин | Штраф                       | 10 мин |                      |       |
| |                             | |                      |       |
| |                             | |                      |       |

| 8 октября 2014 18:30 | Кярпят | 3:1 (1:0, 0:0, 2:1) | Били Тигржи Либерец | «Энергия Арена», Оулу Зрителей: 3011 |

| Отчёт | Отчёт           | Отчёт                          | Отчёт       | Отчёт |
| --- | --------------- | ------------------------------ | ----------- | ----- |
| |                 |                                |             |       |
| | Томи Кархунен   | Вратари                        | Марек Шварц |       |
| | Голы:           |                                |             |       |
| С. Маннинен (Д. Спэнг, А. Мазур) — 03:26 Ю. Юнттила (Й. Кемппайнен, А. Мазур) — 43:47 С. Маннинен (Р. Гленн, А. Мазур) — 48:30 | 1:0 2:0 3:0 3:1 | 57:01 — П. Елинек (Т. Филиппи) |             |       |
| |                 |                                |             |       |
| |                 |                                |             |       |
| |                 |                                |             |       |
| 6 мин | Штраф           | 4 мин                          |             |       |
| |                 |                                |             |       |
| |                 |                                |             |       |

### Группа B
| Команда       | И | В | ОТВ | ОТП | П | ГЗ | ГП | РГ  | О  |
| ------------- | - | - | --- | --- | - | -- | -- | --- | -- |
| Вена Кэпиталз | 6 | 4 | 1   | 1   | 0 | 16 | 9  | +7  | 15 |
| Цюрих Лайонс  | 6 | 2 | 1   | 2   | 1 | 17 | 16 | +1  | 10 |
| Ферьестад     | 6 | 1 | 3   | 1   | 1 | 15 | 13 | +2  | 10 |
| Волеренга     | 6 | 0 | 0   | 1   | 5 | 7  | 17 | –10 | 1  |

| 21 августа 2014 19:30 | Вена Кэпиталз | 4:1 (3:0, 0:0, 1:1) | Ферьестад | «Альберт Шульц Айсхалле», Вена Зрителей: 3650 |

| Отчёт                                                                                             | Отчёт               | Отчёт                                | Отчёт                                     | Отчёт                                                                           |
| ------------------------------------------------------------------------------------------------- | ------------------- | ------------------------------------ | ----------------------------------------- | ------------------------------------------------------------------------------- |
|                                                                                                   |                     |                                      |                                           |                                                                                 |
|                                                                                                   | Мэтт Заба           | Вратари                              | Фредрик Петтерссон-Вентцель Джастин Погги | Судьи: Владимир Балуска Виктор Трилар Линейные судьи: Аттила Надь Дамир Ракович |
|                                                                                                   | Голы:               |                                      |                                           | Судьи: Владимир Балуска Виктор Трилар Линейные судьи: Аттила Надь Дамир Ракович |
| К.Фуко (П.Петер) — 02:52 М.Шлахер — 05:42 А.Нэглик (П.Макартур, Д.Фрейзер) — 10:42 К.Фуко — 58:09 | 1:0 2:0 3:0 3:1 4:1 | 51:12 — П.Ослунд (М.Гулаш, Я.Клепиш) |                                           | Судьи: Владимир Балуска Виктор Трилар Линейные судьи: Аттила Надь Дамир Ракович |
|                                                                                                   |                     |                                      |                                           | Судьи: Владимир Балуска Виктор Трилар Линейные судьи: Аттила Надь Дамир Ракович |
|                                                                                                   |                     |                                      |                                           | Судьи: Владимир Балуска Виктор Трилар Линейные судьи: Аттила Надь Дамир Ракович |
|                                                                                                   |                     |                                      |                                           | Судьи: Владимир Балуска Виктор Трилар Линейные судьи: Аттила Надь Дамир Ракович |
| 8 мин                                                                                             | Штраф               | 29 мин                               |                                           | Судьи: Владимир Балуска Виктор Трилар Линейные судьи: Аттила Надь Дамир Ракович |
|                                                                                                   |                     |                                      |                                           |                                                                                 |
|                                                                                                   | 17                  | Броски                               | 25                                        |                                                                                 |

| 21 августа 2014 19:45 | Цюрих Лайонс | 4:1 (1:1, 1:0, 2:0) | Волеренга | «Кунстайсбан-им-Храйс», Дюбендорф Зрителей: 1917 |

| Отчёт | Отчёт               | Отчёт                       | Отчёт          | Отчёт                                                                        |
| --- | ------------------- | --------------------------- | -------------- | ---------------------------------------------------------------------------- |
| |                     |                             |                |                                                                              |
| | Лукас Флюлер        | Вратари                     | Стеффен Сёберг | Судьи: Линус Олунд Штефан Айхман Линейные судьи: Роман Кадерли Андреас Колер |
| | Голы:               |                             |                | Судьи: Линус Олунд Штефан Айхман Линейные судьи: Роман Кадерли Андреас Колер |
| К.Бальтисбергер (З.Блинденбахер) — 02:26 Р.Келлер (Р.Нильссон, Р.Шеннон) — 21:53 М.Бастль (Д.Фриче) — 44:26 З.Цанггер — 51:23 | 1:0 1:1 2:1 3:1 4:1 | 17:16 — Й.Картеруд (Д.Брек) |                | Судьи: Линус Олунд Штефан Айхман Линейные судьи: Роман Кадерли Андреас Колер |
| |                     |                             |                | Судьи: Линус Олунд Штефан Айхман Линейные судьи: Роман Кадерли Андреас Колер |
| |                     |                             |                | Судьи: Линус Олунд Штефан Айхман Линейные судьи: Роман Кадерли Андреас Колер |
| |                     |                             |                | Судьи: Линус Олунд Штефан Айхман Линейные судьи: Роман Кадерли Андреас Колер |
| 2 мин | Штраф               | 2 мин                       |                | Судьи: Линус Олунд Штефан Айхман Линейные судьи: Роман Кадерли Андреас Колер |
| |                     |                             |                |                                                                              |
| | 37                  | Броски                      | 27             |                                                                              |

| 23 августа 2014 17:45 | Вена Кэпиталз | 2:1 (0:0, 1:1, 1:0) | Волеренга | «Альберт Шульц Айсхалле», Вена Зрителей: 3400 |

| Отчёт                                                                           | Отчёт        | Отчёт                                         | Отчёт          | Отчёт                                                                              |
| ------------------------------------------------------------------------------- | ------------ | --------------------------------------------- | -------------- | ---------------------------------------------------------------------------------- |
|                                                                                 |              |                                               |                |                                                                                    |
|                                                                                 | Давид Кикерт | Вратари                                       | Стеффен Сёберг | Судьи: Томас Бернекер Виктор Трилар Линейные судьи: Матьяж Грибар Мартин Смейбидло |
|                                                                                 | Голы:        |                                               |                | Судьи: Томас Бернекер Виктор Трилар Линейные судьи: Матьяж Грибар Мартин Смейбидло |
| П.Макартур (Р.Роттер, Ф.Иберер) — 28:59 П.Макартур (Р.Роттер, Ф.Иберер) — 53:00 | 1:0 1:1 2:1  | 32:48 — Н.Брёмс (А.Бонсаксен, Э.-Ф.Йоханссен) |                | Судьи: Томас Бернекер Виктор Трилар Линейные судьи: Матьяж Грибар Мартин Смейбидло |
|                                                                                 |              |                                               |                | Судьи: Томас Бернекер Виктор Трилар Линейные судьи: Матьяж Грибар Мартин Смейбидло |
|                                                                                 |              |                                               |                | Судьи: Томас Бернекер Виктор Трилар Линейные судьи: Матьяж Грибар Мартин Смейбидло |
|                                                                                 |              |                                               |                | Судьи: Томас Бернекер Виктор Трилар Линейные судьи: Матьяж Грибар Мартин Смейбидло |
| 30 мин                                                                          | Штраф        | 22 мин                                        |                | Судьи: Томас Бернекер Виктор Трилар Линейные судьи: Матьяж Грибар Мартин Смейбидло |
|                                                                                 |              |                                               |                |                                                                                    |
|                                                                                 | 34           | Броски                                        | 24             |                                                                                    |

| 23 августа 2014 19:45 | Цюрих Лайонс | 2:3 (0:1, 1:0, 1:1) (ОТ 0:1) | Ферьестад | «Халленштадион», Цюрих |

| Отчёт                                                                             | Отчёт                        | Отчёт | Отчёт         | Отчёт                                                                             |
| --------------------------------------------------------------------------------- | ---------------------------- | --- | ------------- | --------------------------------------------------------------------------------- |
|                                                                                   |                              | |               |                                                                                   |
|                                                                                   | Урбан Ляймбахер Лукас Флюлер | Вратари | Джастин Погги | Судьи: Владимир Шиндлер Маркус Виннерборг Линейные судьи: Петер Кунг Роджер Бурги |
|                                                                                   | Голы:                        | |               | Судьи: Владимир Шиндлер Маркус Виннерборг Линейные судьи: Петер Кунг Роджер Бурги |
| К.Бальтисбергер (М.-А.Бержерон, Р.Шеннон) — 34:44 К.Бальтисбергер (Р.Вик) — 50:00 | 0:1 :1 1:2 :2 2:3            | 05:53 — Й.Хильдинг (Ш.Лалонд, Я.Клепиш) 41:23 — Й.Родин (Л.Акуино, Я.Клепиш) 60:36 — М.Гулас (Д.Гуннарссон, Л.Акуино) |               | Судьи: Владимир Шиндлер Маркус Виннерборг Линейные судьи: Петер Кунг Роджер Бурги |
|                                                                                   |                              | |               | Судьи: Владимир Шиндлер Маркус Виннерборг Линейные судьи: Петер Кунг Роджер Бурги |
|                                                                                   |                              | |               | Судьи: Владимир Шиндлер Маркус Виннерборг Линейные судьи: Петер Кунг Роджер Бурги |
|                                                                                   |                              | |               | Судьи: Владимир Шиндлер Маркус Виннерборг Линейные судьи: Петер Кунг Роджер Бурги |
| 18 мин                                                                            | Штраф                        | 14 мин |               | Судьи: Владимир Шиндлер Маркус Виннерборг Линейные судьи: Петер Кунг Роджер Бурги |
|                                                                                   |                              | |               |                                                                                   |
|                                                                                   | 42                           | Броски | 33            |                                                                                   |

| 4 сентября 2014 19:30 | Волеренга | 1:2 (0:0, 1:1, 0:1) | Вена Кэпиталз | «Йордаль Амфи», Осло Зрителей: 1679 |

| Отчёт               | Отчёт          | Отчёт                                                                       | Отчёт     | Отчёт                                                                          |
| ------------------- | -------------- | --------------------------------------------------------------------------- | --------- | ------------------------------------------------------------------------------ |
|                     |                |                                                                             |           |                                                                                |
|                     | Стеффен Сёберг | Вратари                                                                     | Мэтт Заба | Судьи: Микаэль Шёквист Рой-Стиан Хансен Линейные судьи: Ховард Даль Йон Киллан |
|                     | Голы:          |                                                                             |           | Судьи: Микаэль Шёквист Рой-Стиан Хансен Линейные судьи: Ховард Даль Йон Киллан |
| А.Бонсаксен — 24:47 | 1:0 1:1 1:2    | 29:35 — К.Фуко (Ж.Ферлан, М.Уоткинс) 48:42 — К.Пушник (М.Шлахер, М.Уоткинс) |           | Судьи: Микаэль Шёквист Рой-Стиан Хансен Линейные судьи: Ховард Даль Йон Киллан |
|                     |                |                                                                             |           | Судьи: Микаэль Шёквист Рой-Стиан Хансен Линейные судьи: Ховард Даль Йон Киллан |
|                     |                |                                                                             |           | Судьи: Микаэль Шёквист Рой-Стиан Хансен Линейные судьи: Ховард Даль Йон Киллан |
|                     |                |                                                                             |           | Судьи: Микаэль Шёквист Рой-Стиан Хансен Линейные судьи: Ховард Даль Йон Киллан |
| 6 мин               | Штраф          | 24 мин                                                                      |           | Судьи: Микаэль Шёквист Рой-Стиан Хансен Линейные судьи: Ховард Даль Йон Киллан |
|                     |                |                                                                             |           |                                                                                |
|                     | 24             | Броски                                                                      | 23        |                                                                                |

| 4 сентября 2014 20:05 | Ферьестад | 4:3 (1:2, 1:0, 2:1) | Цюрих Лайонс | «Лёфбергс Арена», Карлстад Зрителей: 1714 |

| Отчёт | Отчёт                       | Отчёт | Отчёт           | Отчёт                                                                      |
| --- | --------------------------- | --- | --------------- | -------------------------------------------------------------------------- |
| |                             | |                 |                                                                            |
| | Фредрик Петтерссон-Венцель  | Вратари | Урбан Ляймбахер | Судьи: Ансси Салонен Сёрен Перссон Линейные судьи: Джимми Дамен Эрьян Олен |
| | Голы:                       | |                 | Судьи: Ансси Салонен Сёрен Перссон Линейные судьи: Джимми Дамен Эрьян Олен |
| А.Хедман (Д.Гуннарссон, Л.Акуино) — 17:49 А.Хедман — 33:45 М.Гулаш (А.Хедман, Й.Йенсен) — 49:04 А.Грундель (Й.Йенсен) — 62:40 | 0:1 0:2 1:2 2:2 3:2 3:3 4:3 | 02:11 — Р.Вик (Р.Шеннон, П.Гееринг) 07:41 — П.Барчи (Р.Шеннон, Р.Нильссон) 53:44 — Р.Вик (Р.Шеннон, К.Бальтисбергер) |                 | Судьи: Ансси Салонен Сёрен Перссон Линейные судьи: Джимми Дамен Эрьян Олен |
| |                             | |                 | Судьи: Ансси Салонен Сёрен Перссон Линейные судьи: Джимми Дамен Эрьян Олен |
| |                             | |                 | Судьи: Ансси Салонен Сёрен Перссон Линейные судьи: Джимми Дамен Эрьян Олен |
| |                             | |                 | Судьи: Ансси Салонен Сёрен Перссон Линейные судьи: Джимми Дамен Эрьян Олен |
| 18 мин | Штраф                       | 14 мин |                 | Судьи: Ансси Салонен Сёрен Перссон Линейные судьи: Джимми Дамен Эрьян Олен |
| |                             | |                 |                                                                            |
| | 35                          | Броски | 25              |                                                                            |

| 6 сентября 2014 14:30 | Волеренга | 2:3 (0:1, 1:0, 1:2) | Цюрих Лайонс | «Йордаль Амфи», Осло Зрителей: 1977 |

| Отчёт                                                                 | Отчёт              | Отчёт | Отчёт           | Отчёт                                                                                  |
| --------------------------------------------------------------------- | ------------------ | --- | --------------- | -------------------------------------------------------------------------------------- |
|                                                                       |                    | |                 |                                                                                        |
|                                                                       | Стеффен Сёберг     | Вратари | Урбан Ляймбахер | Судьи: Маркус Линде Пер-Густав Солем Линейные судьи: Ховард Даль Ермунд Бакли-Лоренцен |
|                                                                       | Голы:              | |                 | Судьи: Маркус Линде Пер-Густав Солем Линейные судьи: Ховард Даль Ермунд Бакли-Лоренцен |
| Д.Сёрвик (К.Ольсен) — 25:00 Ф.Гуннарсон (А.Стене, Й.Картеруд) — 50:56 | 0:1 :1 1:2 1:3 2:3 | 08:25 — Р.Нильссон (Р.Шеннон, П.Гееринг) 46:55 — С.Блинденбахер (Р.Нильссон, М.-А.Бержерон) 48:56 — Л.Кунти (Р.Нильссон) |                 | Судьи: Маркус Линде Пер-Густав Солем Линейные судьи: Ховард Даль Ермунд Бакли-Лоренцен |
|                                                                       |                    | |                 | Судьи: Маркус Линде Пер-Густав Солем Линейные судьи: Ховард Даль Ермунд Бакли-Лоренцен |
|                                                                       |                    | |                 | Судьи: Маркус Линде Пер-Густав Солем Линейные судьи: Ховард Даль Ермунд Бакли-Лоренцен |
|                                                                       |                    | |                 | Судьи: Маркус Линде Пер-Густав Солем Линейные судьи: Ховард Даль Ермунд Бакли-Лоренцен |
| 10 мин                                                                | Штраф              | 24 мин |                 | Судьи: Маркус Линде Пер-Густав Солем Линейные судьи: Ховард Даль Ермунд Бакли-Лоренцен |
|                                                                       |                    | |                 |                                                                                        |
|                                                                       | 21                 | Броски | 27              |                                                                                        |

| 6 сентября 2014 14:35 | Ферьестад | 1:2 (0:1, 0:0, 1:0) (ОТ: 0:0) (Б 0:1) | Вена Кэпиталз | «Лёфбергс Арена», Карлстад Зрителей: 1972 |

| Отчёт                                                                               | Отчёт           | Отчёт                                                                                 | Отчёт        | Отчёт                                                                         |
| ----------------------------------------------------------------------------------- | --------------- | ------------------------------------------------------------------------------------- | ------------ | ----------------------------------------------------------------------------- |
|                                                                                     |                 |                                                                                       |              |                                                                               |
|                                                                                     | Джастин Погги   | Вратари                                                                               | Давид Кикерт | Судьи: Данни Курман Линус Элунд Линейные судьи: Тобиас Хастер Фредрик Карлман |
|                                                                                     | Голы:           |                                                                                       |              | Судьи: Данни Курман Линус Элунд Линейные судьи: Тобиас Хастер Фредрик Карлман |
| Р.Валлин — 41:51 М.Гулаш Й.Хильдинг Я.Клепиш Й.Родин Л.Перссон Й.Хильдинг Л.Перссон | 0:1 :1 Буллиты: | 02:38 — П.Макартур М.Шлахер П.Макартур К.Фуко Д.Ферлан М.Уоткинс М.Шлахер Х.Джессиман |              | Судьи: Данни Курман Линус Элунд Линейные судьи: Тобиас Хастер Фредрик Карлман |
|                                                                                     |                 |                                                                                       |              | Судьи: Данни Курман Линус Элунд Линейные судьи: Тобиас Хастер Фредрик Карлман |
|                                                                                     |                 |                                                                                       |              | Судьи: Данни Курман Линус Элунд Линейные судьи: Тобиас Хастер Фредрик Карлман |
|                                                                                     |                 |                                                                                       |              | Судьи: Данни Курман Линус Элунд Линейные судьи: Тобиас Хастер Фредрик Карлман |
| 22 мин                                                                              | Штраф           | 18 мин                                                                                |              | Судьи: Данни Курман Линус Элунд Линейные судьи: Тобиас Хастер Фредрик Карлман |
|                                                                                     |                 |                                                                                       |              |                                                                               |
|                                                                                     | 34              | Броски                                                                                | 27           |                                                                               |

| 23 сентября 2014 19:45 | Цюрих Лайонс | 2:1 (1:1, 0:0, 0:0) (ОТ: 1:0) | Вена Кэпиталз | «Халленштадион», Цюрих Зрителей: 3314 |

| Отчёт                                                                           | Отчёт        | Отчёт                     | Отчёт     | Отчёт                                                                               |
| ------------------------------------------------------------------------------- | ------------ | ------------------------- | --------- | ----------------------------------------------------------------------------------- |
|                                                                                 |              |                           |           |                                                                                     |
|                                                                                 | Лукас Флюлер | Вратари                   | Мэтт Заба | Судьи: Юсси Леппанен Маркус Виннерборг Линейные судьи: Франко Эспиноса Михаэль Роэр |
|                                                                                 | Голы:        |                           |           | Судьи: Юсси Леппанен Маркус Виннерборг Линейные судьи: Франко Эспиноса Михаэль Роэр |
| П.Барчи (Р.Келлер, М.Зегер) — 12:00 К.Бальтисбергер (М.Зегер, Р.Келлер) — 62:26 | 1:0 1:1 2:1  | 19:47 — Д.Ферлан (К.Фуко) |           | Судьи: Юсси Леппанен Маркус Виннерборг Линейные судьи: Франко Эспиноса Михаэль Роэр |
|                                                                                 |              |                           |           | Судьи: Юсси Леппанен Маркус Виннерборг Линейные судьи: Франко Эспиноса Михаэль Роэр |
|                                                                                 |              |                           |           | Судьи: Юсси Леппанен Маркус Виннерборг Линейные судьи: Франко Эспиноса Михаэль Роэр |
|                                                                                 |              |                           |           | Судьи: Юсси Леппанен Маркус Виннерборг Линейные судьи: Франко Эспиноса Михаэль Роэр |
| 18 мин                                                                          | Штраф        | 14 мин                    |           | Судьи: Юсси Леппанен Маркус Виннерборг Линейные судьи: Франко Эспиноса Михаэль Роэр |
|                                                                                 |              |                           |           |                                                                                     |
|                                                                                 | 35           | Броски                    | 25        |                                                                                     |

| 23 сентября 2014 20:05 | Ферьестад | 4:1 (0:1, 1:0, 3:0) | Волеренга | «Лёфбергс Арена», Карлстад Зрителей: 1121 |

| Отчёт | Отчёт              | Отчёт                          | Отчёт          | Отчёт                                                                            |
| --- | ------------------ | ------------------------------ | -------------- | -------------------------------------------------------------------------------- |
| |                    |                                |                |                                                                                  |
| | Джастин Погги      | Вратари                        | Стеффен Сёберг | Судьи: Даниэл Конц Патрик Шёберг Линейные судьи: Хенрик Пильблад Эмиль Вернстрём |
| | Голы:              |                                |                | Судьи: Даниэл Конц Патрик Шёберг Линейные судьи: Хенрик Пильблад Эмиль Вернстрём |
| Я.Клепиш — 28:55 А.Хедман (Л.Акуино, Л.Перссон) — 41:04 Ю.Улофссон (Р.Валлин, Ш.Лалонд) — 49:21 Й.Родин (Ш.Лалонд) — 59:16 | 0:1 :1 2:1 3:1 4:1 | 01:48 — Т.Линдстрём (Д.Сёрвик) |                | Судьи: Даниэл Конц Патрик Шёберг Линейные судьи: Хенрик Пильблад Эмиль Вернстрём |
| |                    |                                |                | Судьи: Даниэл Конц Патрик Шёберг Линейные судьи: Хенрик Пильблад Эмиль Вернстрём |
| |                    |                                |                | Судьи: Даниэл Конц Патрик Шёберг Линейные судьи: Хенрик Пильблад Эмиль Вернстрём |
| |                    |                                |                | Судьи: Даниэл Конц Патрик Шёберг Линейные судьи: Хенрик Пильблад Эмиль Вернстрём |
| 10 мин | Штраф              | 8 мин                          |                | Судьи: Даниэл Конц Патрик Шёберг Линейные судьи: Хенрик Пильблад Эмиль Вернстрём |
| |                    |                                |                |                                                                                  |
| | 35                 | Броски                         | 19             |                                                                                  |

| 7 октября 2014 19:30 | Вена Кэпиталз | 5:3 (0:1, 2:2, 3:0) | Цюрих Лайонс | «Альберт Шульц Айсхалле», Вена Зрителей: 2150 |

| Отчёт | Отчёт                        | Отчёт                                                                                           | Отчёт        | Отчёт |
| --- | ---------------------------- | ----------------------------------------------------------------------------------------------- | ------------ | ----- |
| |                              |                                                                                                 |              |       |
| | Мэтт Заба                    | Вратари                                                                                         | Лукас Флюлер |       |
| | Голы:                        |                                                                                                 |              |       |
| Д.Фрейзер (Р.Роттер, А.Наглих) — 23:45 М.Шлахер (П.Макартур, Р.Роттер) — 29:41 Д.Фрейзер (П.Макартур, Р.Роттер) — 45:14 Д.Фрейзер (А.Наглих) — 57:02 Д.Ферланд (М.Уоткинс) — 59:51 | 0:1 :1 1:2 :2 2:3 :3 4:3 5:3 | 10:57 — Р.Вик (М.Бастль) 26:31 — Д.Смит (Л.Кунти, Р.Вик) 35:35 — Р.Нильссон (Р.Шеннон, М.Зегер) |              |       |
| |                              |                                                                                                 |              |       |
| |                              |                                                                                                 |              |       |
| |                              |                                                                                                 |              |       |
| |                              |                                                                                                 |              |       |
| |                              |                                                                                                 |              |       |

| 8 октября 2014 20:05 | Волеренга | 1:2 (0:0, 1:1, 0:0) (ОТ: 0:0) (Б 0:1) | Ферьестад | «Йордаль Амфи», Осло Зрителей: 2465 |

| Отчёт | Отчёт            | Отчёт                                                                    | Отчёт         | Отчёт |
| --- | ---------------- | ------------------------------------------------------------------------ | ------------- | ----- |
| |                  |                                                                          |               |       |
| | Стеффен Сёберг   | Вратари                                                                  | Джастин Погги |       |
| | Голы:            |                                                                          |               |       |
| А.Бонсаксен (Т.Линдстрём, Н.Брёмс) — 24:00 Т.Линдстрём К.Ольсен С.Эспеланд Й.Картеруд Н.Брёмс С.Эспеланд | 1:0 1:1 Буллиты: | 39:47 — Й.Йенсен П.Аслунд Л.Перссон М.Гулаш Й.Хильдинг М.Рёймарк М.Гулаш |               |       |
| |                  |                                                                          |               |       |
| |                  |                                                                          |               |       |
| |                  |                                                                          |               |       |
| 14 мин                                                                                                   | Штраф            | 14 мин                                                                   |               |       |
| |                  |                                                                          |               |       |
| |                  |                                                                          |               |       |

### Группа C
| Команда        | И | В | ОТВ | ОТП | П | ГЗ | ГП | РГ  | О  |
| -------------- | - | - | --- | --- | - | -- | -- | --- | -- |
| Фрёлунда       | 6 | 5 | 0   | 0   | 1 | 35 | 13 | +22 | 15 |
| Женева-Серветт | 6 | 5 | 0   | 0   | 1 | 28 | 15 | +13 | 15 |
| Филлах         | 6 | 2 | 0   | 0   | 4 | 11 | 23 | –12 | 6  |
| Бриансон       | 6 | 0 | 0   | 0   | 6 | 8  | 31 | –23 | 0  |

| 21 августа 2014 19:45 | Женева-Серветт | 4:3 (1:0, 2:0, 1:3) | Фрёлунда | «Патинуар де Верне», Женева Зрителей: 5044 |

| Отчёт                                                                                       | Отчёт                       | Отчёт                                                                                                | Отчёт         | Отчёт                                                                            |
| ------------------------------------------------------------------------------------------- | --------------------------- | --- | ------------- | -------------------------------------------------------------------------------- |
|                                                                                             |                             | |               |                                                                                  |
|                                                                                             | Кристоф Бэ                  | Вратари                                                                                              | Ларс Юханссон | Судьи: Владимир Шиндлер Дидье Масси Линейные судьи: Михаэль Черриг Михаэль Рорер |
|                                                                                             | Голы:                       | |               | Судьи: Владимир Шиндлер Дидье Масси Линейные судьи: Михаэль Черриг Михаэль Рорер |
| Г.Безина (Р.Лёффель) — 10:54 Р.Гербер (К.Ривера) — 33:12 Ж.Мерсьер — 39:36 К.Ривера — 53:34 | 1:0 2:0 3:0 3:1 3:2 4:2 4:3 | 40:27 — Э.Фальт (М.Олимб, А.Юнсон) 50:31 — К.Бекман (А.Юнсон, С.Стальберг) 57:01 — М.Олимб (А.Юнсон) |               | Судьи: Владимир Шиндлер Дидье Масси Линейные судьи: Михаэль Черриг Михаэль Рорер |
|                                                                                             |                             | |               | Судьи: Владимир Шиндлер Дидье Масси Линейные судьи: Михаэль Черриг Михаэль Рорер |
|                                                                                             |                             | |               | Судьи: Владимир Шиндлер Дидье Масси Линейные судьи: Михаэль Черриг Михаэль Рорер |
|                                                                                             |                             | |               | Судьи: Владимир Шиндлер Дидье Масси Линейные судьи: Михаэль Черриг Михаэль Рорер |
| 10 мин                                                                                      | Штраф                       | 4 мин                                                                                                |               | Судьи: Владимир Шиндлер Дидье Масси Линейные судьи: Михаэль Черриг Михаэль Рорер |
|                                                                                             |                             | |               |                                                                                  |
|                                                                                             | 20                          | Броски                                                                                               | 35            |                                                                                  |

| 21 августа 2014 19:45 | Бриансон | 1:2 (1:0, 0:0, 0:2) | Филлах | «Каток Бриансон», Бриансон Зрителей: 842 |

| Отчёт                             | Отчёт         | Отчёт                                                                          | Отчёт             | Отчёт                                                                         |
| --------------------------------- | ------------- | ------------------------------------------------------------------------------ | ----------------- | ----------------------------------------------------------------------------- |
|                                   |               |                                                                                |                   |                                                                               |
|                                   | Шейн Мадолора | Вратари                                                                        | Жан-Филипп Ламурё | Судьи: Ларс Бруггеман Жоффрей Барсело Линейные судьи: Янн Фюре Маргри Гвилерм |
|                                   | Голы:         |                                                                                |                   | Судьи: Ларс Бруггеман Жоффрей Барсело Линейные судьи: Янн Фюре Маргри Гвилерм |
| Д.Лабрек (Д.Ро, М.Ганьон) — 04:14 | 1:0 1:1 1:2   | 51:27 — Д.Ламмерс (Д.Уо, Э.Хантер) 57:27 — Б.Макбрайд (М.Санторелли, Ф.Фортье) |                   | Судьи: Ларс Бруггеман Жоффрей Барсело Линейные судьи: Янн Фюре Маргри Гвилерм |
|                                   |               |                                                                                |                   | Судьи: Ларс Бруггеман Жоффрей Барсело Линейные судьи: Янн Фюре Маргри Гвилерм |
|                                   |               |                                                                                |                   | Судьи: Ларс Бруггеман Жоффрей Барсело Линейные судьи: Янн Фюре Маргри Гвилерм |
|                                   |               |                                                                                |                   | Судьи: Ларс Бруггеман Жоффрей Барсело Линейные судьи: Янн Фюре Маргри Гвилерм |
| 8 мин                             | Штраф         | 10 мин                                                                         |                   | Судьи: Ларс Бруггеман Жоффрей Барсело Линейные судьи: Янн Фюре Маргри Гвилерм |
|                                   |               |                                                                                |                   |                                                                               |
|                                   | 40            | Броски                                                                         | 33                |                                                                               |

| 23 августа 2014 19:45 | Бриансон | 1:7 (0:0, 1:4, 0:3) | Фрёлунда | «Каток Бриансон», Бриансон Зрителей: 937 |

| Отчёт                              | Отчёт                          | Отчёт | Отчёт           | Отчёт                                                                     |
| ---------------------------------- | ------------------------------ | --- | --------------- | ------------------------------------------------------------------------- |
|                                    |                                | |                 |                                                                           |
|                                    | Антуан Бонвало                 | Вратари | Линус Фернстрём | Судьи: Ларс Бруггеман Жоффрей Барсело Линейные судьи: Янн Фюре Пьер Дэаэн |
|                                    | Голы:                          | |                 | Судьи: Ларс Бруггеман Жоффрей Барсело Линейные судьи: Янн Фюре Пьер Дэаэн |
| Д.Ро (Я.Анкерст, Д.Йенсен) — 25:42 | 0:1 :1 1:2 1:3 1:4 1:5 1:6 1:7 | 23:45 — Э.Фальт (М.Олимб, Э.Густафссон) 27:07 — М.Олимб (А.Юнсон, Э.Фальт) 39:37 — П.Видестрём (А.Юнсон, Н.Ласу) 39:59 — М.Гёрц (М.Олимб, А.Юнсон) 44:25 — А.Юнсон (К.Бекман, М.Гёрц) 57:43 — М.Викстранд (А.Юнсон, Э.Фальт) |                 | Судьи: Ларс Бруггеман Жоффрей Барсело Линейные судьи: Янн Фюре Пьер Дэаэн |
|                                    |                                | |                 | Судьи: Ларс Бруггеман Жоффрей Барсело Линейные судьи: Янн Фюре Пьер Дэаэн |
|                                    |                                | |                 | Судьи: Ларс Бруггеман Жоффрей Барсело Линейные судьи: Янн Фюре Пьер Дэаэн |
|                                    |                                | |                 | Судьи: Ларс Бруггеман Жоффрей Барсело Линейные судьи: Янн Фюре Пьер Дэаэн |
| 8 мин                              | Штраф                          | 12 мин |                 | Судьи: Ларс Бруггеман Жоффрей Барсело Линейные судьи: Янн Фюре Пьер Дэаэн |
|                                    |                                | |                 |                                                                           |
|                                    | 19                             | Броски | 33              |                                                                           |

| 23 августа 2014 19:45 | Женева-Серветт | 4:2 (0:2, 2:0, 2:0) | Филлах | «Патинуар де Верне», Женева Зрителей: 4246 |

| Отчёт | Отчёт                   | Отчёт                                                       | Отчёт             | Отчёт                                                                        |
| --- | ----------------------- | ----------------------------------------------------------- | ----------------- | ---------------------------------------------------------------------------- |
| |                         |                                                             |                   |                                                                              |
| | Кристоф Бэ              | Вратари                                                     | Жан-Филипп Ламурё | Судьи: Линус Олунд Данни Стрикер Линейные судьи: Роман Кадерли Михаэль Рорер |
| | Голы:                   |                                                             |                   | Судьи: Линус Олунд Данни Стрикер Линейные судьи: Роман Кадерли Михаэль Рорер |
| М.Д’Агостини — 21:02 Э.Антонетти (К.Марти) — 36:27 Т.Пайат (А.Пикар, М.Д’Агостини) — 46:17 Ю.Шимек (К.Роми, Г.Безина) — 46:52 | 0:1 0:2 1:2 2:2 3:2 4:2 | 00:14 — М.Санторелли (К.Джаретт) 19:40 — Ш.Бахер (Б.Петрик) |                   | Судьи: Линус Олунд Данни Стрикер Линейные судьи: Роман Кадерли Михаэль Рорер |
| |                         |                                                             |                   | Судьи: Линус Олунд Данни Стрикер Линейные судьи: Роман Кадерли Михаэль Рорер |
| |                         |                                                             |                   | Судьи: Линус Олунд Данни Стрикер Линейные судьи: Роман Кадерли Михаэль Рорер |
| |                         |                                                             |                   | Судьи: Линус Олунд Данни Стрикер Линейные судьи: Роман Кадерли Михаэль Рорер |
| 16 мин | Штраф                   | 6 мин                                                       |                   | Судьи: Линус Олунд Данни Стрикер Линейные судьи: Роман Кадерли Михаэль Рорер |
| |                         |                                                             |                   |                                                                              |
| | 45                      | Броски                                                      | 16                |                                                                              |

| 4 сентября 2014 19:30 | Филлах | 4:1 (2:0, 2:1, 0:0) | Бриансон | «Штадтхалле», Филлах Зрителей: 3014 |

| Отчёт | Отчёт               | Отчёт                     | Отчёт         | Отчёт                                                                    |
| --- | ------------------- | ------------------------- | ------------- | ------------------------------------------------------------------------ |
| |                     |                           |               |                                                                          |
| | Жан-Филипп Ламурё   | Вратари                   | Шейн Мадолора | Судьи: Мариан Рохач Петер Гебай Линейные судьи: Аттила Надь Мартон Немет |
| | Голы:               |                           |               | Судьи: Мариан Рохач Петер Гебай Линейные судьи: Аттила Надь Мартон Немет |
| Д.Ламмерс — 00:15 Ф.Фортье (Г.Унтерлуггауэр, К.Джарретт) — 00:40 М.Санторелли — 27:43 Д.Ламмерс (Б.Петрик, Э.Хантер) — 35:37 | 1:0 2:0 3:0 4:0 4:1 | 37:18 — С.Ди Дио Бальзамо |               | Судьи: Мариан Рохач Петер Гебай Линейные судьи: Аттила Надь Мартон Немет |
| |                     |                           |               | Судьи: Мариан Рохач Петер Гебай Линейные судьи: Аттила Надь Мартон Немет |
| |                     |                           |               | Судьи: Мариан Рохач Петер Гебай Линейные судьи: Аттила Надь Мартон Немет |
| |                     |                           |               | Судьи: Мариан Рохач Петер Гебай Линейные судьи: Аттила Надь Мартон Немет |
| 12 мин | Штраф               | 16 мин                    |               | Судьи: Мариан Рохач Петер Гебай Линейные судьи: Аттила Надь Мартон Немет |
| |                     |                           |               |                                                                          |
| | 38                  | Броски                    | 22            |                                                                          |

| 4 сентября 2014 20:05 | Фрёлунда | 7:3 (3:0, 3:3, 1:0) | Женева-Серветт | «Скандинавиум», Гётеборг Зрителей: 4565 |

| Отчёт | Отчёт                                   | Отчёт                                                                                         | Отчёт                  | Отчёт                                                                                |
| --- | --------------------------------------- | --------------------------------------------------------------------------------------------- | ---------------------- | ------------------------------------------------------------------------------------ |
| |                                         |                                                                                               |                        |                                                                                      |
| | Линус Фернстрём                         | Вратари                                                                                       | Кристоф Бэ Готье Деклу | Судьи: Микко Каукокари Морган Юханссон Линейные судьи: Хенрик Пильблад Тобиас Хастер |
| | Голы:                                   |                                                                                               |                        | Судьи: Микко Каукокари Морган Юханссон Линейные судьи: Хенрик Пильблад Тобиас Хастер |
| А.Юнсон (М.Олимб, Э.Густафссон) — 09:30 М.Гёрц — 12:39 Э.Густафссон (Й.Лундквист, А.Лехконен) — 14:57 О.Бом (А.Блид, К.Перссон) — 22:15 Э.Густафссон (А.Юнсон, М.Олимб) — 26:13 Р.Фигрен (М.Янмарк-Нюлен, К.Бекман) — 33:01 М.Гёрц (Э.Густафссон, М.Олимб) — 54:55 | 1:0 2:0 3:0 4:0 5:0 5:1 5:2 5:3 6:3 7:3 | 27:45 — П.Рангер (К.Роми, М.Д’Агостини) 29:24 — Тей.Пайат (Том.Пайат) 31:55 — Н.Род (А.Пикар) |                        | Судьи: Микко Каукокари Морган Юханссон Линейные судьи: Хенрик Пильблад Тобиас Хастер |
| |                                         |                                                                                               |                        | Судьи: Микко Каукокари Морган Юханссон Линейные судьи: Хенрик Пильблад Тобиас Хастер |
| |                                         |                                                                                               |                        | Судьи: Микко Каукокари Морган Юханссон Линейные судьи: Хенрик Пильблад Тобиас Хастер |
| |                                         |                                                                                               |                        | Судьи: Микко Каукокари Морган Юханссон Линейные судьи: Хенрик Пильблад Тобиас Хастер |
| 10 мин | Штраф                                   | 43 мин                                                                                        |                        | Судьи: Микко Каукокари Морган Юханссон Линейные судьи: Хенрик Пильблад Тобиас Хастер |
| |                                         |                                                                                               |                        |                                                                                      |
| | 31                                      | Броски                                                                                        | 18                     |                                                                                      |

| 6 сентября 2014 19:45 | Бриансон | 2:7 (1:0, 1:4, 0:3) | Женева-Серветт | «Каток Бриансон», Бриансон Зрителей: 967 |

| Отчёт                                                                                 | Отчёт                               | Отчёт | Отчёт      | Отчёт                                                                     |
| ------------------------------------------------------------------------------------- | ----------------------------------- | --- | ---------- | ------------------------------------------------------------------------- |
|                                                                                       |                                     | |            |                                                                           |
|                                                                                       | Шейн Мадолора                       | Вратари | Кристоф Бэ | Судьи: Маркус Кравинкель Жереми Ролин Линейные судьи: Янн Фюре Томас Кейо |
|                                                                                       | Голы:                               | |            | Судьи: Маркус Кравинкель Жереми Ролин Линейные судьи: Янн Фюре Томас Кейо |
| Д Лабрек (М.-А.Бернье, Ф.Шакиашвили) — 17:16 М.-А.Бернье (Д.Йенсен, Д.Лабрек) — 36:44 | 1:0 1:1 1:2 1:3 1:4 2:4 2:5 2:6 2:7 | 20:32 — К.Роми (М.Д’Агостини) 20:40 — Д.Рубин (Э.Антоньетти) 34:12 — К.Роми (М.Д’Агостини) 36:16 — Т.Пайат (Д.Рубин, Ж.Мерсье) 40:56 — М.Д’Агостини 53:33 — Г.Безина (М.Д’Агостини) 57:01 — Р.Лёффель (М.Д’Агостини, Г.Безина) |            | Судьи: Маркус Кравинкель Жереми Ролин Линейные судьи: Янн Фюре Томас Кейо |
|                                                                                       |                                     | |            | Судьи: Маркус Кравинкель Жереми Ролин Линейные судьи: Янн Фюре Томас Кейо |
|                                                                                       |                                     | |            | Судьи: Маркус Кравинкель Жереми Ролин Линейные судьи: Янн Фюре Томас Кейо |
|                                                                                       |                                     | |            | Судьи: Маркус Кравинкель Жереми Ролин Линейные судьи: Янн Фюре Томас Кейо |
| 14 мин                                                                                | Штраф                               | 14 мин |            | Судьи: Маркус Кравинкель Жереми Ролин Линейные судьи: Янн Фюре Томас Кейо |
|                                                                                       |                                     | |            |                                                                           |
|                                                                                       | 21                                  | Броски | 40         |                                                                           |

| 7 сентября 2014 14:35 | Фрёлунда | 5:2 (1:1, 2:0, 2:1) | Филлах | «Скандинавиум», Гётеборг Зрителей: 4880 |

| Отчёт | Отчёт                       | Отчёт                                                                       | Отчёт             | Отчёт                                                                               |
| --- | --------------------------- | --------------------------------------------------------------------------- | ----------------- | ----------------------------------------------------------------------------------- |
| |                             |                                                                             |                   |                                                                                     |
| | Ларс Юханссон               | Вратари                                                                     | Жан-Филипп Ламурё | Судьи: Данни Курман Вольмер Эдквист Линейные судьи: Хенрик Пильблад Лудвиг Лундгрен |
| | Голы:                       |                                                                             |                   | Судьи: Данни Курман Вольмер Эдквист Линейные судьи: Хенрик Пильблад Лудвиг Лундгрен |
| Э.Густафссон (М.Олимб, Э.Фальт) — 17:54 М.Гёрц (М.Олимб, К.Эн) — 20:40 А.Лехконен (М.Гёрц, М.Олимб) — 29:43 М.Олимб (М.Гёрц, О.Бом) — 41:26 А.Лехконен (Й.Лундквист, Э.Густафссон) — 51:37 | 1:0 1:1 2:1 3:1 4:1 5:1 5:2 | 18:34 — Ф.Фортье (К.Джарретт, Б.Макбрайд) 58:35 — Ш.Бахер (Д.Уо, П.Платцер) |                   | Судьи: Данни Курман Вольмер Эдквист Линейные судьи: Хенрик Пильблад Лудвиг Лундгрен |
| |                             |                                                                             |                   | Судьи: Данни Курман Вольмер Эдквист Линейные судьи: Хенрик Пильблад Лудвиг Лундгрен |
| |                             |                                                                             |                   | Судьи: Данни Курман Вольмер Эдквист Линейные судьи: Хенрик Пильблад Лудвиг Лундгрен |
| |                             |                                                                             |                   | Судьи: Данни Курман Вольмер Эдквист Линейные судьи: Хенрик Пильблад Лудвиг Лундгрен |
| 2 мин | Штраф                       | 35 мин                                                                      |                   | Судьи: Данни Курман Вольмер Эдквист Линейные судьи: Хенрик Пильблад Лудвиг Лундгрен |
| |                             |                                                                             |                   |                                                                                     |
| | 40                          | Броски                                                                      | 23                |                                                                                     |

| 23 сентября 2014 19:30 | Филлах | 0:5 (0:0, 0:2, 0:3) | Женева-Серветт | «Штадтхалле», Филлах Зрителей: 2519 |

| Отчёт | Отчёт               | Отчёт | Отчёт      | Отчёт                                                                        |
| ----- | ------------------- | --- | ---------- | ---------------------------------------------------------------------------- |
|       |                     | |            |                                                                              |
|       | Жан-Филипп Ламурё   | Вратари | Кристоф Бэ | Судьи: Даниэль Пехачек Петер Гебай Линейные судьи: Аттила Надь Матьяж Грибар |
|       | Голы:               | |            | Судьи: Даниэль Пехачек Петер Гебай Линейные судьи: Аттила Надь Матьяж Грибар |
|       | 0:1 0:2 0:3 0:4 0:5 | 28:45 — К.Роми (М.Д’Агостини) 35:06 — Д.Рубин (Том.Пайат, Тей.Пайат) 40:38 — К.Роми (Д.Трутман, М.Д’Агостини) 56:56 — Ю.Шимек (Н.Род, Т.Каст) 58:20 — Т.Каст (М.Д’Агостини, Р.Лёффель) |            | Судьи: Даниэль Пехачек Петер Гебай Линейные судьи: Аттила Надь Матьяж Грибар |
|       |                     | |            | Судьи: Даниэль Пехачек Петер Гебай Линейные судьи: Аттила Надь Матьяж Грибар |
|       |                     | |            | Судьи: Даниэль Пехачек Петер Гебай Линейные судьи: Аттила Надь Матьяж Грибар |
|       |                     | |            | Судьи: Даниэль Пехачек Петер Гебай Линейные судьи: Аттила Надь Матьяж Грибар |
| 4 мин | Штраф               | 8 мин |            | Судьи: Даниэль Пехачек Петер Гебай Линейные судьи: Аттила Надь Матьяж Грибар |
|       |                     | |            |                                                                              |
|       | 28                  | Броски | 54         |                                                                              |

| 24 сентября 2014 20:05 | Фрёлунда | 6:2 (2:0, 1:1, 3:1) | Бриансон | «Скандинавиум», Гётеборг Зрителей: 1391 |

| Отчёт | Отчёт                           | Отчёт                                                           | Отчёт         | Отчёт                                                                        |
| --- | ------------------------------- | --------------------------------------------------------------- | ------------- | ---------------------------------------------------------------------------- |
| |                                 |                                                                 |               |                                                                              |
| | Ларс Юханссон                   | Вратари                                                         | Шейн Мадолора | Судьи: Даниэл Конц Линус Элунд Линейные судьи: Хенрик Пильблад Тобиас Хастер |
| | Голы:                           |                                                                 |               | Судьи: Даниэл Конц Линус Элунд Линейные судьи: Хенрик Пильблад Тобиас Хастер |
| М.Олимб (А.Юнсон, Э.Густафсон) — 08:38 А.Юнсон (М.Олимб, Э.Карлссон) — 19:31 А.Юнсон (Э.Густафсон, М.Олимб) — 38:24 А.Юнсон (М.Олимб, М.Гёрц) — 51:59 О.Фантенберг (Р.Фигрен) — 57:52 А.Юнсон (Э.Карлссон, М.Гёрц) — 58:41 | 1:0 2:0 2:1 3:1 3:2 4:2 5:2 6:2 | 30:00 — И.Макдональд 53:57 — М.-А.Бернье (И.Макдональд, К.Приц) |               | Судьи: Даниэл Конц Линус Элунд Линейные судьи: Хенрик Пильблад Тобиас Хастер |
| |                                 |                                                                 |               | Судьи: Даниэл Конц Линус Элунд Линейные судьи: Хенрик Пильблад Тобиас Хастер |
| |                                 |                                                                 |               | Судьи: Даниэл Конц Линус Элунд Линейные судьи: Хенрик Пильблад Тобиас Хастер |
| |                                 |                                                                 |               | Судьи: Даниэл Конц Линус Элунд Линейные судьи: Хенрик Пильблад Тобиас Хастер |
| 2 мин | Штраф                           | 10 мин                                                          |               | Судьи: Даниэл Конц Линус Элунд Линейные судьи: Хенрик Пильблад Тобиас Хастер |
| |                                 |                                                                 |               |                                                                              |
| | 55                              | Броски                                                          | 13            |                                                                              |

| 7 октября 2014 19:30 | Филлах | 1:7 (0:2, 1:5, 0:0) | Фрёлунда | «Штадтхалле», Филлах |

| Отчёт                                   | Отчёт                           | Отчёт | Отчёт         | Отчёт |
| --------------------------------------- | ------------------------------- | --- | ------------- | ----- |
|                                         |                                 | |               |       |
|                                         | Томас Хонекль                   | Вратари | Ларс Юханссон |       |
|                                         | Голы:                           | |               |       |
| Д.Ламмерс (Э.Хантер, М.Альтман) — 26:44 | 0:1 0:2 0:3 0:4 1:4 1:5 1:6 1:7 | 12:47 — П.Энгвалл (М.Викстранд) 13:48 — Э.Густафссон (Н.Ласу) 20:35 — О.Бом (А.Аксельссон) 22:22 — М.Викстранд (А.Лехконен) 27:40 — А.Блид (М.Викстранд) 28:38 — А.Юнсон (К.Перссон, Э.Густафссон) 29:13 — М.Олимб (Э.Густафссон) |               |       |
|                                         |                                 | |               |       |
|                                         |                                 | |               |       |
|                                         |                                 | |               |       |
|                                         |                                 | |               |       |
|                                         |                                 | |               |       |

| 7 октября 2014 19:45 | Женева-Серветт | 5:1 (1:0, 1:1, 3:0) | Бриансон | «Патинуар де Верне», Женева |

| Отчёт | Отчёт                   | Отчёт                           | Отчёт         | Отчёт |
| --- | ----------------------- | ------------------------------- | ------------- | ----- |
| |                         |                                 |               |       |
| | Роберт Майер            | Вратари                         | Шейн Мадолора |       |
| | Голы:                   |                                 |               |       |
| А.Жакме (Р.Гербер) — 05:27 М.Д’Агостини (Том.Пайатт) — 36:37 М.Д’Агостини (Д.Трутман, Г.Безина) — 56:56 Г.Безина (Ю.Шимек, Ф.Иглесиас) — 58:13 Т.Трабер (Т.Каст, Н.Род) — 59:17 | 1:0 1:1 2:1 3:1 4:1 5:1 | 22:58 — И.Макдональд (М.Бернье) |               |       |
| |                         |                                 |               |       |
| |                         |                                 |               |       |
| |                         |                                 |               |       |
| |                         |                                 |               |       |
| |                         |                                 |               |       |

### Группа D
| Команда         | И | В | ОТВ | ОТП | П | ГЗ | ГП | РГ | О  |
| --------------- | - | - | --- | --- | - | -- | -- | -- | -- |
| Фрибур-Готтерон | 6 | 3 | 2   | 1   | 0 | 21 | 13 | +8 | 14 |
| Злин            | 6 | 2 | 1   | 2   | 1 | 15 | 20 | –5 | 10 |
| Юргорден        | 6 | 2 | 1   | 1   | 2 | 21 | 16 | +5 | 9  |
| Айсберен Берлин | 6 | 0 | 1   | 1   | 4 | 14 | 22 | –8 | 3  |

| 21 августа 2014 20:05 | Юргорден | 5:4 (0:0, 1:3, 3:1) (ПО 1:0) | Фрибур-Готтерон | «Эрикссон-Глоб», Стокгольм Зрителей: 2652 |

| Отчёт | Отчёт                              | Отчёт | Отчёт         | Отчёт                                                                            |
| --- | ---------------------------------- | --- | ------------- | -------------------------------------------------------------------------------- |
| |                                    | |               |                                                                                  |
| | Микаэль Теллквист Мантас Армалис   | Вратари | Беньямин Конц | Судьи: Антти Боман Маркус Линде Линейные судьи: Фредрик Карлман Фредрик Альтберг |
| | Голы:                              | |               | Судьи: Антти Боман Маркус Линде Линейные судьи: Фредрик Карлман Фредрик Альтберг |
| Н.Хейнерё (С.Савиано, А.Дейлерт) — 35:37 М.Хольмквист (С.Лаурицен) — 41:18 М.Юнг (С.Савиано, Н.Хейнерё) — 47:09 М.Хёгстрём (Й.Эрикссон) — 50:22 М.Самуэльссон (М.Сёренсен) | 0:1 :1 1:2 1:3 2:3 3:3 4:3 4:4 5:4 | 30:32 — Г.Мольден (М.-А.Пульо, Ж.Камерзин) 38:12 — С.Брюггер (А.Хасани, Л.Кнутти) 39:18 — М.-А.Пульо (М.Нгой) 56:16 — Д.Квятковский (Т.Монне, Ж.Спрунгер) |               | Судьи: Антти Боман Маркус Линде Линейные судьи: Фредрик Карлман Фредрик Альтберг |
| |                                    | |               | Судьи: Антти Боман Маркус Линде Линейные судьи: Фредрик Карлман Фредрик Альтберг |
| |                                    | |               | Судьи: Антти Боман Маркус Линде Линейные судьи: Фредрик Карлман Фредрик Альтберг |
| |                                    | |               | Судьи: Антти Боман Маркус Линде Линейные судьи: Фредрик Карлман Фредрик Альтберг |
| 4 мин | Штраф                              | 10 мин |               | Судьи: Антти Боман Маркус Линде Линейные судьи: Фредрик Карлман Фредрик Альтберг |
| |                                    | |               |                                                                                  |
| | 31                                 | Броски | 28            |                                                                                  |

| 22 августа 2014 19:30 | Айсберен Берлин | 3:4 (1:2, 1:1, 1:0) (ОТ 0:0) (Б: 0:1) | Злин | «O2 World», Берлин Зрителей: 6200 |

| Отчёт | Отчёт                           | Отчёт | Отчёт          | Отчёт                                                                            |
| --- | ------------------------------- | --- | -------------- | -------------------------------------------------------------------------------- |
| |                                 | |                |                                                                                  |
| | Петри Веханен                   | Вратари | Любош Горчичка | Судьи: Сёрен Перссон Маркус Кравинкель Линейные судьи: Ойген Бергер Й.-Х. Мюллер |
| | Голы:                           | |                | Судьи: Сёрен Перссон Маркус Кравинкель Линейные судьи: Ойген Бергер Й.-Х. Мюллер |
| М.Белл (Б.Таллаксон) — 07:49 Л.Браун (С.Циглер) — 38:17 Т.-Д.Мулок — 42:01 П.Поль Б.Таллаксон Д.Талбот Т.-Д.Мулок Д.Олвер М.Фой Д.Олвер М.Фой | 0:1 :0 1:2 1:3 2:3 3:3 Буллиты: | 03:20 — П.Лешка 08:27 — О.Веселый (Р.Влах) 33:18 — З.Окал (Т.Форт, М.Попелка) О.Веселый Б.Кёлер П.Голик И.Марушак П.Лещка П.Лешка П.Голик Б.Кёлер |                | Судьи: Сёрен Перссон Маркус Кравинкель Линейные судьи: Ойген Бергер Й.-Х. Мюллер |
| |                                 | |                | Судьи: Сёрен Перссон Маркус Кравинкель Линейные судьи: Ойген Бергер Й.-Х. Мюллер |
| |                                 | |                | Судьи: Сёрен Перссон Маркус Кравинкель Линейные судьи: Ойген Бергер Й.-Х. Мюллер |
| |                                 | |                | Судьи: Сёрен Перссон Маркус Кравинкель Линейные судьи: Ойген Бергер Й.-Х. Мюллер |
| 10 мин | Штраф                           | 12 мин |                | Судьи: Сёрен Перссон Маркус Кравинкель Линейные судьи: Ойген Бергер Й.-Х. Мюллер |
| |                                 | |                |                                                                                  |
| | 35                              | Броски | 38             |                                                                                  |

| 23 августа 2014 19:45 | Фрибур-Готтерон | 6:3 (0:0, 3:0, 3:3) | Айсберен Берлин | «BCF Арена», Фрибур Зрителей: 2780 |

| Отчёт | Отчёт                               | Отчёт | Отчёт              | Отчёт                                                                         |
| --- | ----------------------------------- | --- | ------------------ | ----------------------------------------------------------------------------- |
| |                                     | |                    |                                                                               |
| | Мельвин Нюфеллер                    | Вратари | Матиас Нидербергер | Судьи: Микаэль Норд Данни Курман Линейные судьи: Михаэль Черриг Михаэль Рорер |
| | Голы:                               | |                    | Судьи: Микаэль Норд Данни Курман Линейные судьи: Михаэль Черриг Михаэль Рорер |
| К.Дубе (С.Шильт) — 30:02 Г.Молден (М.-А.Пульо, Т.Монне) — 33:06 Г.Молден — 39:04 Т.Монне — 42:50 М.Несс (М.Монтандон, Т.Воклер) — 51:21 Г.Молден — 58:12 | 1:0 2:0 3:0 3:1 4:1 4:2 5:2 5:3 6:3 | 42:37 — А.Ранкель (К.Браун, Т.-Д.Мулок) 47:17 — Д.Олвер (Б.Таллаксон, Й.Баксман) 51:45 — М.Фой (П.Поль, Ф.Буш) |                    | Судьи: Микаэль Норд Данни Курман Линейные судьи: Михаэль Черриг Михаэль Рорер |
| |                                     | |                    | Судьи: Микаэль Норд Данни Курман Линейные судьи: Михаэль Черриг Михаэль Рорер |
| |                                     | |                    | Судьи: Микаэль Норд Данни Курман Линейные судьи: Михаэль Черриг Михаэль Рорер |
| |                                     | |                    | Судьи: Микаэль Норд Данни Курман Линейные судьи: Михаэль Черриг Михаэль Рорер |
| 14 мин | Штраф                               | 12 мин |                    | Судьи: Микаэль Норд Данни Курман Линейные судьи: Михаэль Черриг Михаэль Рорер |
| |                                     | |                    |                                                                               |
| | 30                                  | Броски | 41                 |                                                                               |

| 24 августа 2014 17:05 | Злин | 3:1 (0:0, 2:1, 1:0) | Юргорден | «Зимний стадион Лудька Чайки», Злин Зрителей: 4018 |

| Отчёт                                                                                      | Отчёт          | Отчёт                                          | Отчёт          | Отчёт                                                                        |
| ------------------------------------------------------------------------------------------ | -------------- | ---------------------------------------------- | -------------- | ---------------------------------------------------------------------------- |
|                                                                                            |                |                                                |                |                                                                              |
|                                                                                            | Либор Кашик    | Вратари                                        | Мантас Армалис | Судьи: Владимир Балушка Рене Градил Линейные судьи: Иржи Гебауэр Вит Ледерер |
|                                                                                            | Голы:          |                                                |                | Судьи: Владимир Балушка Рене Градил Линейные судьи: Иржи Гебауэр Вит Ледерер |
| Т.Валента (О.Горак, П.Чаянек) — 25:26 П.Чаянек (П.Голик) — 36:40 П.Кубиш (П.Голик) — 59:00 | 0:1 :1 1:2 1:3 | 21:44 — С.Лауритцен (М.Самуэльссон, А.Дейлерт) |                | Судьи: Владимир Балушка Рене Градил Линейные судьи: Иржи Гебауэр Вит Ледерер |
|                                                                                            |                |                                                |                | Судьи: Владимир Балушка Рене Градил Линейные судьи: Иржи Гебауэр Вит Ледерер |
|                                                                                            |                |                                                |                | Судьи: Владимир Балушка Рене Градил Линейные судьи: Иржи Гебауэр Вит Ледерер |
|                                                                                            |                |                                                |                | Судьи: Владимир Балушка Рене Градил Линейные судьи: Иржи Гебауэр Вит Ледерер |
| 12 мин                                                                                     | Штраф          | 22 мин                                         |                | Судьи: Владимир Балушка Рене Градил Линейные судьи: Иржи Гебауэр Вит Ледерер |
|                                                                                            |                |                                                |                |                                                                              |
|                                                                                            | 33             | Броски                                         | 26             |                                                                              |

| 4 сентября 2014 19:45 | Злин | 2:3 (1:1, 0:1, 1:0) (ОТ: 0:1) | Фрибур-Готтерон | «Зимний стадион Лудька Чайки», Злин Зрителей: 3912 |

| Отчёт                                                | Отчёт              | Отчёт                                                                                  | Отчёт            | Отчёт                                                                          |
| ---------------------------------------------------- | ------------------ | -------------------------------------------------------------------------------------- | ---------------- | ------------------------------------------------------------------------------ |
|                                                      |                    |                                                                                        |                  |                                                                                |
|                                                      | Любош Горчичка     | Вратари                                                                                | Мельвин Нюфеллер | Судьи: Ладислав Сметана Ромна Полак Линейные судьи: Марек Главатый Вит Ледерер |
|                                                      | Голы:              |                                                                                        |                  | Судьи: Ладислав Сметана Ромна Полак Линейные судьи: Марек Главатый Вит Ледерер |
| Т.Жижка — 06:40 И.Марушак (Т.Жижка, Б.Кёлер) — 58:39 | 1:0 1:1 1:2 :2 2:3 | 08:08 — Г.Молдин (М.-А.Пульо) 27:15 — К.Моттет (Б.Плюсс) 63:11 — Г.Молдин (М.-А.Пульо) |                  | Судьи: Ладислав Сметана Ромна Полак Линейные судьи: Марек Главатый Вит Ледерер |
|                                                      |                    |                                                                                        |                  | Судьи: Ладислав Сметана Ромна Полак Линейные судьи: Марек Главатый Вит Ледерер |
|                                                      |                    |                                                                                        |                  | Судьи: Ладислав Сметана Ромна Полак Линейные судьи: Марек Главатый Вит Ледерер |
|                                                      |                    |                                                                                        |                  | Судьи: Ладислав Сметана Ромна Полак Линейные судьи: Марек Главатый Вит Ледерер |
| 35 мин                                               | Штраф              | 18 мин                                                                                 |                  | Судьи: Ладислав Сметана Ромна Полак Линейные судьи: Марек Главатый Вит Ледерер |
|                                                      |                    |                                                                                        |                  |                                                                                |
|                                                      | 37                 | Броски                                                                                 | 26               |                                                                                |

| 5 сентября 2014 20:05 | Юргорден | 3:2 (0:1, 2:0, 1:1) | Айсберен Берлин | «Эрикссон-Глоб», Стокгольм Зрителей: 4927 |

| Отчёт                                                                                           | Отчёт              | Отчёт                                                       | Отчёт                            | Отчёт                                                                                  |
| ----------------------------------------------------------------------------------------------- | ------------------ | ----------------------------------------------------------- | -------------------------------- | -------------------------------------------------------------------------------------- |
|                                                                                                 |                    |                                                             |                                  |                                                                                        |
|                                                                                                 | Мантас Армалис     | Вратари                                                     | Петри Веханен Матиас Нидербергер | Судьи: Ансси Салонен Патрик Шёберг Линейные судьи: Фредрик Альтберг Андреас Мальмквист |
|                                                                                                 | Голы:              |                                                             |                                  | Судьи: Ансси Салонен Патрик Шёберг Линейные судьи: Фредрик Альтберг Андреас Мальмквист |
| Й.Эрикссон (М.Юнг, А.Дейлерт) — 21:11 А.Дейлерт (Й.Эрикссон) — 35:28 М.Юнг (М.Хёгстрём) — 51:06 | 0:1 :1 2:1 2:2 3:2 | 01:18 — П.Поль (М.Фой) 50:24 — М.Белл (Д.Шерроу, А.Ранкель) |                                  | Судьи: Ансси Салонен Патрик Шёберг Линейные судьи: Фредрик Альтберг Андреас Мальмквист |
|                                                                                                 |                    |                                                             |                                  | Судьи: Ансси Салонен Патрик Шёберг Линейные судьи: Фредрик Альтберг Андреас Мальмквист |
|                                                                                                 |                    |                                                             |                                  | Судьи: Ансси Салонен Патрик Шёберг Линейные судьи: Фредрик Альтберг Андреас Мальмквист |
|                                                                                                 |                    |                                                             |                                  | Судьи: Ансси Салонен Патрик Шёберг Линейные судьи: Фредрик Альтберг Андреас Мальмквист |
| 39 мин                                                                                          | Штраф              | 68 мин                                                      |                                  | Судьи: Ансси Салонен Патрик Шёберг Линейные судьи: Фредрик Альтберг Андреас Мальмквист |
|                                                                                                 |                    |                                                             |                                  |                                                                                        |
|                                                                                                 | 35                 | Броски                                                      | 27                               |                                                                                        |

| 6 сентября 2014 19:45 | Фрибур-Готтерон | 3:2 (1:1, 0:1, 1:0) (ОТ: 0:0) (Б 1:0) | Злин | «BCF Арена», Фрибур |

| Отчёт | Отчёт                  | Отчёт                                                       | Отчёт       | Отчёт                                                                         |
| --- | ---------------------- | ----------------------------------------------------------- | ----------- | ----------------------------------------------------------------------------- |
| |                        |                                                             |             |                                                                               |
| | Беньямин Конц          | Вратари                                                     | Либор Кашик | Судьи: Гордон Шукис Дидер Массей Линейные судьи: Михаэль Черриг Роман Кадерли |
| | Голы:                  |                                                             |             | Судьи: Гордон Шукис Дидер Массей Линейные судьи: Михаэль Черриг Роман Кадерли |
| Г.Молдин (Т.Монне, М.-А.Пульо) — 08:29 М.-А.Пульо (К.Моттет, К.Дюбе) — 43:15 Ж.Спрунгер С.Брюггер К.Моттет Г.Молдин М.-А.Пульо | 0:1 :1 1:2 :2 Буллиты: | 01:33 — Р.Влах 29:54 — П.Лешка Ф.Чех Р.Влах П.Голик Б.Кёлер |             | Судьи: Гордон Шукис Дидер Массей Линейные судьи: Михаэль Черриг Роман Кадерли |
| |                        |                                                             |             | Судьи: Гордон Шукис Дидер Массей Линейные судьи: Михаэль Черриг Роман Кадерли |
| |                        |                                                             |             | Судьи: Гордон Шукис Дидер Массей Линейные судьи: Михаэль Черриг Роман Кадерли |
| |                        |                                                             |             | Судьи: Гордон Шукис Дидер Массей Линейные судьи: Михаэль Черриг Роман Кадерли |
| 10 мин | Штраф                  | 12 мин                                                      |             | Судьи: Гордон Шукис Дидер Массей Линейные судьи: Михаэль Черриг Роман Кадерли |
| |                        |                                                             |             |                                                                               |
| | 30                     | Броски                                                      | 30          |                                                                               |

| 7 сентября 2014 14:35 | Айсберен Берлин | 4:3 (1:1, 1:1, 1:1) (ОТ: 0:0) (Б 1:0) | Юргорден | «O2 World», Берлин |

| Отчёт | Отчёт                           | Отчёт | Отчёт             | Отчёт                                                                     |
| --- | ------------------------------- | --- | ----------------- | ------------------------------------------------------------------------- |
| |                                 | |                   |                                                                           |
| | Петри Веханен                   | Вратари | Микаэль Теллквист | Судьи: Андреас Кох Штефан Бауэр Линейные судьи: Маркус Хёфер Сеедо Янссен |
| | Голы:                           | |                   | Судьи: Андреас Кох Штефан Бауэр Линейные судьи: Маркус Хёфер Сеедо Янссен |
| П.Поль (Ф.Буш, М.Фой) — 07:59 Ф.Хёрдлер (Б.Таллаксон, П.Поль) — 31:31 П.Поль (Ю.Тальбот, А.Ранкель) — 50:29 П.Поль М.Нордлунд Б.Таллаксон М.Фой | 1:0 1:1 2:1 2:2 2:3 :3 Буллиты: | 13:02 — Й.Эрикссон 39:13 — Х.Эрикссон 40:27 — А.Дейлерт (Й.Эрикссон, Х.Эрикссон) Н.Хейнерё М.Юнг Д.Фернхольм М.Сёренсен |                   | Судьи: Андреас Кох Штефан Бауэр Линейные судьи: Маркус Хёфер Сеедо Янссен |
| |                                 | |                   | Судьи: Андреас Кох Штефан Бауэр Линейные судьи: Маркус Хёфер Сеедо Янссен |
| |                                 | |                   | Судьи: Андреас Кох Штефан Бауэр Линейные судьи: Маркус Хёфер Сеедо Янссен |
| |                                 | |                   | Судьи: Андреас Кох Штефан Бауэр Линейные судьи: Маркус Хёфер Сеедо Янссен |
| 10 мин | Штраф                           | 33 мин |                   | Судьи: Андреас Кох Штефан Бауэр Линейные судьи: Маркус Хёфер Сеедо Янссен |
| |                                 | |                   |                                                                           |
| | 30                              | Броски | 0                 |                                                                           |

| 23 сентября 2014 19:30 | Айсберен Берлин | 0:2 (0:1, 0:1, 0:0) | Фрибур-Готтерон | «O2 World», Берлин Зрителей: 4860 |

| Отчёт  | Отчёт      | Отчёт                                                           | Отчёт           | Отчёт                                                                     |
| ------ | ---------- | --------------------------------------------------------------- | --------------- | ------------------------------------------------------------------------- |
|        |            |                                                                 |                 |                                                                           |
|        | П. Веханен | Вратари                                                         | Мелвин Нюфеллер | Судьи: Шейн Уоршо Морган Юханссон Линейные судьи: Эрьян Олен Джимми Дамен |
|        | Голы:      |                                                                 |                 | Судьи: Шейн Уоршо Морган Юханссон Линейные судьи: Эрьян Олен Джимми Дамен |
|        | 0:1 0:2    | 06:12 — М.Несс (Т.Воклер) 23:28 — К.Дюбе (М.-А.Пульо, Т.Воклер) |                 | Судьи: Шейн Уоршо Морган Юханссон Линейные судьи: Эрьян Олен Джимми Дамен |
|        |            |                                                                 |                 | Судьи: Шейн Уоршо Морган Юханссон Линейные судьи: Эрьян Олен Джимми Дамен |
|        |            |                                                                 |                 | Судьи: Шейн Уоршо Морган Юханссон Линейные судьи: Эрьян Олен Джимми Дамен |
|        |            |                                                                 |                 | Судьи: Шейн Уоршо Морган Юханссон Линейные судьи: Эрьян Олен Джимми Дамен |
| 20 мин | Штраф      | 37 мин                                                          |                 | Судьи: Шейн Уоршо Морган Юханссон Линейные судьи: Эрьян Олен Джимми Дамен |
|        |            |                                                                 |                 |                                                                           |
|        | 32         | Броски                                                          | 18              |                                                                           |

| 23 сентября 2014 20:05 | Юргорден | 8:0 (1:0, 6:0, 1:0) | Злин | «Эрикссон-Глоб», Стокгольм Зрителей: 871 |

| Отчёт | Отчёт                           | Отчёт   | Отчёт                      | Отчёт                                                                      |
| --- | ------------------------------- | ------- | -------------------------- | -------------------------------------------------------------------------- |
| |                                 |         |                            |                                                                            |
| | Мантас Армалис                  | Вратари | Либор Кашик Любош Горчичка | Судьи: Маркус Линде Штефан Бауэр Линейные судьи: Сеедо Янссен Маркус Хёфер |
| | Голы:                           |         |                            | Судьи: Маркус Линде Штефан Бауэр Линейные судьи: Сеедо Янссен Маркус Хёфер |
| Х.Эрикссон (М.Хёгстрём, М.Хольмквист) — 18:24 М.Юнг (М.Хёгстрём) — 21:23 Н.Хейнерё (А.Фальк, С.Савиано) — 24:42 М.Самуэльссон (Й.Эрикссон, М.Юнг) — 29:39 М.Юнг (М.Хольмквист, Й.Эрикссон) — 31:08 М.Ален (М.Нордлунд, М.Юнг) — 31:27 Х.Эрикссон (М.Хогстрём, М.Хольмквист) — 36:41 Р.Альварес (М.Хёгстрём, М.Ален) — 43:53 | 1:0 2:0 3:0 4:0 5:0 6:0 7:0 8:0 |         |                            | Судьи: Маркус Линде Штефан Бауэр Линейные судьи: Сеедо Янссен Маркус Хёфер |
| |                                 |         |                            | Судьи: Маркус Линде Штефан Бауэр Линейные судьи: Сеедо Янссен Маркус Хёфер |
| |                                 |         |                            | Судьи: Маркус Линде Штефан Бауэр Линейные судьи: Сеедо Янссен Маркус Хёфер |
| |                                 |         |                            | Судьи: Маркус Линде Штефан Бауэр Линейные судьи: Сеедо Янссен Маркус Хёфер |
| 10 мин | Штраф                           | 20 мин  |                            | Судьи: Маркус Линде Штефан Бауэр Линейные судьи: Сеедо Янссен Маркус Хёфер |
| |                                 |         |                            |                                                                            |
| | 36                              | Броски  | 30                         |                                                                            |

| 7 октября 2014 19:30 | Злин | 4:2 (1:0, 0:1, 3:1) | Айсберен Берлин | «Зимний стадион Лудька Чайки», Злин |

| Отчёт | Отчёт       | Отчёт                                                | Отчёт              | Отчёт |
| --- | ----------- | ---------------------------------------------------- | ------------------ | ----- |
| |             |                                                      |                    |       |
| | Либор Кашик | Вратари                                              | Матиас Нидербергер |       |
| | Голы:       |                                                      |                    |       |
| М.Попелка (Б.Кёлер, Я.Баластик) — 12:20 О.Веселый (З.Окал, Т.Жижка) — 44:22 Р.Влах (Т.Валента, Ф.Чех) — 48:36 Р.Влах (Т.Жижка, П.Голик) — 51:46 | 1:0 1:1 2:1 | 35:40 — Т.Мулок Х.Хаазе (Т.Мулок, Ф.Хёрдлер) — 49:41 |                    |       |
| |             |                                                      |                    |       |
| |             |                                                      |                    |       |
| |             |                                                      |                    |       |
| |             |                                                      |                    |       |
| |             |                                                      |                    |       |

| 7 октября 2014 19:45 | Фрибур-Готтерон | 3:1 (1:1, 0:0, 2:0) | Юргорден | «BCF Арена», Фрибур |

| Отчёт                                                                                            | Отчёт           | Отчёт                            | Отчёт          | Отчёт |
| ------------------------------------------------------------------------------------------------ | --------------- | -------------------------------- | -------------- | ----- |
|                                                                                                  |                 |                                  |                |       |
|                                                                                                  | Мелвин Нюфеллер | Вратари                          | Мантас Армалис |       |
|                                                                                                  | Голы:           |                                  |                |       |
| Т.Монне (М.Пульо, Г.Молдин) — 03:26 Д.Тамбеллини (Д.Фриче, Д.Квятковски) — 45:11 С.Шильт — 56:37 | 1:0 1:1 2:1 3:1 | 06:59 — М.Хёгстрём (Д.Фернхольм) |                |       |
|                                                                                                  |                 |                                  |                |       |
|                                                                                                  |                 |                                  |                |       |
|                                                                                                  |                 |                                  |                |       |
|                                                                                                  |                 |                                  |                |       |
|                                                                                                  |                 |                                  |                |       |

### Группа E
| Команда          | И | В | ОТВ | ОТП | П | ГЗ | ГП | РГ  | О  |
| ---------------- | - | - | --- | --- | - | -- | -- | --- | -- |
| Таппара          | 6 | 3 | 0   | 2   | 1 | 21 | 16 | +5  | 11 |
| Ставангер Ойлерс | 6 | 3 | 1   | 0   | 2 | 19 | 17 | +2  | 11 |
| Оцеларжи         | 6 | 3 | 0   | 0   | 3 | 20 | 14 | +6  | 9  |
| Берн             | 6 | 1 | 1   | 0   | 4 | 11 | 24 | –13 | 5  |

| 21 августа 2014 17:30 | Оцеларжи | 7:0 (2:0, 5:0, 0:0) | Берн | «Верк Арена», Тршинец Зрителей: 3723 |

| Отчёт | Отчёт                       | Отчёт   | Отчёт       | Отчёт                                                                        |
| --- | --------------------------- | ------- | ----------- | ---------------------------------------------------------------------------- |
| |                             |         |             |                                                                              |
| | Шимон Грубец                | Вратари | Марко Бюрер | Судьи: Ладислав Сметана Роман Полак Линейные судьи: Иржи Гебауэр Вит Ледерер |
| | Голы:                       |         |             | Судьи: Ладислав Сметана Роман Полак Линейные судьи: Иржи Гебауэр Вит Ледерер |
| И.Поланский (З.Иргл, М.Адамский) — 07:18 Д.Носек (И.Поланский, З.Иргл) — 10:23 И.Поланский (З.Иргл, Л.Зейдл) — 20:28 М.Трончинский — 36:25 Т.Лингарт (В.Дравецкий) — 38:52 Я.Орсава (Р.Клесла) — 56:09 Я.Орсава (И.Поланский) — 57:53 | 1:0 2:0 3:0 4:0 5:0 6:0 7:0 |         |             | Судьи: Ладислав Сметана Роман Полак Линейные судьи: Иржи Гебауэр Вит Ледерер |
| |                             |         |             | Судьи: Ладислав Сметана Роман Полак Линейные судьи: Иржи Гебауэр Вит Ледерер |
| |                             |         |             | Судьи: Ладислав Сметана Роман Полак Линейные судьи: Иржи Гебауэр Вит Ледерер |
| |                             |         |             | Судьи: Ладислав Сметана Роман Полак Линейные судьи: Иржи Гебауэр Вит Ледерер |
| 47 мин | Штраф                       | 34 мин  |             | Судьи: Ладислав Сметана Роман Полак Линейные судьи: Иржи Гебауэр Вит Ледерер |
| |                             |         |             |                                                                              |
| | 39                          | Броски  | 35          |                                                                              |

| 21 августа 2014 18:30 | Таппара | 7:3 (1:3, 4:0, 2:0) | Ставангер Ойлерс | «Ледовый дворец», Тампере Зрителей: 2563 |

| Отчёт | Отчёт                                   | Отчёт | Отчёт      | Отчёт                                                                                   |
| --- | --------------------------------------- | --- | ---------- | --------------------------------------------------------------------------------------- |
| |                                         | |            |                                                                                         |
| | Юха Метсола                             | Вратари | Рубен Смит | Судьи: Морган Юханссон Алекси Рантала Линейные судьи: Маркус Хегерстрём Сакари Суоминен |
| | Голы:                                   | |            | Судьи: Морган Юханссон Алекси Рантала Линейные судьи: Маркус Хегерстрём Сакари Суоминен |
| Д.Коломатис (Я.-М.Ярвинен, О.Палола) — 12:36 П.Йормакка (Д.Коломатис, О.Палола) — 31:01 П.Йормакка — 35:09 О.Палола (Я.-М.Ярвинен, Д.Коломатис) — 35:45 А.Мякинен (О.Раухало, П.Сараво) — 37:49 Х.Хаапала (Э.Каксонен, Д.Коломатис) — 45:42 Т.Аальто (А.Эркинъюнтти, Я.Малинен) — 17:25 | 0:1 0:2 0:3 1:3 2:3 3:3 4:3 5:3 6:3 7:3 | 04:05 — Д.Соарес (К.Даль-Андерссен, Н.Пластино) 07:21 — Д.Роксет (Д.Соарес, К.Форсберг) 08:00 — Д.Соарес (К.Даль-Андерссен, К.Форсберг) |            | Судьи: Морган Юханссон Алекси Рантала Линейные судьи: Маркус Хегерстрём Сакари Суоминен |
| |                                         | |            | Судьи: Морган Юханссон Алекси Рантала Линейные судьи: Маркус Хегерстрём Сакари Суоминен |
| |                                         | |            | Судьи: Морган Юханссон Алекси Рантала Линейные судьи: Маркус Хегерстрём Сакари Суоминен |
| |                                         | |            | Судьи: Морган Юханссон Алекси Рантала Линейные судьи: Маркус Хегерстрём Сакари Суоминен |
| 8 мин | Штраф                                   | 20 мин |            | Судьи: Морган Юханссон Алекси Рантала Линейные судьи: Маркус Хегерстрём Сакари Суоминен |
| |                                         | |            |                                                                                         |
| | 34                                      | Броски | 16         |                                                                                         |

| 23 августа 2014 16:00 | Таппара | 3:5 (1:0, 1:4, 1:1) | Берн | «Ледовый дворец», Тампере Зрителей: 3328 |

| Отчёт | Отчёт                           | Отчёт | Отчёт       | Отчёт                                                                           |
| --- | ------------------------------- | --- | ----------- | ------------------------------------------------------------------------------- |
| |                                 | |             |                                                                                 |
| | Юха Метсола                     | Вратари | Марко Бюрер | Судьи: Томас Андерссон Алекси Рантала Линейные судьи: Хенри Нева Ханну Сормунен |
| | Голы:                           | |             | Судьи: Томас Андерссон Алекси Рантала Линейные судьи: Хенри Нева Ханну Сормунен |
| К.Куусела (Т.Аальто, А.Эркинъюнтти) — 07:51 Д.Коломатис (Я.-М.Ярвинен, О.Палола) — 21:42 Э.Каксонен — 58:29 | 1:0 2:0 2:1 2:2 2:3 2:4 2:5 3:5 | 24:33 — Б.Холлоуэй (М.Плюсс) 27:43 — Р.Гарднер (Б.Холлоуэй, Э.Блум) 38:54 — Р.Гарднер (Б.Холлоуэй, М.-А.Граньяни) 39:18 — М.Плюсс (Б.Холлоуэй, Р.Гарднер) 58:12 — К.Берчи |             | Судьи: Томас Андерссон Алекси Рантала Линейные судьи: Хенри Нева Ханну Сормунен |
| |                                 | |             | Судьи: Томас Андерссон Алекси Рантала Линейные судьи: Хенри Нева Ханну Сормунен |
| |                                 | |             | Судьи: Томас Андерссон Алекси Рантала Линейные судьи: Хенри Нева Ханну Сормунен |
| |                                 | |             | Судьи: Томас Андерссон Алекси Рантала Линейные судьи: Хенри Нева Ханну Сормунен |
| 30 мин | Штраф                           | 22 мин |             | Судьи: Томас Андерссон Алекси Рантала Линейные судьи: Хенри Нева Ханну Сормунен |
| |                                 | |             |                                                                                 |
| | 31                              | Броски | 42          |                                                                                 |

| 23 августа 2014 20:00 | Оцеларжи | 4:5 (1:1, 2:3, 1:1) | Ставангер Ойлерс | «Верк Арена», Тршинец Зрителей: 2875 |

| Отчёт | Отчёт                              | Отчёт | Отчёт        | Отчёт                                                                   |
| --- | ---------------------------------- | --- | ------------ | ----------------------------------------------------------------------- |
| |                                    | |              |                                                                         |
| | Шимон Грубец                       | Вратари | Хенрик Хольм | Судьи: Даниэл Конц Робин Шир Линейные судьи: Томаш Брейха Либор Суханек |
| | Голы:                              | |              | Судьи: Даниэл Конц Робин Шир Линейные судьи: Томаш Брейха Либор Суханек |
| И.Поланский (Т.Лингарт) — 14:12 Р.Матуш (В.Рот) — 30:53 Л.Зиб (М.Трончинский, Т.Плигал) — 33:28 Р.Матуш (М.Трончинский) — 42:40 | 0:1 :1 1:2 1:3 2:3 2:4 3:4 4:4 4:5 | 05:03 — Н.Пластино (К.Даль-Андерсен, Д.Соарес) 24:43 — Д.Киссел (Ж.-М.Дауст, К.Даль-Андерсен) 27:29 — Д.Соарес (А.Вейдеман, К.Даль-Андерсен) 31:49 — К.Даль-Андерсен 55:10 — Н.Пластино (Д.Киссел, С.Халлем) |              | Судьи: Даниэл Конц Робин Шир Линейные судьи: Томаш Брейха Либор Суханек |
| |                                    | |              | Судьи: Даниэл Конц Робин Шир Линейные судьи: Томаш Брейха Либор Суханек |
| |                                    | |              | Судьи: Даниэл Конц Робин Шир Линейные судьи: Томаш Брейха Либор Суханек |
| |                                    | |              | Судьи: Даниэл Конц Робин Шир Линейные судьи: Томаш Брейха Либор Суханек |
| 18 мин | Штраф                              | 12 мин |              | Судьи: Даниэл Конц Робин Шир Линейные судьи: Томаш Брейха Либор Суханек |
| |                                    | |              |                                                                         |
| | 37                                 | Броски | 18           |                                                                         |

| 4 сентября 2014 19:45 | Берн | 0:4 (0:3, 0:1, 0:0) | Оцеларжи | «ПостФинанс-Арена», Берн Зрителей: 4677 |

| Отчёт | Отчёт           | Отчёт | Отчёт          | Отчёт                                                                       |
| ----- | --------------- | --- | -------------- | --------------------------------------------------------------------------- |
|       |                 | |                |                                                                             |
|       | Марко Бюрер     | Вратари | Петер Гамерлик | Судьи: Гордон Шукис Марк Виганд Линейные судьи: Михаэль Рорер Андреас Колер |
|       | Голы:           | |                | Судьи: Гордон Шукис Марк Виганд Линейные судьи: Михаэль Рорер Андреас Колер |
|       | 0:1 0:2 0:3 0:4 | 04:49 — Я.Орсава (Т.Лингарт) 06:23 — Л.Зейдл (И.Поланский, Д.Носек) 19:02 — Л.Зейдл (Д.Носек, М.Трончинский) 32:50 — Я.Орсава (Р.Матуш) |                | Судьи: Гордон Шукис Марк Виганд Линейные судьи: Михаэль Рорер Андреас Колер |
|       |                 | |                | Судьи: Гордон Шукис Марк Виганд Линейные судьи: Михаэль Рорер Андреас Колер |
|       |                 | |                | Судьи: Гордон Шукис Марк Виганд Линейные судьи: Михаэль Рорер Андреас Колер |
|       |                 | |                | Судьи: Гордон Шукис Марк Виганд Линейные судьи: Михаэль Рорер Андреас Колер |
| 8 мин | Штраф           | 12 мин |                | Судьи: Гордон Шукис Марк Виганд Линейные судьи: Михаэль Рорер Андреас Колер |
|       |                 | |                |                                                                             |
|       | 28              | Броски | 20             |                                                                             |

| 4 сентября 2014 20:00 | Ставангер Ойлерс | 2:1 (0:1, 1:0, 0:0) (ОТ: 0:0) (Б 1:0) | Таппара | «ДНБ Арена», Ставангер Зрителей: 3113 |

| Отчёт                                                                                          | Отчёт           | Отчёт                                                                                        | Отчёт       | Отчёт                                                                               |
| ---------------------------------------------------------------------------------------------- | --------------- | -------------------------------------------------------------------------------------------- | ----------- | ----------------------------------------------------------------------------------- |
|                                                                                                |                 |                                                                                              |             |                                                                                     |
|                                                                                                | Рубен Смит      | Вратари                                                                                      | Юха Метсола | Судьи: Маркус Линде Пер-Густав Солем Линейные судьи: Александр Вальдейер Реми Аасум |
|                                                                                                | Голы:           |                                                                                              |             | Судьи: Маркус Линде Пер-Густав Солем Линейные судьи: Александр Вальдейер Реми Аасум |
| Д.Киссел (Т.Кристиансен, К.Даль-Андерсен) — 38:22 Д.Киссел П.Лоренцен К.Даль-Андерсен Ж.-М.Дау | 0:1 :0 Буллиты: | 09:45 — А.Эркинъюнтти (К.Куусела, Т.Аальто) О.Паллола П.Йормакка Ю.Пельтола К.Куусела Д.Грин |             | Судьи: Маркус Линде Пер-Густав Солем Линейные судьи: Александр Вальдейер Реми Аасум |
|                                                                                                |                 |                                                                                              |             | Судьи: Маркус Линде Пер-Густав Солем Линейные судьи: Александр Вальдейер Реми Аасум |
|                                                                                                |                 |                                                                                              |             | Судьи: Маркус Линде Пер-Густав Солем Линейные судьи: Александр Вальдейер Реми Аасум |
|                                                                                                |                 |                                                                                              |             | Судьи: Маркус Линде Пер-Густав Солем Линейные судьи: Александр Вальдейер Реми Аасум |
| 4 мин                                                                                          | Штраф           | 8 мин                                                                                        |             | Судьи: Маркус Линде Пер-Густав Солем Линейные судьи: Александр Вальдейер Реми Аасум |
|                                                                                                |                 |                                                                                              |             |                                                                                     |
|                                                                                                | 23              | Броски                                                                                       | 23          |                                                                                     |

| 6 сентября 2014 17:00 | Берн | 4:3 (0:0, 2:0, 1:3) (ОТ: 0:0) (Б 1:0) | Таппара | «ПостФинанс-Арена», Берн Зрителей: 4731 |

| Отчёт | Отчёт                            | Отчёт | Отчёт       | Отчёт                                                                    |
| --- | -------------------------------- | --- | ----------- | ------------------------------------------------------------------------ |
| |                                  | |             |                                                                          |
| | Марко Бюрер                      | Вратари | Юха Метсола | Судьи: Ян Грибик Штефан Айхман Линейные судьи: Николас Флури Балаж Ковач |
| | Голы:                            | |             | Судьи: Ян Грибик Штефан Айхман Линейные судьи: Николас Флури Балаж Ковач |
| Б.Ричи (Б.Холлоуэй, Т.Руфенахт) — 24:09 Б.Ричи (Р.Гарднер, Б.Холлоуэй) — 36:11 П.Бергер (М.Райхерт, Б.Гербер) — 48:58 Ф.Фуррер Б.Ричи Р.Гарднер Б.Холлоуэй М.Плюсс П.Бергер | 1:0 2:0 3:0 3:1 3:2 3:3 Буллиты: | 52:43 — Э.Каксонен 55:54 — Д.Коломатис (К.Куусела, А.Эркинъюнтти) 58:49 — Т.Аальто Ю.Пельтола Т.да Коста О.Палола П.Йормакка К.Куусела О.Палола |             | Судьи: Ян Грибик Штефан Айхман Линейные судьи: Николас Флури Балаж Ковач |
| |                                  | |             | Судьи: Ян Грибик Штефан Айхман Линейные судьи: Николас Флури Балаж Ковач |
| |                                  | |             | Судьи: Ян Грибик Штефан Айхман Линейные судьи: Николас Флури Балаж Ковач |
| |                                  | |             | Судьи: Ян Грибик Штефан Айхман Линейные судьи: Николас Флури Балаж Ковач |
| 14 мин | Штраф                            | 31 мин |             | Судьи: Ян Грибик Штефан Айхман Линейные судьи: Николас Флури Балаж Ковач |
| |                                  | |             |                                                                          |
| | 39                               | Броски | 21          |                                                                          |

| 6 сентября 2014 17:30 | Ставангер Ойлерс | 2:3 (2:2, 0:1, 0:0) | Оцеларжи | «ДНБ Арена», Ставангер Зрителей: 3551 |

| Отчёт                                                                                   | Отчёт              | Отчёт                                                                              | Отчёт        | Отчёт                                                                           |
| --------------------------------------------------------------------------------------- | ------------------ | ---------------------------------------------------------------------------------- | ------------ | ------------------------------------------------------------------------------- |
|                                                                                         |                    |                                                                                    |              |                                                                                 |
|                                                                                         | Рубен Смит         | Вратари                                                                            | Шимон Грубец | Судьи: Микаэль Шёквист Стиан Хальм Линейные судьи: Йон Киллан Томас Н.-Петерсен |
|                                                                                         | Голы:              |                                                                                    |              | Судьи: Микаэль Шёквист Стиан Хальм Линейные судьи: Йон Киллан Томас Н.-Петерсен |
| М.Треттенес (Д.Киссел, Ж.-М.Дауст) — 04:41 Д.Киссел (Т.Кристиансен, Ж.-М.Дауст) — 11:57 | 0:1 :1 2:1 2:2 2:3 | 03:16 — З.Иргл (И.Поланский, А.Руфер) 18:52 — З.Иргл (Л.Зейдл) 31:02 — В.Дравецкий |              | Судьи: Микаэль Шёквист Стиан Хальм Линейные судьи: Йон Киллан Томас Н.-Петерсен |
|                                                                                         |                    |                                                                                    |              | Судьи: Микаэль Шёквист Стиан Хальм Линейные судьи: Йон Киллан Томас Н.-Петерсен |
|                                                                                         |                    |                                                                                    |              | Судьи: Микаэль Шёквист Стиан Хальм Линейные судьи: Йон Киллан Томас Н.-Петерсен |
|                                                                                         |                    |                                                                                    |              | Судьи: Микаэль Шёквист Стиан Хальм Линейные судьи: Йон Киллан Томас Н.-Петерсен |
| 20 мин                                                                                  | Штраф              | 12 мин                                                                             |              | Судьи: Микаэль Шёквист Стиан Хальм Линейные судьи: Йон Киллан Томас Н.-Петерсен |
|                                                                                         |                    |                                                                                    |              |                                                                                 |
|                                                                                         | 25                 | Броски                                                                             | 28           |                                                                                 |

| 23 сентября 2014 17:30 | Оцеларжи | 1:2 (0:0, 0:0, 1:2) | Таппара | «Верк Арена», Тршинец Зрителей: 3807 |

| Отчёт                                        | Отчёт        | Отчёт                                                                        | Отчёт             | Отчёт                                                                               |
| -------------------------------------------- | ------------ | ---------------------------------------------------------------------------- | ----------------- | ----------------------------------------------------------------------------------- |
|                                              |              |                                                                              |                   |                                                                                     |
|                                              | Шимон Грубец | Вратари                                                                      | Доминик Граховина | Судьи: Мариан Рохач Владимир Пешина Линейные судьи: Марек Главатый Рудолф Тошеновян |
|                                              | Голы:        |                                                                              |                   | Судьи: Мариан Рохач Владимир Пешина Линейные судьи: Марек Главатый Рудолф Тошеновян |
| М.Адамский (М.Трончинский, Я.Орсава) — 41:29 | 1:0 1:1 1:2  | 47:20 — Д.Коломатис (Т.да Коста) 56:39 — О.Палола (П.Йормакка, Я.-М.Ярвинен) |                   | Судьи: Мариан Рохач Владимир Пешина Линейные судьи: Марек Главатый Рудолф Тошеновян |
|                                              |              |                                                                              |                   | Судьи: Мариан Рохач Владимир Пешина Линейные судьи: Марек Главатый Рудолф Тошеновян |
|                                              |              |                                                                              |                   | Судьи: Мариан Рохач Владимир Пешина Линейные судьи: Марек Главатый Рудолф Тошеновян |
|                                              |              |                                                                              |                   | Судьи: Мариан Рохач Владимир Пешина Линейные судьи: Марек Главатый Рудолф Тошеновян |
| 10 мин                                       | Штраф        | 10 мин                                                                       |                   | Судьи: Мариан Рохач Владимир Пешина Линейные судьи: Марек Главатый Рудолф Тошеновян |
|                                              |              |                                                                              |                   |                                                                                     |
|                                              | 32           | Броски                                                                       | 20                |                                                                                     |

| 23 сентября 2014 19:45 | Берн | 0:2 (0:0, 0:0, 0:2) | Ставангер Ойлерс | «ПостФинанс-Арена», Берн Зрителей: 4164 |

| Отчёт  | Отчёт       | Отчёт                                                                           | Отчёт      | Отчёт                                                                         |
| ------ | ----------- | ------------------------------------------------------------------------------- | ---------- | ----------------------------------------------------------------------------- |
|        |             |                                                                                 |            |                                                                               |
|        | Марко Бюрер | Вратари                                                                         | Рубен Смит | Судьи: Ладислав Сметана Марк Вигард Линейные судьи: Петер Кунг Михаэль Черриг |
|        | Голы:       |                                                                                 |            | Судьи: Ладислав Сметана Марк Вигард Линейные судьи: Петер Кунг Михаэль Черриг |
|        | 0:1 0:2     | 53:04 — К.Даль-Андерсен (Д.Соарес, К.Форсберг) 59:31 — Д.Киссел (Т.Кристиансен) |            | Судьи: Ладислав Сметана Марк Вигард Линейные судьи: Петер Кунг Михаэль Черриг |
|        |             |                                                                                 |            | Судьи: Ладислав Сметана Марк Вигард Линейные судьи: Петер Кунг Михаэль Черриг |
|        |             |                                                                                 |            | Судьи: Ладислав Сметана Марк Вигард Линейные судьи: Петер Кунг Михаэль Черриг |
|        |             |                                                                                 |            | Судьи: Ладислав Сметана Марк Вигард Линейные судьи: Петер Кунг Михаэль Черриг |
| 12 мин | Штраф       | 14 мин                                                                          |            | Судьи: Ладислав Сметана Марк Вигард Линейные судьи: Петер Кунг Михаэль Черриг |
|        |             |                                                                                 |            |                                                                               |
|        | 30          | Броски                                                                          | 34         |                                                                               |

| 7 октября 2014 18:30 | Таппара | 5:1 (2:0, 2:0, 1:1) | Оцеларжи | «Ледовый дворец», Тампере |

| Отчёт | Отчёт                   | Отчёт                                | Отчёт                       | Отчёт |
| --- | ----------------------- | ------------------------------------ | --------------------------- | ----- |
| |                         |                                      |                             |       |
| | Юха Метсола             | Вратари                              | Петер Гамерлик Шимон Грубец |       |
| | Голы:                   |                                      |                             |       |
| П.Лайне (Ю.Пельтола) — 05:32 К.Куусела (П.Йормакка) — 15:10 П.Йормакка (Я.Ярвинен, К.Куусела) — 21:11 П.Йормакка (Э.Каксонен) — 35:53 О.Мякинен (О.Раухала) — 48:14 | 1:0 2:0 3:0 4:0 5:0 5:1 | 49:52 — К.Крепс (З.Иргл, М.Адамский) |                             |       |
| |                         |                                      |                             |       |
| |                         |                                      |                             |       |
| |                         |                                      |                             |       |
| 8 мин | Штраф                   | 4 мин                                |                             |       |
| |                         |                                      |                             |       |
| |                         |                                      |                             |       |

| 7 октября 2014 19:45 | Ставангер Ойлерс | 5:2 (0:0, 0:2, 5:0) | Берн | «ДНБ Арена», Ставангер |

| Отчёт | Отчёт                       | Отчёт                                                | Отчёт          | Отчёт |
| --- | --------------------------- | ---------------------------------------------------- | -------------- | ----- |
| |                             |                                                      |                |       |
| | Рубен Смит                  | Вратари                                              | Маттиас Мишлер |       |
| | Голы:                       |                                                      |                |       |
| М.Треттенес (Д.Киссел, Н.Пластино) — 42:43 К.Форсберг (Н.Пластино, А.Вайдеман) — 44:19 М.Треттенес (Д.Киссел) — 50:37 Д.Дау (Д.Киссел, А.Вайдеман) — 57:52 Д.Киссел (А.Вайдеман, С.Хойгард) — 59:24 | 0:1 0:2 1:2 2:2 3:2 4:2 5:2 | 25:55 — М.Плюсс (Э.Блум, Б.Холлоуэй) 37:36 — Д.Йобин |                |       |
| |                             |                                                      |                |       |
| |                             |                                                      |                |       |
| |                             |                                                      |                |       |
| |                             |                                                      |                |       |
| |                             |                                                      |                |       |

### Группа F
| Команда   | И | В | ОТВ | ОТП | П | ГЗ | ГП | РГ  | О  |
| --------- | - | - | --- | --- | - | -- | -- | --- | -- |
| Линчёпинг | 6 | 4 | 1   | 0   | 1 | 20 | 10 | +10 | 14 |
| ТПС       | 6 | 3 | 1   | 1   | 1 | 21 | 12 | +9  | 12 |
| Больцано  | 6 | 3 | 0   | 0   | 3 | 12 | 22 | –10 | 9  |
| Пардубице | 6 | 0 | 0   | 1   | 5 | 11 | 20 | –9  | 1  |

| 22 августа 2014 18:30 | ТПС | 9:0 (2:0, 6:0, 1:0) | Больцано | «HK Арена», Турку Зрителей: 3226 |

| Отчёт | Отчёт                               | Отчёт   | Отчёт                    | Отчёт                                                                                     |
| --- | ----------------------------------- | ------- | ------------------------ | ----------------------------------------------------------------------------------------- |
| |                                     |         |                          |                                                                                           |
| | Теему Лассила                       | Вратари | Ярослав Гюбл Гюнтер Хелл | Судьи: Морган Юханссон Юсси Леппянен Линейные судьи: Маркус Хегерстрём Даниэль Эстерхольм |
| | Голы:                               |         |                          | Судьи: Морган Юханссон Юсси Леппянен Линейные судьи: Маркус Хегерстрём Даниэль Эстерхольм |
| Л.Туконен (П.Нуммелин) — 01:53 Р.Смоленак (Р.Ласк) — 14:29 М.Соинту — 23:44 Н.Лусениус (И.Пиккарайнен) — 24:43 Т.Коскиранта (Р.Смоленак) — 25:19 Р.Кульмала (О.Карвинен, Ю.Вахатало) — 29:14 И.Пиккарайнен (Л.Туконен, Н.Лусениус) — 33:28 Т.Коскиранта (Р.Ласк) — 37:35 С.Сейго (Ю.Вахатало, Р.Ласк) — 43:50 | 1:0 2:0 3:0 4:0 5:0 6:0 7:0 8:0 9:0 |         |                          | Судьи: Морган Юханссон Юсси Леппянен Линейные судьи: Маркус Хегерстрём Даниэль Эстерхольм |
| |                                     |         |                          | Судьи: Морган Юханссон Юсси Леппянен Линейные судьи: Маркус Хегерстрём Даниэль Эстерхольм |
| |                                     |         |                          | Судьи: Морган Юханссон Юсси Леппянен Линейные судьи: Маркус Хегерстрём Даниэль Эстерхольм |
| |                                     |         |                          | Судьи: Морган Юханссон Юсси Леппянен Линейные судьи: Маркус Хегерстрём Даниэль Эстерхольм |
| 22 мин | Штраф                               | 18 мин  |                          | Судьи: Морган Юханссон Юсси Леппянен Линейные судьи: Маркус Хегерстрём Даниэль Эстерхольм |
| |                                     |         |                          |                                                                                           |
| | 44                                  | Броски  | 23                       |                                                                                           |

| 22 августа 2014 20:05 | Линчёпинг | 2:1 (1:0, 0:0, 1:1) | Пардубице | «Сааб Арена», Линчёпинг Зрителей: 6127 |

| Отчёт                                                                        | Отчёт          | Отчёт                       | Отчёт       | Отчёт                                                                              |
| ---------------------------------------------------------------------------- | -------------- | --------------------------- | ----------- | ---------------------------------------------------------------------------------- |
|                                                                              |                |                             |             |                                                                                    |
|                                                                              | Маркус Хёгберг | Вратари                     | Томас Халаж | Судьи: Стефан Фонселиус Маркус Линде Линейные судьи: Хенрик Пильблад Тобиас Хастер |
|                                                                              | Голы:          |                             |             | Судьи: Стефан Фонселиус Маркус Линде Линейные судьи: Хенрик Пильблад Тобиас Хастер |
| М.Шёгрен (Б.Литтл, М.Юханссон) — 05:09 Б.Литтл (Ч.Коларик, М.Шёгрен) — 46:24 | 1:0 2:0 2:1    | 47:08 — Р.Тыбор (Б.Грегорц) |             | Судьи: Стефан Фонселиус Маркус Линде Линейные судьи: Хенрик Пильблад Тобиас Хастер |
|                                                                              |                |                             |             | Судьи: Стефан Фонселиус Маркус Линде Линейные судьи: Хенрик Пильблад Тобиас Хастер |
|                                                                              |                |                             |             | Судьи: Стефан Фонселиус Маркус Линде Линейные судьи: Хенрик Пильблад Тобиас Хастер |
|                                                                              |                |                             |             | Судьи: Стефан Фонселиус Маркус Линде Линейные судьи: Хенрик Пильблад Тобиас Хастер |
| 6 мин                                                                        | Штраф          | 12 мин                      |             | Судьи: Стефан Фонселиус Маркус Линде Линейные судьи: Хенрик Пильблад Тобиас Хастер |
|                                                                              |                |                             |             |                                                                                    |
|                                                                              | 39             | Броски                      | 25          |                                                                                    |

| 24 августа 2014 14:35 | Линчёпинг | 5:0 (2:0, 2:0, 1:0) | Больцано | «Сааб Арена», Линчёпинг Зрителей: 3521 |

| Отчёт | Отчёт               | Отчёт   | Отчёт        | Отчёт                                                                      |
| --- | ------------------- | ------- | ------------ | -------------------------------------------------------------------------- |
| |                     |         |              |                                                                            |
| | Давид Раутио        | Вратари | Ярослав Гюбл | Судьи: Антти Боман Пер Клессон Линейные судьи: Эрьян Олен Фредрик Альтберг |
| | Голы:               |         |              | Судьи: Антти Боман Пер Клессон Линейные судьи: Эрьян Олен Фредрик Альтберг |
| Я.Врана (Д.Тафф, Ю.Юнланд) — 05:13 Н.Хардт (Д.Тафф, Я.Врана) — 18:54 Д.Тафф (Ч.Коларик, Б.Литтл) — 36:15 Д.Тафф (Д.Микфликер) — 37:41 М.Шёгрен (Ч.Коларик, М.Юханссон) — 55:04 | 1:0 2:0 3:0 4:0 5:0 |         |              | Судьи: Антти Боман Пер Клессон Линейные судьи: Эрьян Олен Фредрик Альтберг |
| |                     |         |              | Судьи: Антти Боман Пер Клессон Линейные судьи: Эрьян Олен Фредрик Альтберг |
| |                     |         |              | Судьи: Антти Боман Пер Клессон Линейные судьи: Эрьян Олен Фредрик Альтберг |
| |                     |         |              | Судьи: Антти Боман Пер Клессон Линейные судьи: Эрьян Олен Фредрик Альтберг |
| 8 мин | Штраф               | 26 мин  |              | Судьи: Антти Боман Пер Клессон Линейные судьи: Эрьян Олен Фредрик Альтберг |
| |                     |         |              |                                                                            |
| | 48                  | Броски  | 9            |                                                                            |

| 24 августа 2014 16:00 | ТПС | 2:1 (0:1, 0:0, 2:0) | Пардубице | «HK Арена», Турку Зрителей: 3389 |

| Отчёт                                                                                  | Отчёт         | Отчёт                                    | Отчёт          | Отчёт                                                                           |
| -------------------------------------------------------------------------------------- | ------------- | ---------------------------------------- | -------------- | ------------------------------------------------------------------------------- |
|                                                                                        |               |                                          |                |                                                                                 |
|                                                                                        | Теему Лассила | Вратари                                  | Роберт Кристан | Судьи: Патрик Шёберг Юкка Хаккарайнен Линейные судьи: Иикка Киилунен Хенри Нева |
|                                                                                        | Голы:         |                                          |                | Судьи: Патрик Шёберг Юкка Хаккарайнен Линейные судьи: Иикка Киилунен Хенри Нева |
| Р.Ласк (Т. Коскиранта, П. Нуммелин) — 43:45 Р. Смоленак (С. Сейго, С. Гюсберс) — 57:53 | 0:1 :1 2:1    | 11:39 — Я. Семорад (Я. Коларж, К. Корим) |                | Судьи: Патрик Шёберг Юкка Хаккарайнен Линейные судьи: Иикка Киилунен Хенри Нева |
|                                                                                        |               |                                          |                | Судьи: Патрик Шёберг Юкка Хаккарайнен Линейные судьи: Иикка Киилунен Хенри Нева |
|                                                                                        |               |                                          |                | Судьи: Патрик Шёберг Юкка Хаккарайнен Линейные судьи: Иикка Киилунен Хенри Нева |
|                                                                                        |               |                                          |                | Судьи: Патрик Шёберг Юкка Хаккарайнен Линейные судьи: Иикка Киилунен Хенри Нева |
| 10 мин                                                                                 | Штраф         | 20 мин                                   |                | Судьи: Патрик Шёберг Юкка Хаккарайнен Линейные судьи: Иикка Киилунен Хенри Нева |
|                                                                                        |               |                                          |                |                                                                                 |
|                                                                                        | 37            | Броски                                   | 22             |                                                                                 |

| 5 сентября 2014 17:30 | Пардубице | 3:6 (1:4, 2:0, 0:2) | Линчёпинг | «ЧЕЗ Арена», Пардубице Зрителей: 1526 |

| Отчёт                                                                               | Отчёт                               | Отчёт | Отчёт        | Отчёт                                                                              |
| ----------------------------------------------------------------------------------- | ----------------------------------- | --- | ------------ | ---------------------------------------------------------------------------------- |
|                                                                                     |                                     | |              |                                                                                    |
|                                                                                     | Томас Халаж Роберт Кристан          | Вратари | Давид Раутио | Судьи: Дидье Масси Владимир Шиндлер Линейные судьи: Мирослав Лготский Иржи Свобода |
|                                                                                     | Голы:                               | |              | Судьи: Дидье Масси Владимир Шиндлер Линейные судьи: Мирослав Лготский Иржи Свобода |
| Т.Марчинко (П.Сикора) — 02:21 Л.Радил (В.Бенак) — 24:44 Т. Зогорна (А.Пиша) — 27:15 | 1:0 1:1 1:2 1:3 1:4 2:4 3:4 3:5 3:6 | 09:29 — С.Карлссон (Б.Литтл) 10:42 — Б.Литтл (Я.Врана, М.Шёгрен) 11:56 — Й.Альмторп (Н.Хардт, Б.Литтл) 13:43 — Д.Тафф (Я.Врана, Д.Микфликер) 46:29 — Ч.Коларик (М.Юханссон, Д.Микфликер) М.Шёгрен — 51:37 |              | Судьи: Дидье Масси Владимир Шиндлер Линейные судьи: Мирослав Лготский Иржи Свобода |
|                                                                                     |                                     | |              | Судьи: Дидье Масси Владимир Шиндлер Линейные судьи: Мирослав Лготский Иржи Свобода |
|                                                                                     |                                     | |              | Судьи: Дидье Масси Владимир Шиндлер Линейные судьи: Мирослав Лготский Иржи Свобода |
|                                                                                     |                                     | |              | Судьи: Дидье Масси Владимир Шиндлер Линейные судьи: Мирослав Лготский Иржи Свобода |
| 12 мин                                                                              | Штраф                               | 8 мин |              | Судьи: Дидье Масси Владимир Шиндлер Линейные судьи: Мирослав Лготский Иржи Свобода |
|                                                                                     |                                     | |              |                                                                                    |
|                                                                                     | 40                                  | Броски | 24           |                                                                                    |

| 5 сентября 2014 20:00 | Больцано | 4:2 (2:2, 0:0, 2:0) | ТПС | «ПалаОнда», Больцано Зрителей: 1360 |

| Отчёт | Отчёт                   | Отчёт                                                             | Отчёт         | Отчёт                                                                            |
| --- | ----------------------- | ----------------------------------------------------------------- | ------------- | -------------------------------------------------------------------------------- |
| |                         |                                                                   |               |                                                                                  |
| | Ярослав Гюбл            | Вратари                                                           | Теему Лассила | Судьи: Даниэль Пехачек Шейн Уоршоу Линейные судьи: Майкл Джонстон Давид Нотеггер |
| | Голы:                   |                                                                   |               | Судьи: Даниэль Пехачек Шейн Уоршоу Линейные судьи: Майкл Джонстон Давид Нотеггер |
| А.Бернард (Х.Обердорфер) — 12:46 А.Бернард (М.Гандер, А.Эггер) — 17:18 М.Инсам (М.Каллен, П.Занетт) — 53:45 Ж.Панце — 59:20 | 0:1 0:2 1:2 2:2 3:2 4:2 | 01:22 — М.Рантанен (Р.Смоленак, Т.Кумеляускас) 04:49 — Р.Смоленак |               | Судьи: Даниэль Пехачек Шейн Уоршоу Линейные судьи: Майкл Джонстон Давид Нотеггер |
| |                         |                                                                   |               | Судьи: Даниэль Пехачек Шейн Уоршоу Линейные судьи: Майкл Джонстон Давид Нотеггер |
| |                         |                                                                   |               | Судьи: Даниэль Пехачек Шейн Уоршоу Линейные судьи: Майкл Джонстон Давид Нотеггер |
| |                         |                                                                   |               | Судьи: Даниэль Пехачек Шейн Уоршоу Линейные судьи: Майкл Джонстон Давид Нотеггер |
| 8 мин | Штраф                   | 6 мин                                                             |               | Судьи: Даниэль Пехачек Шейн Уоршоу Линейные судьи: Майкл Джонстон Давид Нотеггер |
| |                         |                                                                   |               |                                                                                  |
| | 33                      | Броски                                                            | 30            |                                                                                  |

| 7 сентября 2014 17:30 | Пардубице | 2:3 (1:2, 1:0, 0:0) (ОТ: 0:0) (Б 0:1) | ТПС | «ЧЕЗ Арена», Пардубице Зрителей: 1620 |

| Отчёт | Отчёт                    | Отчёт | Отчёт         | Отчёт                                                                        |
| --- | ------------------------ | --- | ------------- | ---------------------------------------------------------------------------- |
| |                          | |               |                                                                              |
| | Роберт Кристан           | Вратари | Теему Лассила | Судьи: Владимир Балуска Рене Градил Линейные судьи: Томаш Пешек Давид Елинек |
| | Голы:                    | |               | Судьи: Владимир Балуска Рене Градил Линейные судьи: Томаш Пешек Давид Елинек |
| Я.Семорад (А.Пиша, П.Сикора) — 17:08 Л.Радил (Т.Марчинко) — 37:13 Л.Радил П.Сикора Т.Зогорна В.Бенак М.Шпачек | 0:1 0:2 1:2 2:2 Буллиты: | 08:05 — Н.Лусениус (И.Пиккарайнен, М.Виртала) 12:58 — Р.Ласк Р.Ласк П.Нуммелин Т.Кумеляускас М.Рантанен М.Соинту |               | Судьи: Владимир Балуска Рене Градил Линейные судьи: Томаш Пешек Давид Елинек |
| |                          | |               | Судьи: Владимир Балуска Рене Градил Линейные судьи: Томаш Пешек Давид Елинек |
| |                          | |               | Судьи: Владимир Балуска Рене Градил Линейные судьи: Томаш Пешек Давид Елинек |
| |                          | |               | Судьи: Владимир Балуска Рене Градил Линейные судьи: Томаш Пешек Давид Елинек |
| 12 мин | Штраф                    | 14 мин |               | Судьи: Владимир Балуска Рене Градил Линейные судьи: Томаш Пешек Давид Елинек |
| |                          | |               |                                                                              |
| | 31                       | Броски | 34            |                                                                              |

| 7 сентября 2014 18:30 | Больцано | 1:2 (0:0, 0:1, 1:1) | Линчёпинг | «ПалаОнда», Больцано Зрителей: 1413 |

| Отчёт           | Отчёт        | Отчёт                                                                           | Отчёт          | Отчёт                                                                         |
| --------------- | ------------ | ------------------------------------------------------------------------------- | -------------- | ----------------------------------------------------------------------------- |
|                 |              |                                                                                 |                |                                                                               |
|                 | Ярослав Гюбл | Вратари                                                                         | Маркус Хёгберг | Судьи: Мариан Рохач Игор Дремель Линейные судьи: Давид Нотеггер Дамир Ракович |
|                 | Голы:        |                                                                                 |                | Судьи: Мариан Рохач Игор Дремель Линейные судьи: Давид Нотеггер Дамир Ракович |
| Р.Хофер — 53:28 | 0:1 :1 1:2   | 24:42 — О.Сунд (Ю.Альмторп, К.Дальстрём) 58:56 — Г.Форслинг (Ч.Коларик, Д.Тафф) |                | Судьи: Мариан Рохач Игор Дремель Линейные судьи: Давид Нотеггер Дамир Ракович |
|                 |              |                                                                                 |                | Судьи: Мариан Рохач Игор Дремель Линейные судьи: Давид Нотеггер Дамир Ракович |
|                 |              |                                                                                 |                | Судьи: Мариан Рохач Игор Дремель Линейные судьи: Давид Нотеггер Дамир Ракович |
|                 |              |                                                                                 |                | Судьи: Мариан Рохач Игор Дремель Линейные судьи: Давид Нотеггер Дамир Ракович |
| 6 мин           | Штраф        | 16 мин                                                                          |                | Судьи: Мариан Рохач Игор Дремель Линейные судьи: Давид Нотеггер Дамир Ракович |
|                 |              |                                                                                 |                |                                                                               |
|                 | 10           | Броски                                                                          | 24             |                                                                               |

| 23 сентября 2014 17:30 | Пардубице | 1:3 (0:1, 1:1, 0:1) | Больцано | «ЧЕЗ Арена», Пардубице Зрителей: 865 |

| Отчёт                       | Отчёт          | Отчёт                                                                                               | Отчёт        | Отчёт                                                                              |
| --------------------------- | -------------- | --------------------------------------------------------------------------------------------------- | ------------ | ---------------------------------------------------------------------------------- |
|                             |                | |              |                                                                                    |
|                             | Томаш Халаж    | Вратари                                                                                             | Ярослав Гюбл | Судьи: Евгений Ромасько Рене Градил Линейные судьи: Мирослав Лготский Иржи Свобода |
|                             | Голы:          | |              | Судьи: Евгений Ромасько Рене Градил Линейные судьи: Мирослав Лготский Иржи Свобода |
| Л.Нагодил (В.Бенак) — 24:25 | 0:1 :1 1:2 1:3 | 00:32 — Д.Несбитт (М.Каллен) 35:01 — М.Инсам (Д.Несбитт, Р.Шофилд) 58:46 — М.Инсам (Д.Ли, М.Каллен) |              | Судьи: Евгений Ромасько Рене Градил Линейные судьи: Мирослав Лготский Иржи Свобода |
|                             |                | |              | Судьи: Евгений Ромасько Рене Градил Линейные судьи: Мирослав Лготский Иржи Свобода |
|                             |                | |              | Судьи: Евгений Ромасько Рене Градил Линейные судьи: Мирослав Лготский Иржи Свобода |
|                             |                | |              | Судьи: Евгений Ромасько Рене Градил Линейные судьи: Мирослав Лготский Иржи Свобода |
| 12 мин                      | Штраф          | 8 мин                                                                                               |              | Судьи: Евгений Ромасько Рене Градил Линейные судьи: Мирослав Лготский Иржи Свобода |
|                             |                | |              |                                                                                    |
|                             | 29             | Броски                                                                                              | 23           |                                                                                    |

| 24 сентября 2014 18:30 | ТПС | 3:4 (1:1, 1:1, 1:1) (ОТ: 0:0) (Б 0:1) | Линчёпинг | «HK Арена», Турку Зрителей: 3648 |

| Отчёт | Отчёт                           | Отчёт | Отчёт          | Отчёт                                                                      |
| --- | ------------------------------- | --- | -------------- | -------------------------------------------------------------------------- |
| |                                 | |                |                                                                            |
| | Кристиан Ярвинен                | Вратари | Маркус Хёгберг | Судьи: Ян Грибик Микко Каукокари Линейные судьи: Хенри Нева Ханну Сормунен |
| | Голы:                           | |                | Судьи: Ян Грибик Микко Каукокари Линейные судьи: Хенри Нева Ханну Сормунен |
| М.Рантанен (Т.Кумеляускас) — 07:09 Т.Кумеляускас (М.Виртала) — 27:21 И.Пиккарайнен (М.Виртала) — 42:03 Р.Смоленак Р.Ласк Т.Кумеляускас М.Соинту | 1:0 1:1 2:1 2:2 2:3 :3 Буллиты: | 14:25 — С.Карлссон (Г.Форслинг, Д.Микфликер) 35:55 — Д.Микфликер (Ч.Коларик, Д.Тафф) 40:17 — М.Шёгрен (Н.Хардт, Б.Литтл) М.Шёгрен Б.Литтл Д.Микфликер Ч.Коларик |                | Судьи: Ян Грибик Микко Каукокари Линейные судьи: Хенри Нева Ханну Сормунен |
| |                                 | |                | Судьи: Ян Грибик Микко Каукокари Линейные судьи: Хенри Нева Ханну Сормунен |
| |                                 | |                | Судьи: Ян Грибик Микко Каукокари Линейные судьи: Хенри Нева Ханну Сормунен |
| |                                 | |                | Судьи: Ян Грибик Микко Каукокари Линейные судьи: Хенри Нева Ханну Сормунен |
| 56 мин | Штраф                           | 24 мин |                | Судьи: Ян Грибик Микко Каукокари Линейные судьи: Хенри Нева Ханну Сормунен |
| |                                 | |                |                                                                            |
| | 38                              | Броски | 27             |                                                                            |

| 7 октября 2014 19:45 | Больцано | 4:3 (0:1, 1:2, 3:0) | Пардубице | «ПалаОнда», Больцано |

| Отчёт | Отчёт                       | Отчёт                                                                                                 | Отчёт       | Отчёт |
| --- | --------------------------- | --- | ----------- | ----- |
| |                             | |             |       |
| | Ярослав Гюбл                | Вратари                                                                                               | Томаш Халаж |       |
| | Голы:                       | |             |       |
| М.Гандер (Д.Ли, Ф.де Симоне) — 34:25 М.Инсам (Д.Ли, Ф.де Симоне) — 44:52 Ш.Циссер (М.Шишча, Ф.де Симоне) — 52:05 М.Инсам (Ф.де Симоне, П.Занетт) — 55:23 | 0:1 0:2 1:2 1:3 2:3 3:3 4:3 | 19:46 — Л.Радил (Л.Нагодил, Т.Каут) 20:53 — Я.Скотка (Б.Грегорц, Л.Радил) 35:03 — Л.Радил (Л.Нагодил) |             |       |
| |                             | |             |       |
| |                             | |             |       |
| |                             | |             |       |
| |                             | |             |       |
| |                             | |             |       |

| 7 октября 2014 20:05 | Линчёпинг | 1:2 (0:1, 1:1, 0:0) | ТПС | «Сааб Арена», Линчёпинг |

| Отчёт                                   | Отчёт          | Отчёт                                                                               | Отчёт         | Отчёт |
| --------------------------------------- | -------------- | ----------------------------------------------------------------------------------- | ------------- | ----- |
|                                         |                |                                                                                     |               |       |
|                                         | Маркус Хёгберг | Вратари                                                                             | Теему Лассила |       |
|                                         | Голы:          |                                                                                     |               |       |
| Д.Тафф (Д.Микфликер, Ч.Коларик) — 28:00 | 0:1 0:2 1:2    | 16:45 — М.Соинту (С.Сейго, Т.Кумеляускас) 20:27 — М.Лехтонен (Т.Коскиранта, Р.Ласк) |               |       |
|                                         |                |                                                                                     |               |       |
|                                         |                |                                                                                     |               |       |
|                                         |                |                                                                                     |               |       |
|                                         |                |                                                                                     |               |       |
|                                         |                |                                                                                     |               |       |

### Группа G
| Команда       | И | В | ОТВ | ОТП | П | ГЗ | ГП | РГ | О  |
| ------------- | - | - | --- | --- | - | -- | -- | -- | -- |
| Спарта Прага  | 6 | 3 | 1   | 1   | 1 | 25 | 19 | +6 | 12 |
| Векшё Лейкерс | 6 | 4 | 0   | 0   | 2 | 19 | 14 | +5 | 12 |
| КалПа         | 6 | 2 | 0   | 1   | 3 | 11 | 15 | –4 | 7  |
| Адлер Мангейм | 6 | 1 | 1   | 0   | 4 | 11 | 18 | –7 | 5  |

| 21 августа 2014 18:30 | КалПа | 4:5 (2:0, 1:2, 1:2) (ОТ 0:0) (Б: 2:3) | Спарта Прага | «Траст Кэпитал Арена», Куопио Зрителей: 2246 |

| Отчёт | Отчёт                                    | Отчёт                                                                                                   | Отчёт           | Отчёт                                                                         |
| --- | ---------------------------------------- | --- | --------------- | ----------------------------------------------------------------------------- |
| |                                          | |                 |                                                                               |
| | Эеро Кильпеляйнен                        | Вратари                                                                                                 | Растислав Станя | Судьи: Патрик Шёберг Тимо Метсяля Линейные судьи: Самули Орава Харри Перямяки |
| | Голы:                                    | |                 | Судьи: Патрик Шёберг Тимо Метсяля Линейные судьи: Самули Орава Харри Перямяки |
| Ю.Юннила (Х.Лидес, Й.Харьяма) Ю.Риикола (А.Иломяки, М.Бирнер) С.Мутанен (Ю.Риикола) М.Бирнер (Т.Кубалик, А.Иломяки) Т.Кубалик М.Бирнер Ю.Воутилайнен А.Иломяки Я.Керянен | 1:0 2:0 2:1 2:2 3:2 3:3 4:3 4:4 Буллиты: | Р.Саболич Л.Цингел (Я.Глинка, Р.Саболич) Я.Бухтеле (М.Ревай) Л.Пех М.Ревай Я.Бухтеле Р.Саболич Л.Цингел |                 | Судьи: Патрик Шёберг Тимо Метсяля Линейные судьи: Самули Орава Харри Перямяки |
| |                                          | |                 | Судьи: Патрик Шёберг Тимо Метсяля Линейные судьи: Самули Орава Харри Перямяки |
| |                                          | |                 | Судьи: Патрик Шёберг Тимо Метсяля Линейные судьи: Самули Орава Харри Перямяки |
| |                                          | |                 | Судьи: Патрик Шёберг Тимо Метсяля Линейные судьи: Самули Орава Харри Перямяки |
| 10 мин | Штраф                                    | 10 мин                                                                                                  |                 | Судьи: Патрик Шёберг Тимо Метсяля Линейные судьи: Самули Орава Харри Перямяки |
| |                                          | |                 |                                                                               |
| | 25                                       | Броски                                                                                                  | 32              |                                                                               |

| 21 августа 2014 20:05 | Векшё Лейкерс | 6:1 (1:0, 1:1, 4:0) | Адлер Мангейм | «Вида Арена», Векшё Зрителей: 2903 |

| Отчёт | Отчёт                       | Отчёт                                    | Отчёт                     | Отчёт                                                                            |
| --- | --------------------------- | ---------------------------------------- | ------------------------- | -------------------------------------------------------------------------------- |
| |                             |                                          |                           |                                                                                  |
| | Кристофер Нильсторп         | Вратари                                  | Юри Циффцер Деннис Эндрас | Судьи: Стефан Фонселиус Микаэль Хольм Линейные судьи: Джимми Дамен Тобиас Хастер |
| | Голы:                       |                                          |                           | Судьи: Стефан Фонселиус Микаэль Хольм Линейные судьи: Джимми Дамен Тобиас Хастер |
| А.Юханссон (Т.Каллио, С.Эриксон) — 05:33 Н.Джонсон (С.Эриксон, П.Лунд) — 34:43 А.Юханссон (Р.Росен, Т.Каллио) — 41:48 Т.Каллио (В.Варакас, С.Эриксон) — 44:35 Р.Росен (П.Лунд, Н.Уэлш) — 45:25 П.Лунд (С.Эрикссон) — 56:21 | 1:0 1:1 2:1 3:1 4:1 5:1 6:1 | 34:11 — Д.Тардиф (Г.Метрополит, С.Акдаг) |                           | Судьи: Стефан Фонселиус Микаэль Хольм Линейные судьи: Джимми Дамен Тобиас Хастер |
| |                             |                                          |                           | Судьи: Стефан Фонселиус Микаэль Хольм Линейные судьи: Джимми Дамен Тобиас Хастер |
| |                             |                                          |                           | Судьи: Стефан Фонселиус Микаэль Хольм Линейные судьи: Джимми Дамен Тобиас Хастер |
| |                             |                                          |                           | Судьи: Стефан Фонселиус Микаэль Хольм Линейные судьи: Джимми Дамен Тобиас Хастер |
| 8 мин | Штраф                       | 4 мин                                    |                           | Судьи: Стефан Фонселиус Микаэль Хольм Линейные судьи: Джимми Дамен Тобиас Хастер |
| |                             |                                          |                           |                                                                                  |
| | 27                          | Броски                                   | 30                        |                                                                                  |

| 24 августа 2014 16:00 | Векшё Лейкерс | 2:5 (1:1, 0:2, 1:2) | Спарта Прага | «Вида Арена», Векшё |

| Отчёт                                                                 | Отчёт                      | Отчёт | Отчёт           | Отчёт                                                                              |
| --------------------------------------------------------------------- | -------------------------- | --- | --------------- | ---------------------------------------------------------------------------------- |
|                                                                       |                            | |                 |                                                                                    |
|                                                                       | Кристофер Нильсторп        | Вратари | Растислав Станя | Судьи: Ладислав Сметана Маркус Линде Линейные судьи: Людвиг Лундгрен Тобиас Хастер |
|                                                                       | Голы:                      | |                 | Судьи: Ладислав Сметана Маркус Линде Линейные судьи: Людвиг Лундгрен Тобиас Хастер |
| М.Стромваль (Н.Уэлш) — 11:52 А.Юханссон (Т.Каллио, Р.Рахшани) — 43:38 | 0:1 :1 1:2 1:3 2:3 2:4 2:5 | 04:01 — Т.Ролинек (П.Кумстат, Л.Пех) 23:07 — П.Кумстат (Я.Пискачек, М.Баринка) 28:58 — Л.Пех (П.Кумстат) 46:06 — Л.Пех (Т.Ролинек, П.Кумстат) 59:54 — М.Баринка (Я.Пискачек, Л.Пех) |                 | Судьи: Ладислав Сметана Маркус Линде Линейные судьи: Людвиг Лундгрен Тобиас Хастер |
|                                                                       |                            | |                 | Судьи: Ладислав Сметана Маркус Линде Линейные судьи: Людвиг Лундгрен Тобиас Хастер |
|                                                                       |                            | |                 | Судьи: Ладислав Сметана Маркус Линде Линейные судьи: Людвиг Лундгрен Тобиас Хастер |
|                                                                       |                            | |                 | Судьи: Ладислав Сметана Маркус Линде Линейные судьи: Людвиг Лундгрен Тобиас Хастер |
| 14 мин                                                                | Штраф                      | 14 мин |                 | Судьи: Ладислав Сметана Маркус Линде Линейные судьи: Людвиг Лундгрен Тобиас Хастер |
|                                                                       |                            | |                 |                                                                                    |
|                                                                       | 26                         | Броски | 26              |                                                                                    |

| 24 августа 2014 16:00 | КалПа | 1:0 (1:0, 0:0, 0:0) | Адлер Мангейм | «Траст Кэпитал Арена», Куопио Зрителей: 2799 |

| Отчёт                                         | Отчёт             | Отчёт   | Отчёт         | Отчёт                                                                        |
| --------------------------------------------- | ----------------- | ------- | ------------- | ---------------------------------------------------------------------------- |
|                                               |                   |         |               |                                                                              |
|                                               | Эеро Кильпеляйнен | Вратари | Деннис Эндрас | Судьи: Мартин Франё Юсси Леппянен Линейные судьи: Яни Песонен Ханну Сормунен |
|                                               | Голы:             |         |               | Судьи: Мартин Франё Юсси Леппянен Линейные судьи: Яни Песонен Ханну Сормунен |
| Ю.Тимонен (Ю.Воутилайнен, Й.Люютинен) — 17:55 | 1:0               |         |               | Судьи: Мартин Франё Юсси Леппянен Линейные судьи: Яни Песонен Ханну Сормунен |
|                                               |                   |         |               | Судьи: Мартин Франё Юсси Леппянен Линейные судьи: Яни Песонен Ханну Сормунен |
|                                               |                   |         |               | Судьи: Мартин Франё Юсси Леппянен Линейные судьи: Яни Песонен Ханну Сормунен |
|                                               |                   |         |               | Судьи: Мартин Франё Юсси Леппянен Линейные судьи: Яни Песонен Ханну Сормунен |
| 12 мин                                        | Штраф             | 14 мин  |               | Судьи: Мартин Франё Юсси Леппянен Линейные судьи: Яни Песонен Ханну Сормунен |
|                                               |                   |         |               |                                                                              |
|                                               | 18                | Броски  | 34            |                                                                              |

| 4 сентября 2014 19:30 | Адлер Мангейм | 3:1 (1:0, 0:0, 2:1) | КалПа | «САП-Арена», Мангейм Зрителей: 5173 |

| Отчёт | Отчёт           | Отчёт                                       | Отчёт             | Отчёт                                                                            |
| --- | --------------- | ------------------------------------------- | ----------------- | -------------------------------------------------------------------------------- |
| |                 |                                             |                   |                                                                                  |
| | Юри Циффцер     | Вратари                                     | Эеро Кильпеляйнен | Судьи: Тобиас Верли Ларс Брюггеман Линейные судьи: Беньямин Хоппе Кристоф Хуртик |
| | Голы:           |                                             |                   | Судьи: Тобиас Верли Ларс Брюггеман Линейные судьи: Беньямин Хоппе Кристоф Хуртик |
| Ж.Рео (К.Хоспельт, К.Фишер) — 14:57 Г.Метрополит (М.Плахта, Д.Ройль) — 53:53 Ж.Рео (К.Хоспельт, М.Хоффлин) — 59:00 | 1:0 1:1 2:1 3:1 | 48:32 — Ю.Риикола (М.Руохомаа, Т.Хювяринен) |                   | Судьи: Тобиас Верли Ларс Брюггеман Линейные судьи: Беньямин Хоппе Кристоф Хуртик |
| |                 |                                             |                   | Судьи: Тобиас Верли Ларс Брюггеман Линейные судьи: Беньямин Хоппе Кристоф Хуртик |
| |                 |                                             |                   | Судьи: Тобиас Верли Ларс Брюггеман Линейные судьи: Беньямин Хоппе Кристоф Хуртик |
| |                 |                                             |                   | Судьи: Тобиас Верли Ларс Брюггеман Линейные судьи: Беньямин Хоппе Кристоф Хуртик |
| 42 мин | Штраф           | 38 мин                                      |                   | Судьи: Тобиас Верли Ларс Брюггеман Линейные судьи: Беньямин Хоппе Кристоф Хуртик |
| |                 |                                             |                   |                                                                                  |
| | 37              | Броски                                      | 29                |                                                                                  |

| 4 сентября 2014 20:05 | Спарта Прага | 5:4 (0:0, 3:1, 2:3) | Векшё Лейкерс | «Типспорт Арена», Прага Зрителей: 1985 |

| Отчёт | Отчёт                               | Отчёт | Отчёт                            | Отчёт                                                                        |
| --- | ----------------------------------- | --- | -------------------------------- | ---------------------------------------------------------------------------- |
| |                                     | |                                  |                                                                              |
| | Растислав Станя                     | Вратари | Стефан Стеен Кристофер Нильсторп | Судьи: Дидье Массей Ян Грибик Линейные судьи: Мирослав Лготский Иржи Свобода |
| | Голы:                               | |                                  | Судьи: Дидье Массей Ян Грибик Линейные судьи: Мирослав Лготский Иржи Свобода |
| А.Полашек (Л.Пех) — 24:13 Л.Климек (Д.Пржибыл, К.Пиларж) — 26:17 Д.Пржибыл (Л.Климек, А.Полашек) — 32:51 М.Ревай (К.Пиларж, М.Джалога) — 42:39 Д.Волек (Я.Глинка, Ю.Микуш) — 44:00 | 1:0 2:0 3:0 3:1 4:1 5:1 5:2 5:3 5:4 | 34:15 — Т.Каллио (Р.Рахшани) 44:37 — П.Лунд (С.Эриксон, Р.Розен) 47:28 — Л.Реддокс (Т.Киискинен) 55:42 — Л.Реддокс (Н.Лундгрен) |                                  | Судьи: Дидье Массей Ян Грибик Линейные судьи: Мирослав Лготский Иржи Свобода |
| |                                     | |                                  | Судьи: Дидье Массей Ян Грибик Линейные судьи: Мирослав Лготский Иржи Свобода |
| |                                     | |                                  | Судьи: Дидье Массей Ян Грибик Линейные судьи: Мирослав Лготский Иржи Свобода |
| |                                     | |                                  | Судьи: Дидье Массей Ян Грибик Линейные судьи: Мирослав Лготский Иржи Свобода |
| 18 мин | Штраф                               | 24 мин |                                  | Судьи: Дидье Массей Ян Грибик Линейные судьи: Мирослав Лготский Иржи Свобода |
| |                                     | |                                  |                                                                              |
| | 26                                  | Броски | 25                               |                                                                              |

| 6 сентября 2014 14:35 | Адлер Мангейм | 1:2 (1:0, 0:1, 0:1) | Векшё Лейкерс | «САП-Арена», Мангейм Зрителей: 5326 |

| Отчёт                                 | Отчёт         | Отчёт                                                     | Отчёт        | Отчёт                                                                    |
| ------------------------------------- | ------------- | --------------------------------------------------------- | ------------ | ------------------------------------------------------------------------ |
|                                       |               |                                                           |              |                                                                          |
|                                       | Деннис Эндрас | Вратари                                                   | Стефан Стеен | Судьи: Марк Виганд Штефан Бауэр Линейные судьи: Маркку Бузе Андреас Флад |
|                                       | Голы:         |                                                           |              | Судьи: Марк Виганд Штефан Бауэр Линейные судьи: Маркку Бузе Андреас Флад |
| Д.Тардиф (М.Плахта, С.Вагнер) — 04:29 | 1:0 1:1 1:2   | 24:41 — Т.Лааксо 46:34 — Н.Джонсон (Э.Ларссон, А.Юхансон) |              | Судьи: Марк Виганд Штефан Бауэр Линейные судьи: Маркку Бузе Андреас Флад |
|                                       |               |                                                           |              | Судьи: Марк Виганд Штефан Бауэр Линейные судьи: Маркку Бузе Андреас Флад |
|                                       |               |                                                           |              | Судьи: Марк Виганд Штефан Бауэр Линейные судьи: Маркку Бузе Андреас Флад |
|                                       |               |                                                           |              | Судьи: Марк Виганд Штефан Бауэр Линейные судьи: Маркку Бузе Андреас Флад |
| 14 мин                                | Штраф         | 10 мин                                                    |              | Судьи: Марк Виганд Штефан Бауэр Линейные судьи: Маркку Бузе Андреас Флад |
|                                       |               |                                                           |              |                                                                          |
|                                       | 26            | Броски                                                    | 40           |                                                                          |

| 6 сентября 2014 20:00 | Спарта Прага | 2:3 (1:1, 1:2, 0:0) | КалПа | «Типспорт Арена», Прага Зрителей: 2038 |

| Отчёт                                                            | Отчёт             | Отчёт | Отчёт             | Отчёт                                                                         |
| ---------------------------------------------------------------- | ----------------- | --- | ----------------- | ----------------------------------------------------------------------------- |
|                                                                  |                   | |                   |                                                                               |
|                                                                  | Филип Новотный    | Вратари | Эеро Кильпелайнен | Судьи: Владимир Балуска Мартин Франё Линейные судьи: Иржи Гебауэр Вит Ледерер |
|                                                                  | Голы:             | |                   | Судьи: Владимир Балуска Мартин Франё Линейные судьи: Иржи Гебауэр Вит Ледерер |
| Я.Глинка (М.Ревай, Т.Ролинек) — 13:49 М.Ревай (К.Пиларж) — 29:23 | 0:1 :1 1:2 :2 3:2 | 09:43 — Я.Риссанен (М.Йокела) 24:21 — А.Иломяки (Й.Люютинен, М.Бирнер) 32:27 — А. Иломяки (Ю. Воутилайнен) |                   | Судьи: Владимир Балуска Мартин Франё Линейные судьи: Иржи Гебауэр Вит Ледерер |
|                                                                  |                   | |                   | Судьи: Владимир Балуска Мартин Франё Линейные судьи: Иржи Гебауэр Вит Ледерер |
|                                                                  |                   | |                   | Судьи: Владимир Балуска Мартин Франё Линейные судьи: Иржи Гебауэр Вит Ледерер |
|                                                                  |                   | |                   | Судьи: Владимир Балуска Мартин Франё Линейные судьи: Иржи Гебауэр Вит Ледерер |
| 10 мин                                                           | Штраф             | 12 мин |                   | Судьи: Владимир Балуска Мартин Франё Линейные судьи: Иржи Гебауэр Вит Ледерер |
|                                                                  |                   | |                   |                                                                               |
|                                                                  | 34                | Броски | 22                |                                                                               |

| 23 сентября 2014 19:30 | Адлер Мангейм | 3:2 (1:0, 0:1, 1:1) (ОТ: 1:0) | Спарта Прага | «САП-Арена», Мангейм Зрителей: 5466 |

| Отчёт                                                                                                   | Отчёт               | Отчёт                                           | Отчёт           | Отчёт                                                                            |
| --- | ------------------- | ----------------------------------------------- | --------------- | -------------------------------------------------------------------------------- |
| |                     |                                                 |                 |                                                                                  |
| | Юри Циффцер         | Вратари                                         | Растислав Станя | Судьи: Стефан Фонселиус Ларс Брюггеман Линейные судьи: Андре Шрадер Ойген Бергер |
| | Голы:               |                                                 |                 | Судьи: Стефан Фонселиус Ларс Брюггеман Линейные судьи: Андре Шрадер Ойген Бергер |
| К.Хоспелт (Д.Ричмонд, К.Фишер) — 06:11 Ф.Мауэр (К. Ульман, Д.Ричмонд) — 42:04 Й.Хехт (К.Ульман) — 60:40 | 1:0 1:1 2:1 2:2 3:2 | 23:52 — Л.Пех 59:17 — Ю.Микуш (Л.Пех, К.Пиларж) |                 | Судьи: Стефан Фонселиус Ларс Брюггеман Линейные судьи: Андре Шрадер Ойген Бергер |
| |                     |                                                 |                 | Судьи: Стефан Фонселиус Ларс Брюггеман Линейные судьи: Андре Шрадер Ойген Бергер |
| |                     |                                                 |                 | Судьи: Стефан Фонселиус Ларс Брюггеман Линейные судьи: Андре Шрадер Ойген Бергер |
| |                     |                                                 |                 | Судьи: Стефан Фонселиус Ларс Брюггеман Линейные судьи: Андре Шрадер Ойген Бергер |
| 8 мин                                                                                                   | Штраф               | 35 мин                                          |                 | Судьи: Стефан Фонселиус Ларс Брюггеман Линейные судьи: Андре Шрадер Ойген Бергер |
| |                     |                                                 |                 |                                                                                  |
| | 38                  | Броски                                          | 29              |                                                                                  |

| 24 сентября 2014 20:05 | Векшё Лейкерс | 2:1 (1:0, 1:0, 0:1) | КалПа | «Вида Арена», Векшё Зрителей: 2327 |

| Отчёт                                                                              | Отчёт        | Отчёт                                       | Отчёт             | Отчёт                                                                               |
| ---------------------------------------------------------------------------------- | ------------ | ------------------------------------------- | ----------------- | ----------------------------------------------------------------------------------- |
|                                                                                    |              |                                             |                   |                                                                                     |
|                                                                                    | Стефан Стеен | Вратари                                     | Эеро Кильмеляйнен | Судьи: Шейн Уоршоу Сёрен Перссон Линейные судьи: Лудвиг Лундгрен Андреас Мальмквист |
|                                                                                    | Голы:        |                                             |                   | Судьи: Шейн Уоршоу Сёрен Перссон Линейные судьи: Лудвиг Лундгрен Андреас Мальмквист |
| Т.Киискинен (В.Варакас, Т.Лааксо) — 03:11 Н.Юнсон (В.Варакас, Т.Киискинен) — 22:02 | 1:0 2:0 2:1  | 50:37 — Т.Кубалик (Т.Хювяринен, Я.Риссанен) |                   | Судьи: Шейн Уоршоу Сёрен Перссон Линейные судьи: Лудвиг Лундгрен Андреас Мальмквист |
|                                                                                    |              |                                             |                   | Судьи: Шейн Уоршоу Сёрен Перссон Линейные судьи: Лудвиг Лундгрен Андреас Мальмквист |
|                                                                                    |              |                                             |                   | Судьи: Шейн Уоршоу Сёрен Перссон Линейные судьи: Лудвиг Лундгрен Андреас Мальмквист |
|                                                                                    |              |                                             |                   | Судьи: Шейн Уоршоу Сёрен Перссон Линейные судьи: Лудвиг Лундгрен Андреас Мальмквист |
| 8 мин                                                                              | Штраф        | 4 мин                                       |                   | Судьи: Шейн Уоршоу Сёрен Перссон Линейные судьи: Лудвиг Лундгрен Андреас Мальмквист |
|                                                                                    |              |                                             |                   |                                                                                     |
|                                                                                    | 21           | Броски                                      | 22                |                                                                                     |

| 7 октября 2014 18:30 | КалПа | 1:3 (0:3, 1:0, 0:0) | Векшё Лейкерс | «Траст Кэпитал Арена», Куопио |

| Отчёт                                     | Отчёт           | Отчёт | Отчёт        | Отчёт |
| ----------------------------------------- | --------------- | --- | ------------ | ----- |
|                                           |                 | |              |       |
|                                           | Саму Перхонен   | Вратари | Стефан Стеен |       |
|                                           | Голы:           | |              |       |
| М.Койвисто (М.Руохомаа, М.Бирнер) — 39:51 | 0:1 0:2 0:3 1:3 | 08:54 — Т.Киискинен (Н.Джонсон, Р.Розен) 10:57 — Н.Джонсон (Т.Киискинен) 17:53 — Э.Ларссон (Р.Рахшани, В.Варакас) |              |       |
|                                           |                 | |              |       |
|                                           |                 | |              |       |
|                                           |                 | |              |       |
| 2 мин                                     | Штраф           | 10 мин |              |       |
|                                           |                 | |              |       |
|                                           |                 | |              |       |

| 8 октября 2014 20:00 | Спарта Прага | 6:3 (1:1, 2:1, 3:1) | Адлер Мангейм | «Типспорт Арена», Прага Зрителей: 2448 |

| Отчёт | Отчёт                              | Отчёт | Отчёт       | Отчёт |
| --- | ---------------------------------- | --- | ----------- | ----- |
| |                                    | |             |       |
| | Филип Новотный                     | Вратари | Юри Циффцер |       |
| | Голы:                              | |             |       |
| М.Грбаш (Т.Ролинек) — 04:13 М.Форман (Я.Бухтеле) — 25:24 Л.Климек (М.Ревай) — 39:18 П.Кумстат (Л.Пех, Т.Ролинек) — 51:17 Я.Бухтеле (Д.Пржибыл, М.Ревай) — 58:21 Т.Ролинек (П.Кумстат, Я.Пишкачек) — 59:24 | 1:0 1:1 1:2 :2 3:2 4:2 4:3 5:3 6:3 | 16:55 — Г.Метрополит (Д.Тардиф, Р.Раймонд) 20:20 — Д.Тардиф (М.Плахта) 57:24 — Р.Раймонд (Г.Метрополит, М.Плахта) |             |       |
| |                                    | |             |       |
| |                                    | |             |       |
| |                                    | |             |       |
| 6 мин | Штраф                              | 10 мин |             |       |
| |                                    | |             |       |
| |                                    | |             |       |

### Группа H
| Команда        | И | В | ОТВ | ОТП | П | ГЗ | ГП | РГ | О  |
| -------------- | - | - | --- | --- | - | -- | -- | -- | -- |
| СайПа          | 6 | 4 | 1   | 0   | 1 | 18 | 11 | +7 | 14 |
| Цуг            | 6 | 3 | 0   | 1   | 2 | 14 | 14 | 0  | 10 |
| Витковице Стил | 6 | 1 | 1   | 1   | 3 | 18 | 30 | –2 | 6  |
| Ингольштадт    | 6 | 1 | 1   | 1   | 3 | 16 | 21 | –5 | 6  |

| 21 августа 2014 17:00 | Витковице Стил | 5:1 (0:0, 2:1, 3:0) | Ингольштадт | «ČEZ Арена», Острава Зрителей: 3398 |

| (недоступная ссылка) Отчёт | (недоступная ссылка) Отчёт | (недоступная ссылка) Отчёт    | (недоступная ссылка) Отчёт | (недоступная ссылка) Отчёт                                              |
| --- | -------------------------- | ----------------------------- | -------------------------- | ----------------------------------------------------------------------- |
| |                            |                               |                            |                                                                         |
| | Филип Шинделарж            | Вратари                       | Тимо Пильмайер             | Судьи: Даниэл Конц Робни Шир Линейные судьи: Томаш Брейха Либор Суханек |
| | Голы:                      |                               |                            | Судьи: Даниэл Конц Робни Шир Линейные судьи: Томаш Брейха Либор Суханек |
| П.Здрагал (П.Гузевка, И.Бургер) — 27:52 П.Гузевка (Р.Стеглик, П.Здрагал) — 28:46 Р.Стеглик (О.Седивый, И.Бургер) — 48:03 Я.Кана (Л.Коварж, П.Страпац) — 50:55 П.Здрагал (Л.Кучера, Я.Штенцел) — 54:16 | 1:0 2:0 2:1 3:1 4:1 5:1    | 33:25 — М.Шмидпетер (Б.Барта) |                            | Судьи: Даниэл Конц Робни Шир Линейные судьи: Томаш Брейха Либор Суханек |
| |                            |                               |                            | Судьи: Даниэл Конц Робни Шир Линейные судьи: Томаш Брейха Либор Суханек |
| |                            |                               |                            | Судьи: Даниэл Конц Робни Шир Линейные судьи: Томаш Брейха Либор Суханек |
| |                            |                               |                            | Судьи: Даниэл Конц Робни Шир Линейные судьи: Томаш Брейха Либор Суханек |
| 6 мин | Штраф                      | 22 мин                        |                            | Судьи: Даниэл Конц Робни Шир Линейные судьи: Томаш Брейха Либор Суханек |
| |                            |                               |                            |                                                                         |
| | 32                         | Броски                        | 25                         |                                                                         |

| 21 августа 2014 19:45 | Цуг | 1:2 (1:1, 0:1, 0:0) | СайПа | «Боссард Арена», Цуг Зрителей: 2818 |

| Отчёт                     | Отчёт         | Отчёт                                                                              | Отчёт          | Отчёт                                                                        |
| ------------------------- | ------------- | ---------------------------------------------------------------------------------- | -------------- | ---------------------------------------------------------------------------- |
|                           |               |                                                                                    |                |                                                                              |
|                           | Тобиас Штефан | Вратари                                                                            | Юсси Маркканен | Судьи: Микаэль Норд Маркус Виннерборг Линейные судьи: Петер Кунг Рожер Бурги |
|                           | Голы:         |                                                                                    |                | Судьи: Микаэль Норд Маркус Виннерборг Линейные судьи: Петер Кунг Рожер Бурги |
| 15:26 — Р.Ирл (Д.Сонделл) | 0:1 :1 1:2    | Д.Макинтайр (С.Лофквист, Д.Спина) — 11:42 С.Веналайнен (С.Бекмен, М.Флинк) — 25:21 |                | Судьи: Микаэль Норд Маркус Виннерборг Линейные судьи: Петер Кунг Рожер Бурги |
|                           |               |                                                                                    |                | Судьи: Микаэль Норд Маркус Виннерборг Линейные судьи: Петер Кунг Рожер Бурги |
|                           |               |                                                                                    |                | Судьи: Микаэль Норд Маркус Виннерборг Линейные судьи: Петер Кунг Рожер Бурги |
|                           |               |                                                                                    |                | Судьи: Микаэль Норд Маркус Виннерборг Линейные судьи: Петер Кунг Рожер Бурги |
| 8 мин                     | Штраф         | 10 мин                                                                             |                | Судьи: Микаэль Норд Маркус Виннерборг Линейные судьи: Петер Кунг Рожер Бурги |
|                           |               |                                                                                    |                |                                                                              |
|                           | 23            | Броски                                                                             | 21             |                                                                              |

| 23 августа 2014 17:00 | Витковице Стил | 2:5 (0:0, 0:2, 2:3) | Цуг | «ČEZ Арена», Острава Зрителей: 3186 |

| Отчёт                                                                | Отчёт                   | Отчёт | Отчёт         | Отчёт                                                                        |
| -------------------------------------------------------------------- | ----------------------- | --- | ------------- | ---------------------------------------------------------------------------- |
|                                                                      |                         | |               |                                                                              |
|                                                                      | Филип Шинделарж         | Вратари | Тобиас Штефан | Судьи: Владимир Балуска Рене Градил Линейные судьи: Иржи Гебауэр Вит Ледерер |
|                                                                      | Голы:                   | |               | Судьи: Владимир Балуска Рене Градил Линейные судьи: Иржи Гебауэр Вит Ледерер |
| П.Гузевка (Р.Стеглик, И.Бургер) — 43:41 П.Гузевка (И.Бургер) — 56:32 | 0:1 0:2 0:3 1:3 1:4 2:4 | 32:52 — Р.Эрл (Д.Сонделл) 37:34 — Т.Рамхольт (Р.Зури) 42:32 — Ф.Суттер (Ф.Херцог, С.Лути) 45:54 — Р.Гроссман 59:20 — Д.Холден (Р.Эрл) |               | Судьи: Владимир Балуска Рене Градил Линейные судьи: Иржи Гебауэр Вит Ледерер |
|                                                                      |                         | |               | Судьи: Владимир Балуска Рене Градил Линейные судьи: Иржи Гебауэр Вит Ледерер |
|                                                                      |                         | |               | Судьи: Владимир Балуска Рене Градил Линейные судьи: Иржи Гебауэр Вит Ледерер |
|                                                                      |                         | |               | Судьи: Владимир Балуска Рене Градил Линейные судьи: Иржи Гебауэр Вит Ледерер |
| 10 мин                                                               | Штраф                   | 14 мин |               | Судьи: Владимир Балуска Рене Градил Линейные судьи: Иржи Гебауэр Вит Ледерер |
|                                                                      |                         | |               |                                                                              |
|                                                                      | 27                      | Броски | 23            |                                                                              |

| 23 августа 2014 17:45 | Ингольштадт | 4:1 (1:0, 2:1, 1:0) | СайПа | «Сатурн-Арена», Ингольштадт Зрителей: 1566 |

| Отчёт | Отчёт               | Отчёт                                  | Отчёт          | Отчёт                                                                    |
| --- | ------------------- | -------------------------------------- | -------------- | ------------------------------------------------------------------------ |
| |                     |                                        |                |                                                                          |
| | Тимо Пильмайер      | Вратари                                | Юсси Маркканен | Судьи: Павел Годек Штефан Бауэр Линейные судьи: Маркку Бузе Андреас Флад |
| | Голы:               |                                        |                | Судьи: Павел Годек Штефан Бауэр Линейные судьи: Маркку Бузе Андреас Флад |
| А.Броклхёрст (М.Шмидпетер, П.Кёппхен) — 10:10 Д.Швец (Б.Бак, Р.Макмёрки) — 10:10 Р.Макмёрки (А.Броклхёрст, Б.Коль) — 32:21 П.Кёппхен (Д.Швец, Б.Бак) — 44:44 | 1:0 2:0 3:0 3:1 4:1 | 33:29 — Б.Сальсидо (В.Кохо, Т.Йокинен) |                | Судьи: Павел Годек Штефан Бауэр Линейные судьи: Маркку Бузе Андреас Флад |
| |                     |                                        |                | Судьи: Павел Годек Штефан Бауэр Линейные судьи: Маркку Бузе Андреас Флад |
| |                     |                                        |                | Судьи: Павел Годек Штефан Бауэр Линейные судьи: Маркку Бузе Андреас Флад |
| |                     |                                        |                | Судьи: Павел Годек Штефан Бауэр Линейные судьи: Маркку Бузе Андреас Флад |
| 34 мин | Штраф               | 34 мин                                 |                | Судьи: Павел Годек Штефан Бауэр Линейные судьи: Маркку Бузе Андреас Флад |
| |                     |                                        |                |                                                                          |
| | 29                  | Броски                                 | 51             |                                                                          |

| 4 сентября 2014 18:30 | СайПа | 4:3 (0:0, 1:2, 2:1) (ОТ: 0:0) (Б 1:0) | Витковице Стил | «Кисапуйсто», Лаппеэнранта Зрителей: 3050 |

| Отчёт | Отчёт                           | Отчёт | Отчёт         | Отчёт                                                                                |
| --- | ------------------------------- | --- | ------------- | ------------------------------------------------------------------------------------ |
| |                                 | |               |                                                                                      |
| | Юсси Маркканен                  | Вратари | Даниэл Долейш | Судьи: Микаэль Хольм Юкка Хаккарайнен Линейные судьи: Яни Песонен Даниэль Эстерхольм |
| | Голы:                           | |               | Судьи: Микаэль Хольм Юкка Хаккарайнен Линейные судьи: Яни Песонен Даниэль Эстерхольм |
| М.Ярвинен (Д.Спина, Д.Макинтайр) — 28:35 Д.Спина (Я.Тави, Д.Макинтайр) — 43:54 И.Питканен (Д.Спина, Б.Сальсидо) — 46:14 В.Кохо М.Ярвинен Й.Манкинен М.Ярвинен | 1:0 1:1 1:2 :2 3:2 3:3 Буллиты: | 33:38 — В.Свачина (О.Роман) 35:26 — Я.Кана (Э.Немец, Р.Штурц) 56:06 — Я.Кана Я.Кана П.Здрагал О.Роман И.Бургер |               | Судьи: Микаэль Хольм Юкка Хаккарайнен Линейные судьи: Яни Песонен Даниэль Эстерхольм |
| |                                 | |               | Судьи: Микаэль Хольм Юкка Хаккарайнен Линейные судьи: Яни Песонен Даниэль Эстерхольм |
| |                                 | |               | Судьи: Микаэль Хольм Юкка Хаккарайнен Линейные судьи: Яни Песонен Даниэль Эстерхольм |
| |                                 | |               | Судьи: Микаэль Хольм Юкка Хаккарайнен Линейные судьи: Яни Песонен Даниэль Эстерхольм |
| 12 мин | Штраф                           | 22 мин |               | Судьи: Микаэль Хольм Юкка Хаккарайнен Линейные судьи: Яни Песонен Даниэль Эстерхольм |
| |                                 | |               |                                                                                      |
| | 50                              | Броски | 17            |                                                                                      |

| 4 сентября 2014 19:45 | Цуг | 3:2 (2:1, 1:0, 0:1) | Ингольштадт | «Боссард Арена», Цуг Зрителей: 2607 |

| Отчёт                                                                                               | Отчёт               | Отчёт                                                  | Отчёт          | Отчёт                                                                       |
| --------------------------------------------------------------------------------------------------- | ------------------- | ------------------------------------------------------ | -------------- | --------------------------------------------------------------------------- |
| |                     |                                                        |                |                                                                             |
| | Тобиас Штефан       | Вратари                                                | Тимо Пильмайер | Судьи: Мартин Франё Штефан Айхман Линейные судьи: Николас Флури Балаж Ковач |
| | Голы:               |                                                        |                | Судьи: Мартин Франё Штефан Айхман Линейные судьи: Николас Флури Балаж Ковач |
| Б.Кристен (Д.Ламмер, П.-М.Бушар) — 11:20 Д.Холден (Л.Марчини, Д.Сонделл) — 12:01 Т.Рамхольт — 20:56 | 1:0 2:0 2:1 3:1 3:2 | 17:40 — К.Гавлик (Ж.-Ф.Буше) 46:49 — Б.Бак (П.Татичек) |                | Судьи: Мартин Франё Штефан Айхман Линейные судьи: Николас Флури Балаж Ковач |
| |                     |                                                        |                | Судьи: Мартин Франё Штефан Айхман Линейные судьи: Николас Флури Балаж Ковач |
| |                     |                                                        |                | Судьи: Мартин Франё Штефан Айхман Линейные судьи: Николас Флури Балаж Ковач |
| |                     |                                                        |                | Судьи: Мартин Франё Штефан Айхман Линейные судьи: Николас Флури Балаж Ковач |
| 6 мин                                                                                               | Штраф               | 8 мин                                                  |                | Судьи: Мартин Франё Штефан Айхман Линейные судьи: Николас Флури Балаж Ковач |
| |                     |                                                        |                |                                                                             |
| | 18                  | Броски                                                 | 37             |                                                                             |

| 6 сентября 2014 16:00 | СайПа | 5:2 (2:1, 2:1, 1:0) | Ингольштадт | «Кисапуйсто», Лаппеэнранта Зрителей: 3068 |

| Отчёт | Отчёт               | Отчёт                                                        | Отчёт          | Отчёт                                                                              |
| --- | ------------------- | ------------------------------------------------------------ | -------------- | ---------------------------------------------------------------------------------- |
| |                     |                                                              |                |                                                                                    |
| | Юсси Маркканен      | Вратари                                                      | Тимо Пильмайер | Судьи: Владимир Пешина Яри-Пекка Раюла Линейные судьи: Иикка Килунен Маси Пуолакка |
| | Голы:               |                                                              |                | Судьи: Владимир Пешина Яри-Пекка Раюла Линейные судьи: Иикка Килунен Маси Пуолакка |
| Т.Лейво (И.Питкянен) — 08:58 Д.Спина (М.Ярвинен, Б.Сальсидо) — 10:22 Д.Макинтайр — 24:14 В.Хямялайнен (К.Маалахти) — 34:31 Д.Спина (С.Лофквист, Д.Макинтайр) — 53:43 | 1:0 2:0 2:1 3:1 3:2 | 19:03 — Б.Бак (П.Татичек, Б.Коль) 25:46 — Д.Росс (М.Периард) |                | Судьи: Владимир Пешина Яри-Пекка Раюла Линейные судьи: Иикка Килунен Маси Пуолакка |
| |                     |                                                              |                | Судьи: Владимир Пешина Яри-Пекка Раюла Линейные судьи: Иикка Килунен Маси Пуолакка |
| |                     |                                                              |                | Судьи: Владимир Пешина Яри-Пекка Раюла Линейные судьи: Иикка Килунен Маси Пуолакка |
| |                     |                                                              |                | Судьи: Владимир Пешина Яри-Пекка Раюла Линейные судьи: Иикка Килунен Маси Пуолакка |
| 10 мин | Штраф               | 20 мин                                                       |                | Судьи: Владимир Пешина Яри-Пекка Раюла Линейные судьи: Иикка Килунен Маси Пуолакка |
| |                     |                                                              |                |                                                                                    |
| | 24                  | Броски                                                       | 21             |                                                                                    |

| 6 сентября 2014 19:45 | Цуг | 3:2 (2:0, 0:1, 1:1) | Витковице Стил | «Боссард Арена», Цуг Зрителей: 3256 |

| Отчёт | Отчёт               | Отчёт                                                | Отчёт           | Отчёт                                                                     |
| --- | ------------------- | ---------------------------------------------------- | --------------- | ------------------------------------------------------------------------- |
| |                     |                                                      |                 |                                                                           |
| | Тобиас Стефан       | Вратари                                              | Филип Шинделарж | Судьи: Ларс Брюггеман Тобиас Верли Линейные судьи: Рожер Бурги Петер Кунг |
| | Голы:               |                                                      |                 | Судьи: Ларс Брюггеман Тобиас Верли Линейные судьи: Рожер Бурги Петер Кунг |
| П.-М.Бушар (Д.Бюрглер, Р.Эрл) — 05:13 Д.Сонделл (Д.Холден, Л.Марчини) — 13:43 П.-М.Бушар (Д.Сонделл, Р.Гроссман) — 40:36 | 1:0 2:0 2:1 3:1 3:2 | 33:10 — Р.Гуна (В.Свачина, О.Роман) 56:03 — М.Вандас |                 | Судьи: Ларс Брюггеман Тобиас Верли Линейные судьи: Рожер Бурги Петер Кунг |
| |                     |                                                      |                 | Судьи: Ларс Брюггеман Тобиас Верли Линейные судьи: Рожер Бурги Петер Кунг |
| |                     |                                                      |                 | Судьи: Ларс Брюггеман Тобиас Верли Линейные судьи: Рожер Бурги Петер Кунг |
| |                     |                                                      |                 | Судьи: Ларс Брюггеман Тобиас Верли Линейные судьи: Рожер Бурги Петер Кунг |
| 12 мин | Штраф               | 8 мин                                                |                 | Судьи: Ларс Брюггеман Тобиас Верли Линейные судьи: Рожер Бурги Петер Кунг |
| |                     |                                                      |                 |                                                                           |
| | 24                  | Броски                                               | 32              |                                                                           |

| 23 сентября 2014 18:30 | СайПа | 3:0 (2:0, 1:0, 0:0) | Цуг | «Кисапуйсто», Лаппеэнранта Зрителей: 3044 |

| Отчёт | Отчёт          | Отчёт   | Отчёт         | Отчёт                                                                         |
| --- | -------------- | ------- | ------------- | ----------------------------------------------------------------------------- |
| |                |         |               |                                                                               |
| | Юсси Маркканен | Вратари | Тобиас Штефан | Судьи: Микаэль Норд Яри-Пекка Раюла Линейные судьи: Йоонас Саха Паси Ниеминен |
| | Голы:          |         |               | Судьи: Микаэль Норд Яри-Пекка Раюла Линейные судьи: Йоонас Саха Паси Ниеминен |
| Й.Манкинен (С.-П.Риикола, Я.Тави) — 06:14 Л.Лапалайнен (С.Веналайнен, М.Флинк) — 19:45 С.-П.Риикола (Д.Спина, Д.Макинтайр) — 30:32 | 1:0 2:0 3:0    |         |               | Судьи: Микаэль Норд Яри-Пекка Раюла Линейные судьи: Йоонас Саха Паси Ниеминен |
| |                |         |               | Судьи: Микаэль Норд Яри-Пекка Раюла Линейные судьи: Йоонас Саха Паси Ниеминен |
| |                |         |               | Судьи: Микаэль Норд Яри-Пекка Раюла Линейные судьи: Йоонас Саха Паси Ниеминен |
| |                |         |               | Судьи: Микаэль Норд Яри-Пекка Раюла Линейные судьи: Йоонас Саха Паси Ниеминен |
| 33 мин | Штраф          | 35 мин  |               | Судьи: Микаэль Норд Яри-Пекка Раюла Линейные судьи: Йоонас Саха Паси Ниеминен |
| |                |         |               |                                                                               |
| | 34             | Броски  | 12            |                                                                               |

| 23 сентября 2014 19:30 | Ингольштадт | 4:5 (0:2, 2:1, 2:1) (ОТ: 0:0) (Б 0:1) | Витковице Стил | «Сатурн-Арена», Ингольштадт Зрителей: 1146 |

| Отчёт | Отчёт                              | Отчёт | Отчёт           | Отчёт                                                                       |
| --- | ---------------------------------- | --- | --------------- | --------------------------------------------------------------------------- |
| |                                    | |                 |                                                                             |
| | Тимо Пильмайер                     | Вратари | Филип Шинделарж | Судьи: Роберт Муллнер Гордон Шукис Линейные судьи: Маркку Бюзе Андреас Флад |
| | Голы:                              | |                 | Судьи: Роберт Муллнер Гордон Шукис Линейные судьи: Маркку Бюзе Андреас Флад |
| М.Давидек (М.Периард, Б.Коль) — 20:59 П.Татичек (Б.Коль, М.Давидек) — 36:31 М.Давидек (А.Броклхёрст) — 47:34 Д.Росс — 59:59 Д.Росс Б.Бак М.Давидек Т.Грайлингер П.Хагер | 0:1 0:2 1:2 1:3 2:3 3:3 3:4 :4 5:4 | 08:03 — М.Глинка (П.Демель) 13:01 — Л.Клок (Р.Гуна) 31:20 — П.Черешняк (В.Свачина, О.Роман) 54:30 — Р.Гуна (О.Роман, В.Свачина) Р.Гуна Э.Немец В.Свачина О.Роман М.Вандас |                 | Судьи: Роберт Муллнер Гордон Шукис Линейные судьи: Маркку Бюзе Андреас Флад |
| |                                    | |                 | Судьи: Роберт Муллнер Гордон Шукис Линейные судьи: Маркку Бюзе Андреас Флад |
| |                                    | |                 | Судьи: Роберт Муллнер Гордон Шукис Линейные судьи: Маркку Бюзе Андреас Флад |
| |                                    | |                 | Судьи: Роберт Муллнер Гордон Шукис Линейные судьи: Маркку Бюзе Андреас Флад |
| 10 мин | Штраф                              | 6 мин |                 | Судьи: Роберт Муллнер Гордон Шукис Линейные судьи: Маркку Бюзе Андреас Флад |
| |                                    | |                 |                                                                             |
| | 37                                 | Броски | 31              |                                                                             |

| 7 октября 2014 17:00 | Витковице Стил | 1:3 (0:0, 1:0, 0:3) | СайПа | «ČEZ Арена», Острава |

| Отчёт                              | Отчёт         | Отчёт                                                                                             | Отчёт          | Отчёт |
| ---------------------------------- | ------------- | ------------------------------------------------------------------------------------------------- | -------------- | ----- |
|                                    |               |                                                                                                   |                |       |
|                                    | Даниэл Долейш | Вратари                                                                                           | Юсси Маркканен |       |
|                                    | Голы:         |                                                                                                   |                |       |
| Р.Гуна (И.Бургер, О.Роман) — 29:35 | 1:0 1:1 1:2   | 52:22 — Р.Ахонен (Й.Манкинен, М.Ярвинен) 54:59 — Д.Спина (Ю.Ларссон) 59:38 — Р.Ахонен (Ю.Ларссон) |                |       |
|                                    |               |                                                                                                   |                |       |
|                                    |               |                                                                                                   |                |       |
|                                    |               |                                                                                                   |                |       |
|                                    |               |                                                                                                   |                |       |
|                                    |               |                                                                                                   |                |       |

| 7 октября 2014 19:30 | Ингольштадт | 3:2 (0:0, 2:0, 0:2) (ОТ: 1:0) | Цуг | «Сатурн-Арена», Ингольштадт |

| Отчёт | Отчёт               | Отчёт                                                       | Отчёт         | Отчёт |
| --- | ------------------- | ----------------------------------------------------------- | ------------- | ----- |
| |                     |                                                             |               |       |
| | Марко Айзенхут      | Вратари                                                     | Тобиас Штефан |       |
| | Голы:               |                                                             |               |       |
| Д.Швец (П.Хагер) — 23:20 П.Татичек (П.Кёппхен, М.Айзенхут) — 25:53 П.Татичек (Р.Макмёрки, А.Броклхёрст) — 60:29 | 1:0 2:0 2:1 2:2 3:2 | 45:08 — Ф.Суттер (А.Бертаггиа, Д.Штампфли) 47:06 — Д.Холден |               |       |
| |                     |                                                             |               |       |
| |                     |                                                             |               |       |
| |                     |                                                             |               |       |
| |                     |                                                             |               |       |
| |                     |                                                             |               |       |

### Группа I
| Команда            | И | В | ОТВ | ОТП | П | ГЗ | ГП | РГ  | О  |
| ------------------ | - | - | --- | --- | - | -- | -- | --- | -- |
| Ред Булл Зальцбург | 6 | 5 | 0   | 0   | 1 | 23 | 8  | +15 | 15 |
| ЮИП                | 6 | 3 | 2   | 0   | 1 | 15 | 11 | +4  | 13 |
| ХВ71               | 6 | 2 | 0   | 1   | 3 | 15 | 17 | –2  | 7  |
| Клотен Флайерз     | 6 | 0 | 0   | 1   | 5 | 5  | 22 | –17 | 1  |

| 22 августа 2014 18:30 | ЮИП | 3:2 (2:0, 1:1, 0:1) | Ред Булл Зальцбург | «Синергия-арена», Ювяскюля Зрителей: 1971 |

| Отчёт                                                                          | Отчёт               | Отчёт                                                             | Отчёт         | Отчёт                                                                         |
| ------------------------------------------------------------------------------ | ------------------- | ----------------------------------------------------------------- | ------------- | ----------------------------------------------------------------------------- |
|                                                                                |                     |                                                                   |               |                                                                               |
|                                                                                | Туомас Таркки       | Вратари                                                           | Бернд Брюклер | Судьи: Патрик Шёберг Тимо Метсяля Линейные судьи: Самули Орава Харри Перямяки |
|                                                                                | Голы:               |                                                                   |               | Судьи: Патрик Шёберг Тимо Метсяля Линейные судьи: Самули Орава Харри Перямяки |
| М.Сальмио — 4:10 Э.Перрин (Я.Туппурайнен, М.Мяэнпяя) — 19:12 П.Губачек — 20:18 | 1:0 2:0 3:0 3:1 3:2 | 32:22 — Т.Раффль (З.Кутлак) 48:15 — Б.Фейхи (Б.Уолтер, Д.Вельзер) |               | Судьи: Патрик Шёберг Тимо Метсяля Линейные судьи: Самули Орава Харри Перямяки |
|                                                                                |                     |                                                                   |               | Судьи: Патрик Шёберг Тимо Метсяля Линейные судьи: Самули Орава Харри Перямяки |
|                                                                                |                     |                                                                   |               | Судьи: Патрик Шёберг Тимо Метсяля Линейные судьи: Самули Орава Харри Перямяки |
|                                                                                |                     |                                                                   |               | Судьи: Патрик Шёберг Тимо Метсяля Линейные судьи: Самули Орава Харри Перямяки |
| 14 мин                                                                         | Штраф               | 8 мин                                                             |               | Судьи: Патрик Шёберг Тимо Метсяля Линейные судьи: Самули Орава Харри Перямяки |
|                                                                                |                     |                                                                   |               |                                                                               |
|                                                                                | 16                  | Броски                                                            | 20            |                                                                               |

| 22 августа 2014 20:05 | ХВ71 | 3:2 (1:0, 1:1, 1:1) | Клотен Флайерз | «Киннарпс Арена», Йёнчёпинг Зрителей: 2873 |

| Отчёт | Отчёт               | Отчёт                                                         | Отчёт         | Отчёт                                                                             |
| --- | ------------------- | ------------------------------------------------------------- | ------------- | --------------------------------------------------------------------------------- |
| |                     |                                                               |               |                                                                                   |
| | Густаф Весслау      | Вратари                                                       | Мартин Гербер | Судьи: Антти Боман Микаэль Хольм Линейные судьи: Фредрик Альтберг Людвиг Лундгрен |
| | Голы:               |                                                               |               | Судьи: Антти Боман Микаэль Хольм Линейные судьи: Фредрик Альтберг Людвиг Лундгрен |
| Э.Кристенсен (К.Риддервалл, Б.Мелин) — 12:43 Э.Кристенсен (Б.Мелин, К.Фиала) — 38:38 А.Ямтин (К.Камполи, К.Фиала) — 51:37 | 1:0 1:1 2:1 3:1 3:2 | 23:04 — В.Праплан (П.Гуггисберг, Т.Сантала) 52:51 — В.Праплан |               | Судьи: Антти Боман Микаэль Хольм Линейные судьи: Фредрик Альтберг Людвиг Лундгрен |
| |                     |                                                               |               | Судьи: Антти Боман Микаэль Хольм Линейные судьи: Фредрик Альтберг Людвиг Лундгрен |
| |                     |                                                               |               | Судьи: Антти Боман Микаэль Хольм Линейные судьи: Фредрик Альтберг Людвиг Лундгрен |
| |                     |                                                               |               | Судьи: Антти Боман Микаэль Хольм Линейные судьи: Фредрик Альтберг Людвиг Лундгрен |
| 31 мин | Штраф               | 37 мин                                                        |               | Судьи: Антти Боман Микаэль Хольм Линейные судьи: Фредрик Альтберг Людвиг Лундгрен |
| |                     |                                                               |               |                                                                                   |
| | 27                  | Броски                                                        | 24            |                                                                                   |

| 24 августа 2014 14:35 | ХВ71 | 3:5 (1:1, 0:1, 2:3) | Ред Булл Зальцбург | «Киннарпс Арена», Йёнчёпинг Зрителей: 3243 |

| Отчёт | Отчёт                         | Отчёт | Отчёт        | Отчёт                                                                             |
| --- | ----------------------------- | --- | ------------ | --------------------------------------------------------------------------------- |
| |                               | |              |                                                                                   |
| | Эрик Эрсберг                  | Вратари | Лука Грачнар | Судьи: Стефан Фонселиус Микаэль Хольм Линейные судьи: Эмиль Венстрём Джимми Дамен |
| | Голы:                         | |              | Судьи: Стефан Фонселиус Микаэль Хольм Линейные судьи: Эмиль Венстрём Джимми Дамен |
| К.Тёрнгрен (Э.Андерссон, С.Страндберг) — 14:25 Б.Мелин (Э.Кристенсен, К.Риддервалл) — 40:30 Э.Кристенсен (К.Риддервалл, М.Карлссон) — 46:46 | 0:1 :1 1:2 :2 3:2 3:3 3:4 3:5 | 05:03 — А.Сиян (М.Траттниг, Д.Вельзер) 21:39 — Б.Фейхи (Д.Хьюз, Б.Стерлинг) 52:24 — Б.Уолтер (Д.Хьюз) 55:40 — Б.Уолтер (М.Латуса, З.Кутлак) 58:43 — Д.Меклер (Р.Дункан) |              | Судьи: Стефан Фонселиус Микаэль Хольм Линейные судьи: Эмиль Венстрём Джимми Дамен |
| |                               | |              | Судьи: Стефан Фонселиус Микаэль Хольм Линейные судьи: Эмиль Венстрём Джимми Дамен |
| |                               | |              | Судьи: Стефан Фонселиус Микаэль Хольм Линейные судьи: Эмиль Венстрём Джимми Дамен |
| |                               | |              | Судьи: Стефан Фонселиус Микаэль Хольм Линейные судьи: Эмиль Венстрём Джимми Дамен |
| 12 мин | Штраф                         | 40 мин |              | Судьи: Стефан Фонселиус Микаэль Хольм Линейные судьи: Эмиль Венстрём Джимми Дамен |
| |                               | |              |                                                                                   |
| | 29                            | Броски | 43           |                                                                                   |

| 24 августа 2014 16:00 | ЮИП | 2:0 (1:0, 1:0, 0:0) | Клотен Флайерз | «Синергия-арена», Ювяскюля Зрителей: 1838 |

| Отчёт                                                                                    | Отчёт         | Отчёт   | Отчёт         | Отчёт                                                                            |
| ---------------------------------------------------------------------------------------- | ------------- | ------- | ------------- | -------------------------------------------------------------------------------- |
|                                                                                          |               |         |               |                                                                                  |
|                                                                                          | Туомас Таркки | Вратари | Мартин Гербер | Судьи: Томас Андерссон Яри-Пекка Паюла Линейные судьи: Йоонас Саха Паси Ниеминен |
|                                                                                          | Голы:         |         |               | Судьи: Томас Андерссон Яри-Пекка Паюла Линейные судьи: Йоонас Саха Паси Ниеминен |
| М.Мяэнпяя (Я.Туппурайнен, Т.Пильман) — 02:36 Э.Перрен (М.Мяэнпяя, Я.Туппурайнен) — 35:32 | 1:0 2:0       |         |               | Судьи: Томас Андерссон Яри-Пекка Паюла Линейные судьи: Йоонас Саха Паси Ниеминен |
|                                                                                          |               |         |               | Судьи: Томас Андерссон Яри-Пекка Паюла Линейные судьи: Йоонас Саха Паси Ниеминен |
|                                                                                          |               |         |               | Судьи: Томас Андерссон Яри-Пекка Паюла Линейные судьи: Йоонас Саха Паси Ниеминен |
|                                                                                          |               |         |               | Судьи: Томас Андерссон Яри-Пекка Паюла Линейные судьи: Йоонас Саха Паси Ниеминен |
| 10 мин                                                                                   | Штраф         | 10 мин  |               | Судьи: Томас Андерссон Яри-Пекка Паюла Линейные судьи: Йоонас Саха Паси Ниеминен |
|                                                                                          |               |         |               |                                                                                  |
|                                                                                          | 22            | Броски  | 23            |                                                                                  |

| 5 сентября 2014 19:30 | Ред Булл Зальцбург | 4:0 (1:0, 1:0, 2:0) | ЮИП | «Айсарена», Зальцбург Зрителей: 2100 |

| Отчёт | Отчёт           | Отчёт   | Отчёт         | Отчёт                                                                       |
| --- | --------------- | ------- | ------------- | --------------------------------------------------------------------------- |
| |                 |         |               |                                                                             |
| | Лука Грачнар    | Вратари | Туомас Таркки | Судьи: Мариан Рохач Игор Дремель Линейные судьи: Матьяж Грибар Мартин Немет |
| | Голы:           |         |               | Судьи: Мариан Рохач Игор Дремель Линейные судьи: Матьяж Грибар Мартин Немет |
| З.Кутлак (К.Бич, А.Паллестранг) — 04:28 М.Траттниг (Т.Милам, Т.Раффль) — 29:43 Б.Стерлинг (Т.Раффль, Д.Хьюз) — 51:57 Д.Меклер (Р.Дункан) — 59:02 | 1:0 2:0 3:0 4:0 |         |               | Судьи: Мариан Рохач Игор Дремель Линейные судьи: Матьяж Грибар Мартин Немет |
| |                 |         |               | Судьи: Мариан Рохач Игор Дремель Линейные судьи: Матьяж Грибар Мартин Немет |
| |                 |         |               | Судьи: Мариан Рохач Игор Дремель Линейные судьи: Матьяж Грибар Мартин Немет |
| |                 |         |               | Судьи: Мариан Рохач Игор Дремель Линейные судьи: Матьяж Грибар Мартин Немет |
| 14 мин | Штраф           | 20 мин  |               | Судьи: Мариан Рохач Игор Дремель Линейные судьи: Матьяж Грибар Мартин Немет |
| |                 |         |               |                                                                             |
| | 35              | Броски  | 35            |                                                                             |

| 5 сентября 2014 19:45 | Клотен Флайерз | 0:5 (0:2, 0:2, 0:1) | ХВ71 | «Колпинг Арена», Клотен |

| Отчёт  | Отчёт               | Отчёт | Отчёт          | Отчёт                                                                       |
| ------ | ------------------- | --- | -------------- | --------------------------------------------------------------------------- |
|        |                     | |                |                                                                             |
|        | Мартин Гербер       | Вратари | Густаф Весслау | Судьи: Мартин Франё Андреас Кох Линейные судьи: Роман Кадерли Андреас Колер |
|        | Голы:               | |                | Судьи: Мартин Франё Андреас Кох Линейные судьи: Роман Кадерли Андреас Колер |
|        | 0:1 0:2 0:3 0:4 0:5 | 00:24 — М.Нильсон (А.Ямтин, П.Карлссон) 11:47 — П.Карлссон (М.Теденбю, К.Камполи) 36:57 — М.Нильсон (М.Карлссон, Ф.Сандберг) 38:31 — Т.Бритен (К.Риддервалл, Э.Кристенсен) 56:09 — М.Нильсон (А.Ямтин, П.Карлссон) |                | Судьи: Мартин Франё Андреас Кох Линейные судьи: Роман Кадерли Андреас Колер |
|        |                     | |                | Судьи: Мартин Франё Андреас Кох Линейные судьи: Роман Кадерли Андреас Колер |
|        |                     | |                | Судьи: Мартин Франё Андреас Кох Линейные судьи: Роман Кадерли Андреас Колер |
|        |                     | |                | Судьи: Мартин Франё Андреас Кох Линейные судьи: Роман Кадерли Андреас Колер |
| 37 мин | Штраф               | 16 мин |                | Судьи: Мартин Франё Андреас Кох Линейные судьи: Роман Кадерли Андреас Колер |
|        |                     | |                |                                                                             |
|        | 0                   | Броски | 24             |                                                                             |

| 7 сентября 2014 15:45 | Клотен Флайерз | 2:3 (2:0, 0:1, 0:1) (ОТ: 0:1) | ЮИП | «Колпинг Арена», Клотен Зрителей: 951 |

| Отчёт                                                            | Отчёт               | Отчёт                                                                                                   | Отчёт         | Отчёт                                                                   |
| ---------------------------------------------------------------- | ------------------- | --- | ------------- | ----------------------------------------------------------------------- |
|                                                                  |                     | |               |                                                                         |
|                                                                  | Мартин Гербер       | Вратари                                                                                                 | Туомас Таркки | Судьи: Ян Грибик Тобиас Верли Линейные судьи: Николас Флури Балаж Ковач |
|                                                                  | Голы:               | |               | Судьи: Ян Грибик Тобиас Верли Линейные судьи: Николас Флури Балаж Ковач |
| М.Дюпон (Р.Бак, П.Гуггисберг) — 07:52 В.Праплан (Р.Лемм) — 12:20 | 1:0 2:0 2:1 2:2 2:3 | 25:07 — А.Яатинен (Э.Перрен, М.Луома) 46:51 — М.Луома (А.Салонен, Д.Бойс) 61:27 — А.Салонен (П.Губачек) |               | Судьи: Ян Грибик Тобиас Верли Линейные судьи: Николас Флури Балаж Ковач |
|                                                                  |                     | |               | Судьи: Ян Грибик Тобиас Верли Линейные судьи: Николас Флури Балаж Ковач |
|                                                                  |                     | |               | Судьи: Ян Грибик Тобиас Верли Линейные судьи: Николас Флури Балаж Ковач |
|                                                                  |                     | |               | Судьи: Ян Грибик Тобиас Верли Линейные судьи: Николас Флури Балаж Ковач |
| 14 мин                                                           | Штраф               | 10 мин                                                                                                  |               | Судьи: Ян Грибик Тобиас Верли Линейные судьи: Николас Флури Балаж Ковач |
|                                                                  |                     | |               |                                                                         |
|                                                                  | 26                  | Броски                                                                                                  | 53            |                                                                         |

| 7 сентября 2014 17:45 | Ред Булл Зальцбург | 3:1 (1:0, 0:1, 2:0) | ХВ71 | «Айсарена», Зальцбург Зрителей: 1911 |

| Отчёт | Отчёт           | Отчёт                                  | Отчёт          | Отчёт                                                                                  |
| --- | --------------- | -------------------------------------- | -------------- | -------------------------------------------------------------------------------------- |
| |                 |                                        |                |                                                                                        |
| | Лука Грачнар    | Вратари                                | Густаф Весслау | Судьи: Даниэль Пехачек Мануэль Николич Линейные судьи: Майкл Джонстон Мартин Змеибидло |
| | Голы:           |                                        |                | Судьи: Даниэль Пехачек Мануэль Николич Линейные судьи: Майкл Джонстон Мартин Змеибидло |
| Т.Раффль (М.Латуса, К.Комарек) — 04:41 Б.Фейхи (Д.Хьюз, Б.Стерлинг) — 47:55 Б.Стерлинг (Д.Хьюз, М.Траттниг) — 51:37 | 1:0 1:1 2:1 3:1 | 29:08 — Т.Бритен (М.Карлссон, Б.Мелин) |                | Судьи: Даниэль Пехачек Мануэль Николич Линейные судьи: Майкл Джонстон Мартин Змеибидло |
| |                 |                                        |                | Судьи: Даниэль Пехачек Мануэль Николич Линейные судьи: Майкл Джонстон Мартин Змеибидло |
| |                 |                                        |                | Судьи: Даниэль Пехачек Мануэль Николич Линейные судьи: Майкл Джонстон Мартин Змеибидло |
| |                 |                                        |                | Судьи: Даниэль Пехачек Мануэль Николич Линейные судьи: Майкл Джонстон Мартин Змеибидло |
| 26 мин | Штраф           | 30 мин                                 |                | Судьи: Даниэль Пехачек Мануэль Николич Линейные судьи: Майкл Джонстон Мартин Змеибидло |
| |                 |                                        |                |                                                                                        |
| | 25              | Броски                                 | 27             |                                                                                        |

| 23 сентября 2014 18:30 | ЮИП | 4:3 (2:0, 0:2, 1:1) (ОТ: 0:0) (Б 1:0) | ХВ71 | «Синергия-арена», Ювяскюля Зрителей: 1910 |

| Отчёт | Отчёт                            | Отчёт | Отчёт          | Отчёт                                                                            |
| --- | -------------------------------- | --- | -------------- | -------------------------------------------------------------------------------- |
| |                                  | |                |                                                                                  |
| | Туомас Таркки                    | Вратари | Густаф Весслау | Судьи: Ян Грибик Алекси Рантала Линейные судьи: Маси Пуолакка Даниэль Эстерхольм |
| | Голы:                            | |                | Судьи: Ян Грибик Алекси Рантала Линейные судьи: Маси Пуолакка Даниэль Эстерхольм |
| А.Лофман (М.Ханникайнен, Я.Туппурайнен) — 01:08 Я.Туппурайнен (М.Ханникайнен, А.Салонен) — 08:32 В.Кемилайнен (Я.Туппурайнен, Э.Перрен) — 52:05 Э.Перрен М.Ненонен | 1:0 2:0 2:1 2:2 3:2 3:3 Буллиты: | 29:02 — М.Карлссон (М.Теденбю) 35:40 — Т.Бритен (Э.Кристенсен, М.Карлссон) 53:55 — Т.Бритен (Ф.Сандберг, М.Теденбю) Э.Кристенсен Т.Бритен Ф.Сандберг А.Ямтин |                | Судьи: Ян Грибик Алекси Рантала Линейные судьи: Маси Пуолакка Даниэль Эстерхольм |
| |                                  | |                | Судьи: Ян Грибик Алекси Рантала Линейные судьи: Маси Пуолакка Даниэль Эстерхольм |
| |                                  | |                | Судьи: Ян Грибик Алекси Рантала Линейные судьи: Маси Пуолакка Даниэль Эстерхольм |
| |                                  | |                | Судьи: Ян Грибик Алекси Рантала Линейные судьи: Маси Пуолакка Даниэль Эстерхольм |
| 12 мин | Штраф                            | 10 мин |                | Судьи: Ян Грибик Алекси Рантала Линейные судьи: Маси Пуолакка Даниэль Эстерхольм |
| |                                  | |                |                                                                                  |
| | 26                               | Броски | 33             |                                                                                  |

| 23 сентября 2014 19:45 | Клотен Флайерз | 0:2 (0:0, 0:0, 0:2) | Ред Булл Зальцбург | «Колпинг Арена», Клотен Зрителей: 1117 |

| Отчёт  | Отчёт        | Отчёт                                                                              | Отчёт        | Отчёт                                                                    |
| ------ | ------------ | ---------------------------------------------------------------------------------- | ------------ | ------------------------------------------------------------------------ |
|        |              |                                                                                    |              |                                                                          |
|        | Йонас Мюллер | Вратари                                                                            | Лука Грачнар | Судьи: Юрий Оскирко Данни Курман Линейные судьи: Рожер Бурги Балаж Ковач |
|        | Голы:        |                                                                                    |              | Судьи: Юрий Оскирко Данни Курман Линейные судьи: Рожер Бурги Балаж Ковач |
|        | 0:1 0:2      | 47:22 — Б.Стерлинг (М.Траттниг, Д.Хайнрих) 59:30 — Д.Меклер (М.Траттниг, Б.Уолтер) |              | Судьи: Юрий Оскирко Данни Курман Линейные судьи: Рожер Бурги Балаж Ковач |
|        |              |                                                                                    |              | Судьи: Юрий Оскирко Данни Курман Линейные судьи: Рожер Бурги Балаж Ковач |
|        |              |                                                                                    |              | Судьи: Юрий Оскирко Данни Курман Линейные судьи: Рожер Бурги Балаж Ковач |
|        |              |                                                                                    |              | Судьи: Юрий Оскирко Данни Курман Линейные судьи: Рожер Бурги Балаж Ковач |
| 10 мин | Штраф        | 12 мин                                                                             |              | Судьи: Юрий Оскирко Данни Курман Линейные судьи: Рожер Бурги Балаж Ковач |
|        |              |                                                                                    |              |                                                                          |
|        | 31           | Броски                                                                             | 34           |                                                                          |

| 7 октября 2014 19:30 | Ред Булл Зальцбург | 7:1 (3:1, 2:0, 2:0) | Клотен Флайерз | «Айсарена», Зальцбург |

| Отчёт | Отчёт                   | Отчёт                                       | Отчёт                      | Отчёт |
| --- | ----------------------- | ------------------------------------------- | -------------------------- | ----- |
| |                         |                                             |                            |       |
| | Лука Грачнар            | Вратари                                     | Йонас Мюллер Мартин Гербер |       |
| | Голы:                   |                                             |                            |       |
| К.Бич (М.Траттниг) — 02:55 Т.Раффль (М.Латуса, З.Кутлак) — 04:18 А.Паллестранг (Б.Стерлинг, Б.Уолтер) — 16:35 Т.Раффль (М.Латуса, Р.Дункан) — 23:13 Б.Стерлинг (Д.Вельзер) — 24:42 Б.Уолтер (Д.Хьюз, М.Траттниг) — 56:40 М.Траттниг (М.Латуса) — 57:52 | 1:0 2:0 2:1 3:1 4:1 5:1 | 14:53 — К.Казутт (П.Гуггисберг, Э.Харлахер) |                            |       |
| |                         |                                             |                            |       |
| |                         |                                             |                            |       |
| |                         |                                             |                            |       |
| |                         |                                             |                            |       |
| |                         |                                             |                            |       |

| 7 октября 2014 20:05 | ХВ71 | 0:3 (0:0, 0:3, 0:0) | ЮИП | «Киннарпс Арена», Йёнчёпинг |

| Отчёт | Отчёт       | Отчёт | Отчёт                                                                                              | Отчёт |
| ----- | ----------- | ----- | -------------------------------------------------------------------------------------------------- | ----- |
|       |             |       | |       |
|       |             |       | 28:32 — Э.Перрен (М.Луома, В.Кемилайнен) 34:34 — Т.Пильман (П.Губачек) 38:35 — Ю.Иконен (А.Лофман) |       |
|       | Голы:       |       | |       |
|       | 0:1 0:2 0:3 |       | |       |
|       |             |       | |       |
|       |             |       | |       |
|       |             |       | |       |
|       |             |       | |       |
|       |             |       | |       |

### Группа J
| Команда          | И | В | ОТВ | ОТП | П | ГЗ | ГП | РГ  | О  |
| ---------------- | - | - | --- | --- | - | -- | -- | --- | -- |
| Шеллефтео        | 6 | 5 | 0   | 0   | 1 | 20 | 8  | +12 | 15 |
| ХИФК             | 6 | 4 | 1   | 0   | 1 | 31 | 15 | +16 | 14 |
| Сённерйюск       | 6 | 1 | 0   | 1   | 4 | 15 | 31 | –16 | 4  |
| Крефельд Пингвин | 6 | 1 | 0   | 0   | 5 | 13 | 25 | –12 | 3  |

| 21 августа 2014 19:30 | Крефельд Пингвин | 1:2 (1:0, 0:1, 0:1) | Шеллефтео | «Кёниг Паласт», Крефельд |

| Отчёт                                    | Отчёт       | Отчёт                                                                   | Отчёт       | Отчёт                                                                              |
| ---------------------------------------- | ----------- | ----------------------------------------------------------------------- | ----------- | ---------------------------------------------------------------------------------- |
|                                          |             |                                                                         |             |                                                                                    |
|                                          | Томаш Дуба  | Вратари                                                                 | Эрик Хансес | Судьи: Петри Линдквист Даниэль Пехачек Линейные судьи: Андреас Коверт Андре Шрадер |
|                                          | Голы:       |                                                                         |             | Судьи: Петри Линдквист Даниэль Пехачек Линейные судьи: Андреас Коверт Андре Шрадер |
| Х.Васильев (И.Софрон, А.Дриндль) — 08:00 | 1:0 1:1 1:2 | 21:19 — Э.Форсселль (М.Шевц) 49:10 — Э.Андерссон (Д.Норман, М.Лундберг) |             | Судьи: Петри Линдквист Даниэль Пехачек Линейные судьи: Андреас Коверт Андре Шрадер |
|                                          |             |                                                                         |             | Судьи: Петри Линдквист Даниэль Пехачек Линейные судьи: Андреас Коверт Андре Шрадер |
|                                          |             |                                                                         |             | Судьи: Петри Линдквист Даниэль Пехачек Линейные судьи: Андреас Коверт Андре Шрадер |
|                                          |             |                                                                         |             | Судьи: Петри Линдквист Даниэль Пехачек Линейные судьи: Андреас Коверт Андре Шрадер |
| 6 мин                                    | Штраф       | 6 мин                                                                   |             | Судьи: Петри Линдквист Даниэль Пехачек Линейные судьи: Андреас Коверт Андре Шрадер |
|                                          |             |                                                                         |             |                                                                                    |
|                                          | 21          | Броски                                                                  | 45          |                                                                                    |

| 21 августа 2014 20:00 | Сённерйюск | 4:5 (3:0, 1:2, 0:2) (ОТ 0:0) (Б: 0:2) | ХИФК | «Сюд Энерги Арена», Войенс Зрителей: 1826 |

| Отчёт | Отчёт                                    | Отчёт | Отчёт       | Отчёт                                                                         |
| --- | ---------------------------------------- | --- | ----------- | ----------------------------------------------------------------------------- |
| |                                          | |             |                                                                               |
| | Джефф Фрейзи                             | Вратари | Вилле Хуссо | Судьи: Маркус Бриль Якоб Грумсен Линейные судьи: Хенрик Хаурум Томас Андерсен |
| | Голы:                                    | |             | Судьи: Маркус Бриль Якоб Грумсен Линейные судьи: Хенрик Хаурум Томас Андерсен |
| А.Овермарк (М.Лунд, К.Люккесков) — 05:13 П.Асселин (М.Бёдкер) — 07:10 П.Асселин (К.Квирк, Т.Спеллинг) — 17:16 К.Люккесков (С.Мортенсен) — 24:28 Т.Спеллинг К.Квирк П.Асселин Н.Динеен | 1:0 2:0 3:0 3:1 4:1 4:2 4:3 4:4 Буллиты: | 21:39 — Я.Иконен (Т.Нюкопп) 31:23 — Л.Таупалус (Р.Лейно) 40:18 — Р.Лейно (Т.Сёдерхольм, В.Хуссо) 59:02 — Л.Таупалус (Р.Лейно) Т.Заборский Ю.Пуустинен М.Купаринен |             | Судьи: Маркус Бриль Якоб Грумсен Линейные судьи: Хенрик Хаурум Томас Андерсен |
| |                                          | |             | Судьи: Маркус Бриль Якоб Грумсен Линейные судьи: Хенрик Хаурум Томас Андерсен |
| |                                          | |             | Судьи: Маркус Бриль Якоб Грумсен Линейные судьи: Хенрик Хаурум Томас Андерсен |
| |                                          | |             | Судьи: Маркус Бриль Якоб Грумсен Линейные судьи: Хенрик Хаурум Томас Андерсен |
| 14 мин | Штраф                                    | 14 мин |             | Судьи: Маркус Бриль Якоб Грумсен Линейные судьи: Хенрик Хаурум Томас Андерсен |
| |                                          | |             |                                                                               |
| | 31                                       | Броски | 33          |                                                                               |

| 23 августа 2014 17:05 | Сённерйюск | 1:4 (0:2, 0:1, 1:1) | Шеллефтео | «Сюд Энерги Арена», Войенс |

| Отчёт                      | Отчёт               | Отчёт | Отчёт           | Отчёт                                                                    |
| -------------------------- | ------------------- | --- | --------------- | ------------------------------------------------------------------------ |
|                            |                     | |                 |                                                                          |
|                            | Джефф Фрейзи        | Вратари | Маркус Свенссон | Судьи: Маркус Бриль Ян Бигум Линейные судьи: Йонас Реймер Томас Андерсен |
|                            | Голы:               | |                 | Судьи: Маркус Бриль Ян Бигум Линейные судьи: Йонас Реймер Томас Андерсен |
| П.Асселин (М.Лунд) — 44:20 | 0:1 0:2 0:3 1:3 1:4 | 00:27 — Э.Форсселл (М.Лехтонен, Д.Видинг) 03:30 — Э.Форсселл (М.Петтерссон, Д.Видинг) 33:38 — Э.Форсселл (Д.Видинг, О.Сундквист) 52:28 — Э.Калоф (Э.Форсселл, Д.Видинг) |                 | Судьи: Маркус Бриль Ян Бигум Линейные судьи: Йонас Реймер Томас Андерсен |
|                            |                     | |                 | Судьи: Маркус Бриль Ян Бигум Линейные судьи: Йонас Реймер Томас Андерсен |
|                            |                     | |                 | Судьи: Маркус Бриль Ян Бигум Линейные судьи: Йонас Реймер Томас Андерсен |
|                            |                     | |                 | Судьи: Маркус Бриль Ян Бигум Линейные судьи: Йонас Реймер Томас Андерсен |
| 41 мин                     | Штраф               | 12 мин |                 | Судьи: Маркус Бриль Ян Бигум Линейные судьи: Йонас Реймер Томас Андерсен |
|                            |                     | |                 |                                                                          |
|                            | 13                  | Броски | 39              |                                                                          |

| 23 августа 2014 17:45 | Крефельд Пингвин | 3:5 (1:0, 1:1, 1:4) | ХИФК | «Кёниг Паласт», Крефельд Зрителей: 3805 |

| Отчёт                                                                                         | Отчёт                           | Отчёт | Отчёт       | Отчёт                                                                              |
| --------------------------------------------------------------------------------------------- | ------------------------------- | --- | ----------- | ---------------------------------------------------------------------------------- |
|                                                                                               |                                 | |             |                                                                                    |
|                                                                                               | Томас Дуба                      | Вратари | Вилле Хуссо | Судьи: Мануэль Николич Бастиан Хаупт Линейные судьи: Беньямин Хоппе Кристоф Хуртик |
|                                                                                               | Голы:                           | |             | Судьи: Мануэль Николич Бастиан Хаупт Линейные судьи: Беньямин Хоппе Кристоф Хуртик |
| Д.Фишер (Д.Пиетта, А.Куршен) — 10:23 А.Куршен (И.Софрон, Д.Пиетта) — 21:23 Н.Сен-Пьер — 41:08 | 1:0 2:0 2:1 3:1 3:2 3:3 3:4 3:5 | 34:30 — М.Купаринен (Т.Сёдерхольм) 42:42 — Р.Лейно (С.Мёберг, Т.Рамстедт) 46:46 — М.Купаринен (Ю.Пуустинен) 46:46 — М.Партанен (Т.Сёдерхольм, А.Луттинен) 58:55 — А.Луттинен (Т.Сёдерхольм) |             | Судьи: Мануэль Николич Бастиан Хаупт Линейные судьи: Беньямин Хоппе Кристоф Хуртик |
|                                                                                               |                                 | |             | Судьи: Мануэль Николич Бастиан Хаупт Линейные судьи: Беньямин Хоппе Кристоф Хуртик |
|                                                                                               |                                 | |             | Судьи: Мануэль Николич Бастиан Хаупт Линейные судьи: Беньямин Хоппе Кристоф Хуртик |
|                                                                                               |                                 | |             | Судьи: Мануэль Николич Бастиан Хаупт Линейные судьи: Беньямин Хоппе Кристоф Хуртик |
| 24 мин                                                                                        | Штраф                           | 16 мин |             | Судьи: Мануэль Николич Бастиан Хаупт Линейные судьи: Беньямин Хоппе Кристоф Хуртик |
|                                                                                               |                                 | |             |                                                                                    |
|                                                                                               | 39                              | Броски | 33          |                                                                                    |

| 4 сентября 2014 18:30 | ХИФК | 6:1 (2:0, 2:1, 2:0) | Крефельд Пингвин | Ледовый дворец, Хельсинки |

| Отчёт | Отчёт                       | Отчёт                                     | Отчёт      | Отчёт                                                                              |
| --- | --------------------------- | ----------------------------------------- | ---------- | ---------------------------------------------------------------------------------- |
| |                             |                                           |            |                                                                                    |
| | Вилле Хуссо                 | Вратари                                   | Томас Дуба | Судьи: Владимир Пешина Яри-Пекка Паюла Линейные судьи: Иикка Килунен Паси Ниеминен |
| | Голы:                       |                                           |            | Судьи: Владимир Пешина Яри-Пекка Паюла Линейные судьи: Иикка Килунен Паси Ниеминен |
| Я.Иконен — 06:34 М.Партанен — 10:29 Т.Рамстедт (М.Партанен, М.Астен) — 26:16 М.Партанен (Т.Рамстедт, Й.Овиту) — 39:52 Д.Грильфорс (С.Мёберг, Т.Рамстедт) — 47:04 С.Блумквист (М.Теппо, А.Луттинен) — 59:10 | 1:0 2:0 2:1 3:1 4:1 5:1 6:1 | 21:44 — М.Шимайнски (А.Дриндль, И.Софрон) |            | Судьи: Владимир Пешина Яри-Пекка Паюла Линейные судьи: Иикка Килунен Паси Ниеминен |
| |                             |                                           |            | Судьи: Владимир Пешина Яри-Пекка Паюла Линейные судьи: Иикка Килунен Паси Ниеминен |
| |                             |                                           |            | Судьи: Владимир Пешина Яри-Пекка Паюла Линейные судьи: Иикка Килунен Паси Ниеминен |
| |                             |                                           |            | Судьи: Владимир Пешина Яри-Пекка Паюла Линейные судьи: Иикка Килунен Паси Ниеминен |
| 8 мин | Штраф                       | 14 мин                                    |            | Судьи: Владимир Пешина Яри-Пекка Паюла Линейные судьи: Иикка Килунен Паси Ниеминен |
| |                             |                                           |            |                                                                                    |
| | 17                          | Броски                                    | 0          |                                                                                    |

| 4 сентября 2014 20:05 | Шеллефтео | 4:1 (1:0, 1:1, 2:0) | Сённерйюск | «Шеллефтео Крафт Арена», Шеллефтео Зрителей: 3020 |

| Отчёт | Отчёт               | Отчёт                                     | Отчёт        | Отчёт                                                                     |
| --- | ------------------- | ----------------------------------------- | ------------ | ------------------------------------------------------------------------- |
| |                     |                                           |              |                                                                           |
| | Эрик Хансес         | Вратари                                   | Джефф Фрейзи | Судьи: Тимо Мятселя Микаэль Норд Линейные судьи: Ян Сандстрём Юханнес Кек |
| | Голы:               |                                           |              | Судьи: Тимо Мятселя Микаэль Норд Линейные судьи: Ян Сандстрём Юханнес Кек |
| П.Закриссон (Т.Хид, А.Петтерссон) — 13:05 Д.Норман (П.Линдхольм, М.Шевц) — 25:16 Д.Норман — 54:33 О.Зундквист — 58:46 | 1:0 1:1 2:1 3:1 4:1 | 24:07 — П.Асселин (Н.Динеен, С.Мортенсен) |              | Судьи: Тимо Мятселя Микаэль Норд Линейные судьи: Ян Сандстрём Юханнес Кек |
| |                     |                                           |              | Судьи: Тимо Мятселя Микаэль Норд Линейные судьи: Ян Сандстрём Юханнес Кек |
| |                     |                                           |              | Судьи: Тимо Мятселя Микаэль Норд Линейные судьи: Ян Сандстрём Юханнес Кек |
| |                     |                                           |              | Судьи: Тимо Мятселя Микаэль Норд Линейные судьи: Ян Сандстрём Юханнес Кек |
| 31 мин | Штраф               | 12 мин                                    |              | Судьи: Тимо Мятселя Микаэль Норд Линейные судьи: Ян Сандстрём Юханнес Кек |
| |                     |                                           |              |                                                                           |
| | 29                  | Броски                                    | 19           |                                                                           |

| 6 сентября 2014 14:35 | Шеллефтео | 4:0 (2:0, 1:0, 1:0) | Крефельд Пингвин | «Шеллефтео Крафт Арена», Шеллефтео Зрителей: 3004 |

| Отчёт | Отчёт           | Отчёт   | Отчёт      | Отчёт                                                                          |
| --- | --------------- | ------- | ---------- | ------------------------------------------------------------------------------ |
| |                 |         |            |                                                                                |
| | Маркус Свенссон | Вратари | Томас Дуба | Судьи: Алекси Рантала Тобиас Бьёрк Линейные судьи: Андерс Альстрём Юханнес Кек |
| | Голы:           |         |            | Судьи: Алекси Рантала Тобиас Бьёрк Линейные судьи: Андерс Альстрём Юханнес Кек |
| П.Петтерстрём (А.Хольмстрём, Н.Бурстрём) — 07:04 Э.Форсселл (М.Лундберг, Н.Бурстрём) — 07:59 Д.Норман (С.Ахо, П.Линдхольм) — 23:46 О.Сундквист (П.Линдхольм, М.Лундберг) — 54:42 | 1:0 2:0 3:0 4:0 |         |            | Судьи: Алекси Рантала Тобиас Бьёрк Линейные судьи: Андерс Альстрём Юханнес Кек |
| |                 |         |            | Судьи: Алекси Рантала Тобиас Бьёрк Линейные судьи: Андерс Альстрём Юханнес Кек |
| |                 |         |            | Судьи: Алекси Рантала Тобиас Бьёрк Линейные судьи: Андерс Альстрём Юханнес Кек |
| |                 |         |            | Судьи: Алекси Рантала Тобиас Бьёрк Линейные судьи: Андерс Альстрём Юханнес Кек |
| 16 мин | Штраф           | 84 мин  |            | Судьи: Алекси Рантала Тобиас Бьёрк Линейные судьи: Андерс Альстрём Юханнес Кек |
| |                 |         |            |                                                                                |
| | 47              | Броски  | 11         |                                                                                |

| 6 сентября 2014 16:00 | ХИФК | 10:1 (4:0, 4:1, 2:0) | Сённерйюск | Ледовый дворец, Хельсинки Зрителей: 3105 |

| Отчёт | Отчёт                      | Отчёт                          | Отчёт        | Отчёт                                                                              |
| --- | -------------------------- | ------------------------------ | ------------ | ---------------------------------------------------------------------------------- |
| |                            |                                |              |                                                                                    |
| | Кевин Лянкинен Вилле Хуссо | Вратари                        | Джефф Фрейзи | Судьи: Павел Годек Стефан Форселиус Линейные судьи: Харри Перямяки Сакари Суоминен |
| |                            |                                |              | Судьи: Павел Годек Стефан Форселиус Линейные судьи: Харри Перямяки Сакари Суоминен |
| М.Партанен (Й.Аувиту, Т.Рамстедт) — 00:33 Й.Раск — 06:02 Т.Рамстедт (Т.Заборский, О.Хонкахеймо) — 11:39 Т.Заборский (С.Мёберг, Й.Раск) — 14:31 М.Купаринен (Л.Тайпалус, Т.Сёдерхольм) — 24:08 Р.Лейно (О.Хонкахеймо, С.Блумквист) — 25:34 Т.Заборский (М.Купаринен, Й.Аувиту) — 26:47 Т.Нюкопп — 35:40 М.Партанен (Т.Рамстедт, Ю.Пуустинен) — 49:58 А.Луттинен (М.Астен, Т.Нюкопп) — 58:56 |                            | 38:20 — Н.Динеен (К.Люккесков) |              | Судьи: Павел Годек Стефан Форселиус Линейные судьи: Харри Перямяки Сакари Суоминен |
| |                            |                                |              | Судьи: Павел Годек Стефан Форселиус Линейные судьи: Харри Перямяки Сакари Суоминен |
| |                            |                                |              | Судьи: Павел Годек Стефан Форселиус Линейные судьи: Харри Перямяки Сакари Суоминен |
| |                            |                                |              | Судьи: Павел Годек Стефан Форселиус Линейные судьи: Харри Перямяки Сакари Суоминен |
| 10 мин | Штраф                      | 28 мин                         |              | Судьи: Павел Годек Стефан Форселиус Линейные судьи: Харри Перямяки Сакари Суоминен |
| |                            |                                |              |                                                                                    |
| | 37                         | Броски                         | 20           |                                                                                    |

| 24 сентября 2014 19:30 | Крефельд Пингвин | 3:4 (2:1, 0:0, 1:3) | Сённерйюск | «Кёниг Паласт», Крефельд Зрителей: 2024 |

| Отчёт | Отчёт                       | Отчёт | Отчёт        | Отчёт                                                                             |
| --- | --------------------------- | --- | ------------ | --------------------------------------------------------------------------------- |
| |                             | |              |                                                                                   |
| | Патрик Кляйн                | Вратари | Джефф Фрейзи | Судьи: Стефан Форселиус Бастиан Хаупт Линейные судьи: Андре Шрадер Беньямин Хоппе |
| | Голы:                       | |              | Судьи: Стефан Форселиус Бастиан Хаупт Линейные судьи: Андре Шрадер Беньямин Хоппе |
| А.Куршен (Н.Хаунер, Н.Сен-Пьер) — 05:16 А.Куршен (К.Лонг, Д.Фишер) — 09:36 Н.Хаунер (К.Лонг, А.Куршен) — 45:00 | 1:0 2:0 2:1 3:1 3:2 3:3 3:4 | 10:16 — Т.Спеллинг (К.Люккесков, К.Квирк) 45:33 — М.Лунд (М.Эскесен, С.Франк) 53:10 — Т.Готто (Н.Дайнин, К.Квирк) 54:54 — К.Люккесков (К.Квирк, Т.Спеллинг) |              | Судьи: Стефан Форселиус Бастиан Хаупт Линейные судьи: Андре Шрадер Беньямин Хоппе |
| |                             | |              | Судьи: Стефан Форселиус Бастиан Хаупт Линейные судьи: Андре Шрадер Беньямин Хоппе |
| |                             | |              | Судьи: Стефан Форселиус Бастиан Хаупт Линейные судьи: Андре Шрадер Беньямин Хоппе |
| |                             | |              | Судьи: Стефан Форселиус Бастиан Хаупт Линейные судьи: Андре Шрадер Беньямин Хоппе |
| 6 мин | Штраф                       | 10 мин |              | Судьи: Стефан Форселиус Бастиан Хаупт Линейные судьи: Андре Шрадер Беньямин Хоппе |
| |                             | |              |                                                                                   |
| | 27                          | Броски | 31           |                                                                                   |

| 24 сентября 2014 20:05 | Шеллефтео | 3:0 (0:0, 2:0, 1:0) | ХИФК | «Шеллефтео Крафт Арена», Шеллефтео Зрителей: 2812 |

| Отчёт | Отчёт       | Отчёт   | Отчёт       | Отчёт                                                                         |
| --- | ----------- | ------- | ----------- | ----------------------------------------------------------------------------- |
| |             |         |             |                                                                               |
| | Эрик Хансес | Вратари | Вилле Хуссо | Судьи: Тобиас Верли Микаэль Хольм Линейные судьи: Андерс Альстрём Юханнес Кек |
| | Голы:       |         |             | Судьи: Тобиас Верли Микаэль Хольм Линейные судьи: Андерс Альстрём Юханнес Кек |
| Д.Видинг (А.Хольмстрём, Э.Форсселл) — 26:24 Д.Видинг (П.Линдхольм, Д.Норман) — 38:25 А.Линдхольм (М.Лундберг) — 58:05 | 1:0 2:0 3:0 |         |             | Судьи: Тобиас Верли Микаэль Хольм Линейные судьи: Андерс Альстрём Юханнес Кек |
| |             |         |             | Судьи: Тобиас Верли Микаэль Хольм Линейные судьи: Андерс Альстрём Юханнес Кек |
| |             |         |             | Судьи: Тобиас Верли Микаэль Хольм Линейные судьи: Андерс Альстрём Юханнес Кек |
| |             |         |             | Судьи: Тобиас Верли Микаэль Хольм Линейные судьи: Андерс Альстрём Юханнес Кек |
| 2 мин | Штраф       | 8 мин   |             | Судьи: Тобиас Верли Микаэль Хольм Линейные судьи: Андерс Альстрём Юханнес Кек |
| |             |         |             |                                                                               |
| | 36          | Броски  | 17          |                                                                               |

| 7 октября 2014 18:30 | ХИФК | 5:3 (2:1, 1:0, 2:2) | Шеллефтео | Ледовый дворец, Хельсинки |

| Отчёт | Отчёт                          | Отчёт | Отчёт       | Отчёт |
| --- | ------------------------------ | --- | ----------- | ----- |
| |                                | |             |       |
| | Вилле Хуссо                    | Вратари | Эрик Хансес |       |
| | Голы:                          | |             |       |
| Corey Elkins (Joonas Rask, Tomas Zaborsky) — 03:57 Corey Elkins (Tomas Zaborsky, Yohann Auvitu) — 14:06 Jasse Ikonen (Arttu Luttinen, Miihkali Teppo) — 34:05 Mika Partanen (Robert Leino, Teemu Ramstedt) — 51:44 Corey Elkins (Teemu Ramstedt) — 59:56 | 0:1 :1 2:1 3:1 4:1 4:2 4:3 5:3 | 03:19 — Anton Ohman (Sebastian Aho, Martin Lundberg) 57:49 — Andrew Calof (Sebastian Aho, Par Lindholm) 59:29 — Mikko Lehtonen (Sebastian Aho, Daniel Widing) |             |       |
| |                                | |             |       |
| |                                | |             |       |
| |                                | |             |       |
| 6 мин | Штраф                          | 4 мин |             |       |
| |                                | |             |       |
| |                                | |             |       |

| 7 октября 2014 19:30 | Сённерйюск | 4:5 (0:2, 3:1, 1:2) | Крефельд Пингвин | «Сюд Энерги Арена», Войенс |

| Отчёт | Отчёт                              | Отчёт | Отчёт        | Отчёт |
| --- | ---------------------------------- | --- | ------------ | ----- |
| |                                    | |              |       |
| | Джон-Ли Ольсен                     | Вратари | Патрик Кляйн |       |
| | Голы:                              | |              |       |
| П.Асселин — 29:11 П.Асселин (К.Квирк) — 39:17 Т.Спеллинг (Н.Динеен) — 39:47 П.Асселин (К.Квирк, Т.Готто) — 49:51 | 0:1 0:2 1:2 1:3 2:3 3:3 3:4 :4 4:5 | 04:28 — Д.Пиетта (Н.Сен-Пьер) 12:01 — Х.Васильев (С.Хануш, Т.Супис) 37:49 — А.Куршен (М.Шимайнски, Д.Пиетта) 47:25 — И.Софрон (А.Дриндль, Х.Васильев) 57:48 — Н.Хаунер (К.Кречман, И.Софрон) |              |       |
| |                                    | |              |       |
| |                                    | |              |       |
| |                                    | |              |       |
| |                                    | |              |       |
| |                                    | |              |       |

### Группа K
| Команда           | И | В | ОТВ | ОТП | П | ГЗ | ГП | РГ  | О  |
| ----------------- | - | - | --- | --- | - | -- | -- | --- | -- |
| Лукко             | 6 | 5 | 0   | 0   | 1 | 21 | 7  | +14 | 15 |
| Лулео             | 6 | 5 | 0   | 0   | 1 | 32 | 6  | +26 | 15 |
| Гамбург Фризерс   | 6 | 1 | 0   | 0   | 5 | 8  | 21 | –13 | 3  |
| Ноттингем Пантерс | 6 | 1 | 0   | 0   | 5 | 9  | 36 | –27 | 3  |

| 22 августа 2014 19:00 | Ноттингем Пантерс | 2:4 (0:2, 2:0, 0:2) | Лукко | Национальный ледовый центр, Ноттингем |

| Отчёт                                                          | Отчёт                   | Отчёт                                                                                                  | Отчёт            | Отчёт                                                              |
| -------------------------------------------------------------- | ----------------------- | --- | ---------------- | ------------------------------------------------------------------ |
|                                                                |                         | |                  |                                                                    |
|                                                                | Крейг Ковальский        | Вратари                                                                                                | Райан Запольский | Судьи: Шейн Уоршоу Том Дарнелл Линейные судьи: Ли Янг Эндрю Долтон |
|                                                                | Голы:                   | |                  | Судьи: Шейн Уоршоу Том Дарнелл Линейные судьи: Ли Янг Эндрю Долтон |
| С. Ли (Н. Робинсон) — 22:46 С. Ли (Р. Фармер, Б. Грэм) — 05:47 | 0:1 0:2 1:2 2:2 2:3 2:4 | 04:45 — Х. Койвисто (О. Сипилайнен) 08:03 — Я. Лахти (Т. Койвисто) 45:25 — Д. Ахтола 48:38 — А. Ганьон |                  | Судьи: Шейн Уоршоу Том Дарнелл Линейные судьи: Ли Янг Эндрю Долтон |
|                                                                |                         | |                  | Судьи: Шейн Уоршоу Том Дарнелл Линейные судьи: Ли Янг Эндрю Долтон |
|                                                                |                         | |                  | Судьи: Шейн Уоршоу Том Дарнелл Линейные судьи: Ли Янг Эндрю Долтон |
|                                                                |                         | |                  | Судьи: Шейн Уоршоу Том Дарнелл Линейные судьи: Ли Янг Эндрю Долтон |
| 12 мин                                                         | Штраф                   | 8 мин                                                                                                  |                  | Судьи: Шейн Уоршоу Том Дарнелл Линейные судьи: Ли Янг Эндрю Долтон |
|                                                                |                         | |                  |                                                                    |
|                                                                |                         | |                  |                                                                    |

| 22 августа 2014 19:30 | Гамбург Фризерс | 1:4 (0:4, 1:0, 0:0) | Лулео | «O2 World», Гамбург |

| Отчёт                                       | Отчёт               | Отчёт | Отчёт           | Отчёт                                                                          |
| ------------------------------------------- | ------------------- | --- | --------------- | ------------------------------------------------------------------------------ |
|                                             |                     | |                 |                                                                                |
|                                             | Димитрий Кочнев     | Вратари | Даниэль Ларссон | Судьи: Мануэль Николич Бастиан Хаупт Линейные судьи: Маркус Хёфер Андре Шрадер |
|                                             | Голы:               | |                 | Судьи: Мануэль Николич Бастиан Хаупт Линейные судьи: Маркус Хёфер Андре Шрадер |
| А. Митчелл (М. Рой, Т. Оппенхаймер) — 38:34 | 0:1 0:2 0:3 0:4 1:4 | 01:57 — Л. Вальмарк (Д. Заар, П. Ледин) 05:10 — П. Ледин (Д. Заар, К. Эбботт) 12:13 — Й. Гранстрём (С. Диксон) 17:48 — П. Ледин (К. Эбботт, Д. Заар) |                 | Судьи: Мануэль Николич Бастиан Хаупт Линейные судьи: Маркус Хёфер Андре Шрадер |
|                                             |                     | |                 | Судьи: Мануэль Николич Бастиан Хаупт Линейные судьи: Маркус Хёфер Андре Шрадер |
|                                             |                     | |                 | Судьи: Мануэль Николич Бастиан Хаупт Линейные судьи: Маркус Хёфер Андре Шрадер |
|                                             |                     | |                 | Судьи: Мануэль Николич Бастиан Хаупт Линейные судьи: Маркус Хёфер Андре Шрадер |
| 51 мин                                      | Штраф               | 8 мин |                 | Судьи: Мануэль Николич Бастиан Хаупт Линейные судьи: Маркус Хёфер Андре Шрадер |
|                                             |                     | |                 |                                                                                |
|                                             |                     | |                 |                                                                                |

| 24 августа 2014 13:35 | Ноттингем Пантерс | 1:10 (1:2, 0:6, 0:2) | Лулео | Национальный ледовый центр, Ноттингем |

| Отчёт                                     | Отчёт                                        | Отчёт | Отчёт           | Отчёт                                                            |
| ----------------------------------------- | -------------------------------------------- | --- | --------------- | ---------------------------------------------------------------- |
|                                           |                                              | |                 |                                                                  |
|                                           | Мартинс Райтумс Крейг Ковальски              | Вратари | Даниэль Ларссон | Судьи: Шейн Уоршоу Майк Хикс Линейные судьи: Ли Янг Эндрю Долтон |
|                                           | Голы:                                        | |                 | Судьи: Шейн Уоршоу Майк Хикс Линейные судьи: Ли Янг Эндрю Долтон |
| Б. Бенедикт (Р. Лахович, К. Коэн) — 16:31 | 0:1 0:2 1:2 1:3 1:4 1:5 1:6 1:7 1:8 1:9 1:10 | 03:19 — Ян Сандстрём 05:54 — Карл Фабрисиус (Ю. Форсберг) 20:41 — К. Эбботт (Л. Петрелл, М. Фагерудд) 22:16 — К. Фабрисиус (Ю. Форсберг) 22:42 — С. Диксон (Л. Петрелл, П. Чехларик) 33:21 — С. Диксон (К. Эбботт) 37:31 — К. Фабрисиус (Н. Фогстрём) 38:35 - К. Накюва (Л. Вальмарк, П. Ледин) 56:51 — К. Эбботт (С. Диксон, У. Лундквист) 59:10 — Л. Петрелл (К. Эбботт, С. Диксон) |                 | Судьи: Шейн Уоршоу Майк Хикс Линейные судьи: Ли Янг Эндрю Долтон |
|                                           |                                              | |                 | Судьи: Шейн Уоршоу Майк Хикс Линейные судьи: Ли Янг Эндрю Долтон |
|                                           |                                              | |                 | Судьи: Шейн Уоршоу Майк Хикс Линейные судьи: Ли Янг Эндрю Долтон |
|                                           |                                              | |                 | Судьи: Шейн Уоршоу Майк Хикс Линейные судьи: Ли Янг Эндрю Долтон |
| 16 мин                                    | Штраф                                        | 10 мин |                 | Судьи: Шейн Уоршоу Майк Хикс Линейные судьи: Ли Янг Эндрю Долтон |
|                                           |                                              | |                 |                                                                  |
|                                           |                                              | |                 |                                                                  |

| 24 августа 2014 17:45 | Гамбург Фризерс | 0:3 (0:0, 0:1, 0:2) | Лукко | «O2 World», Гамбург |

| Отчёт  | Отчёт           | Отчёт | Отчёт           | Отчёт                                                                            |
| ------ | --------------- | --- | --------------- | -------------------------------------------------------------------------------- |
|        |                 | |                 |                                                                                  |
|        | Себастьен Карон | Вратари | Райан Запольски | Судьи: Сёрен Перссон Маркус Кравинкель Линейные судьи: Й.-Х. Мюллер Маркус Хёфер |
|        | Голы:           | |                 | Судьи: Сёрен Перссон Маркус Кравинкель Линейные судьи: Й.-Х. Мюллер Маркус Хёфер |
|        | 0:1 0:2 0:3     | 24:50 — М. Коуса (Д. Ахтола, О. Ваухконен) 40:39 — Т. Нурми (А. Ганьон, В. Вахалахти) 48:20 — Й. Виртанен (Д. Ахтола, Я. Нискала) |                 | Судьи: Сёрен Перссон Маркус Кравинкель Линейные судьи: Й.-Х. Мюллер Маркус Хёфер |
|        |                 | |                 | Судьи: Сёрен Перссон Маркус Кравинкель Линейные судьи: Й.-Х. Мюллер Маркус Хёфер |
|        |                 | |                 | Судьи: Сёрен Перссон Маркус Кравинкель Линейные судьи: Й.-Х. Мюллер Маркус Хёфер |
|        |                 | |                 | Судьи: Сёрен Перссон Маркус Кравинкель Линейные судьи: Й.-Х. Мюллер Маркус Хёфер |
| 14 мин | Штраф           | 10 мин |                 | Судьи: Сёрен Перссон Маркус Кравинкель Линейные судьи: Й.-Х. Мюллер Маркус Хёфер |
|        |                 | |                 |                                                                                  |
|        |                 | |                 |                                                                                  |

| 5 сентября 2014 18:30 | Лукко | 6:2 (4:0, 1:1, 1:1) | Ноттингем Пантерс | «Эййянсуо Арена», Раума |

| Отчёт | Отчёт                           | Отчёт                                                                                  | Отчёт           | Отчёт |
| --- | ------------------------------- | -------------------------------------------------------------------------------------- | --------------- | ----- |
| |                                 |                                                                                        |                 |       |
| | Райан Запольски Оскари Сетанен  | Вратари                                                                                | Крейг Ковальски |       |
| | Голы:                           |                                                                                        |                 |       |
| А. Ганьон (В. Вахалахти, Т. Нурми) — 06:54 В. Вахалахти (Т. Нурми, А. Ганьон) — 14:10 Я. Нискала (А. Ганьон, В. Вахалахти) — 17:01 Й. Пиитулайнен (Й. Ахтола, Й. Виртанен) — 19:07 Й. Ахтола (Э. Коски, Х. Тикканен) — 35:09 Х. Койвисто (Т. Койвисто, Я. Лахти) — 44:43 | 1:0 2:0 3:0 4:0 4:1 5:1 6:1 6:2 | 34:24 — Э. Моузи (Н. Робинсон, Б. Бенедикт) 57:20 — Б. Бенедикт (К. Уайлд, Г. Джасина) |                 |       |
| |                                 |                                                                                        |                 |       |
| |                                 |                                                                                        |                 |       |
| |                                 |                                                                                        |                 |       |
| 8 мин | Штраф                           | 8 мин                                                                                  |                 |       |
| |                                 |                                                                                        |                 |       |
| |                                 |                                                                                        |                 |       |

| 5 сентября 2014 20:05 | Лулео | 6:0 (1:0, 2:0, 3:0) | Гамбург Фризерс | «Кооп Норботтен Арена», Лулео |

| Отчёт | Отчёт           | Отчёт                   | Отчёт           | Отчёт |
| --- | --------------- | ----------------------- | --------------- | ----- |
| |                 |                         |                 |       |
| | Даниэль Ларссон | Вратари                 | Себастьен Карон |       |
| |                 |                         |                 |       |
| П. Ледин — 07:14 Л. Петрелл (Кэм Абботт, С. Диксон) — 21:40 Н. Фогстрём (К. Фабрисиус, Д. Маннберг) — 38:12 Л. Вальмарк — 41:33 Й. Гранстрём (Крис Абботт, Кэм Абботт) — 45:06 Д. Заар (П. Ледин, Л. Вальмарк) — 47:23 |                 | 1:0 2:0 3:0 4:0 5:0 6:0 |                 |       |
| |                 |                         |                 |       |
| |                 |                         |                 |       |
| |                 |                         |                 |       |
| 2 мин | Штраф           | 16 мин                  |                 |       |
| |                 |                         |                 |       |
| |                 |                         |                 |       |

| 7 сентября 2014 14:35 | Лулео | 9:1 (4:0, 3:0, 2:1) | Ноттингем Пантерс | «Кооп Норботтен Арена», Лулео |

| Отчёт | Отчёт            | Отчёт                          | Отчёт           | Отчёт |
| --- | ---------------- | ------------------------------ | --------------- | ----- |
| |                  |                                |                 |       |
| | Йоэль Лассинанти | Вратари                        | Крейг Ковальски |       |
| |                  |                                |                 |       |
| С. Диксон (П. Чегларжик) — 03:54 Д. Заар (К. Накюва, Л. Вальмарк) — 09:42 Л. Вальмарк (П. Ледин) — 14:39 П. Чегларжик — 15:04 П. Ледин (Д. Заар) — 22:41 К. Эбботт (А. Ельм, Д. Кукан) — 23:59 Д. Заар (Л. Вальмарк) — 25:04 К. Эбботт — 42:00 Ю. Форсберг (Н. Фогстрём, П. Савилахти-Нагандер) — 52:08 |                  | 56:49 — К. Уайлд (Н. Робинсон) |                 |       |
| |                  |                                |                 |       |
| |                  |                                |                 |       |
| |                  |                                |                 |       |
| 4 мин | Штраф            | 18 мин                         |                 |       |
| |                  |                                |                 |       |
| |                  |                                |                 |       |

| 7 сентября 2014 16:00 | Лукко | 5:0 (0:0, 3:0, 2:0) | Гамбург Фризерс | «Эййянсуо Арена», Раума |

| Отчёт | Отчёт            | Отчёт   | Отчёт          | Отчёт |
| --- | ---------------- | ------- | -------------- | ----- |
| |                  |         |                |       |
| | Райан Запольский | Вратари | Дмитрий Кочнев |       |
| |                  |         |                |       |
| Х. Койвисто (Т. Койвисто, А. Яатинен) — 29:43 Т. Нурми (А. Ганьон, В. Вахалахти) — 30:16 Х. Тикканен (Я. Лахти, Т. Койвисто) — 38:25 Т. Койвисто (Й. Виртанен) — 45:09 Т. Нурми (А. Ганьон) — 45:58 |                  |         |                |       |
| |                  |         |                |       |
| |                  |         |                |       |
| |                  |         |                |       |
| 14 мин | Штраф            | 36 мин  |                |       |
| |                  |         |                |       |
| |                  |         |                |       |

| 23 сентября 2014 19:30 | Ноттингем Пантерс | 3:1 (1:1, 1:0, 1:0) | Гамбург Фризерс | Национальный ледовый центр, Ноттингем |

| Отчёт | Отчёт           | Отчёт                                            | Отчёт              | Отчёт |
| --- | --------------- | ------------------------------------------------ | ------------------ | ----- |
| |                 |                                                  |                    |       |
| | Крейг Ковальски | Вратари                                          | Д. Кочнев С. Карон |       |
| | Голы:           |                                                  |                    |       |
| К. Уайлд (С. Ли, Б. Грэм) — 08:17 Н. Робинсон (Р. Лахович, Э. Моуси) — 32:39 Р. Лахович (Н. Робинсон, К. Лоуренс) — 44:53 | 1:0 1:1 2:1 3:1 | 12:25 — М. Петтингер (Т. Оппенхаймер, М. Сертих) |                    |       |
| |                 |                                                  |                    |       |
| |                 |                                                  |                    |       |
| |                 |                                                  |                    |       |
| 8 мин | Штраф           | 16 мин                                           |                    |       |
| |                 |                                                  |                    |       |
| |                 |                                                  |                    |       |

| 23 сентября 2014 20:05 | Лулео | 3:1 (0:0, 1:1, 2:0) | Лукко | «Кооп Норботтен Арена», Лулео |

| Отчёт | Отчёт            | Отчёт                                   | Отчёт          | Отчёт |
| --- | ---------------- | --------------------------------------- | -------------- | ----- |
| |                  |                                         |                |       |
| | Йоэль Лассинанти | Вратари                                 | Оскари Сетанен |       |
| | Голы:            |                                         |                |       |
| Л. Вальмарк (К. Эбботт, Д. Заар) — 33:53 Й. Гранстрём (К. Накюва, Д. Маннберг) — 44:56 Э. Сюльвегард (К. Эбботт) — 49:42 | 1:0 1:1 2:1 3:1  | 37:27 — Т. Нурми (Э. Коски, Я. Нискала) |                |       |
| |                  |                                         |                |       |
| |                  |                                         |                |       |
| |                  |                                         |                |       |
| 10 мин | Штраф            | 20 мин                                  |                |       |
| |                  |                                         |                |       |
| |                  |                                         |                |       |

| 7 октября 2014 18:30 | Лукко | 2:0 (0:0, 2:0, 0:0) | Лулео | «Эййянсуо Арена», Раума |

| Отчёт                                                                                | Отчёт          | Отчёт   | Отчёт           | Отчёт |
| ------------------------------------------------------------------------------------ | -------------- | ------- | --------------- | ----- |
|                                                                                      |                |         |                 |       |
|                                                                                      | Оскари Сетанен | Вратари | Даниэль Ларссон |       |
|                                                                                      | Голы:          |         |                 |       |
| Х.Тикканен (Т.Койвисто, Я.Лахти) — 24:38 Й.Пиитулайнен (Х.Койвисто, Т.Нурми) — 39:21 | 1:0 2:0        |         |                 |       |
|                                                                                      |                |         |                 |       |
|                                                                                      |                |         |                 |       |
|                                                                                      |                |         |                 |       |
| 10 мин                                                                               | Штраф          | 12 мин  |                 |       |
|                                                                                      |                |         |                 |       |
|                                                                                      |                |         |                 |       |

| 7 октября 2014 19:30 | Гамбург Фризерс | 6:0 (1:0, 5:0, 0:0) | Ноттингем Пантерс | «O2 World», Гамбург |

| Отчёт | Отчёт                   | Отчёт   | Отчёт           | Отчёт |
| --- | ----------------------- | ------- | --------------- | ----- |
| |                         |         |                 |       |
| | Дмитрий Кочнев          | Вратари | Крейг Ковальски |       |
| | Голы:                   |         |                 |       |
| М.Петтингер — 13:11 К.Кларк (Д.Влааке, Д.Уэсткотт) — 25:52 Н.Креммер (Ю.Якобсен, А.Митчелл) — 29:58 М.Мадсен (М.Рой, М.Сертих) — 33:21 Д.Влааке (Г.Пестерлинг) — 36:35 А.Митчелл (К.Шуберт, Д.Уэсткотт) — 39:18 | 1:0 2:0 3:0 4:0 5:0 6:0 |         |                 |       |
| |                         |         |                 |       |
| |                         |         |                 |       |
| |                         |         |                 |       |
| |                         |         |                 |       |
| |                         |         |                 |       |

### Рейтинг вторых команд
Кроме 11 победителей групп в плей-офф также попадают 5 лучших команд, занявших вторые места. Для их определения, команды, занявшие вторые места, распределяются по следующим критериям:
1. Количество набранных очков;
2. Разница забитых и пропущенных голов;
3. Количество забитых голов;
4. Результат в национальном чемпионате в прошлом сезоне;
5. Клубный рейтинг Хоккейной Лиги чемпионов.

| Группа | Команда             | И | В | ОТВ | ОТП | П | ГЗ | ГП | РГ  | О  |
| ------ | ------------------- | - | - | --- | --- | - | -- | -- | --- | -- |
| K      | Лулео               | 6 | 5 | 0   | 0   | 1 | 32 | 6  | +26 | 15 |
| C      | Женева-Серветт      | 6 | 5 | 0   | 0   | 1 | 28 | 15 | +13 | 15 |
| J      | ХИФК                | 6 | 4 | 1   | 0   | 1 | 31 | 15 | +16 | 14 |
| I      | ЮИП                 | 6 | 3 | 2   | 0   | 1 | 15 | 11 | +4  | 13 |
| F      | ТПС                 | 6 | 3 | 1   | 1   | 1 | 21 | 12 | +9  | 12 |
| G      | Векшё Лейкерс       | 6 | 4 | 0   | 0   | 2 | 19 | 14 | +5  | 12 |
| E      | Ставангер Ойлерс    | 6 | 3 | 1   | 0   | 2 | 19 | 17 | +2  | 11 |
| B      | Цюрих Лайонс        | 6 | 2 | 1   | 2   | 1 | 17 | 16 | +1  | 10 |
| H      | Цуг                 | 6 | 3 | 0   | 1   | 2 | 14 | 14 | 0   | 10 |
| D      | Злин                | 6 | 2 | 1   | 2   | 1 | 15 | 20 | –5  | 10 |
| A      | Били Тигржи Либерец | 6 | 3 | 0   | 0   | 3 | 16 | 15 | +1  | 9  |